# Кошка
Ко́шка (лат. Felis catus) — домашнее животное, одно из наиболее популярных (наряду с собакой) «животных-компаньонов».
С точки зрения научной систематики, домашняя кошка — млекопитающее семейства кошачьих отряда хищных. Одни исследователи рассматривают домашнюю кошку как подвид дикой кошки, другие — как отдельный биологический вид.
Являясь одиночным охотником на грызунов и других мелких животных, кошка — социальное животное, использующее для общения широкий диапазон звуковых сигналов, а также феромоны и движения тела.
В настоящее время в мире насчитывается около 600 млн домашних кошек, выведено около 200 пород, от длинношёрстных (персидская кошка) до лишённых шерсти (сфинксы), признанных и зарегистрированных различными фелинологическими организациями.
На протяжении десяти тысяч лет кошки ценятся человеком, в том числе за способность охотиться на грызунов и других домашних вредителей, а также за способность развлекать и снимать стресс.

## Значение и этимология слова «кошка»
В русском языке слово «кошка» означает либо представителя биологического вида Felis catus вообще независимо от пола, либо самку этого вида. Самца называют «кот», а детёныша кошки — «котёнок» (мн. ч. — «котя́та»).
Слово «кошка» в русском языке является диминутивом от др.-русск. слова котъка, которое, в свою очередь, происходит от существительного «кот» и является родственным лат. cattus «кошка» (так, в поздней латыни, начиная с V века, в отличие от классического латинского felis) и близким названиям во многих языках Европы и Ближнего Востока (англ. cat, арм. կատու, katu, галл. cath, ирл. catt, исп. gato, итал. gatto, рут. gyat, лезг. кац, лит. katė, нем. Katze, нуб. kadis, прусск. catto, фр. chat). Первоначальный источник неизвестен, но принято считать, что во многие языки слово попало путём латинского.
Некоторые исследователи предполагают, что в основе слов различных индоевропейских языков, обозначающих кошку, лежит праиндоевропейский корень *kat-, от которого произошли глаголы индоевропейских языков, означающие «котиться»; позднее от них произошли названия детёнышей мелких животных в индоевропейских языках. Другие исследователи считают такую связь вторичным сближением.
Звукоподражательными, близкими русскому «мяу», являются названия кошки в древнеегипетском (mj.w) и китайском языках (māo).

## Научная классификация
В 1758 году Карлом Линнеем в «Системе природы» домашней кошке было присвоено биномиальное название Felis catus. Иоганн Христиан фон Шребер в 1775 году дал дикой кошке название Felis silvestris.
В литературе встречаются и другие названия, используемые в качестве международного научного (латиноязычного) названия домашней кошки: Felis catus domesticus, Felis silvestris domesticus, а также предложенное в 1777 году Иоганном Христианом Поликарпом Эркслебеном в «Началах естествознания» название Felis domesticus (изначально — Felis domestica, поскольку слово Felis в те времена считалось женского рода).
В качестве русского названия данного таксона в научной (научно-популярной) литературе используется как выражение «домашняя кошка» (или «кошка домашняя»), так и просто слово «кошка».
В 2003 году Международной комиссией по зоологической номенклатуре было принято решение о закреплении за дикой кошкой названия Felis silvestris, а за её одомашненным подвидом — названия Felis silvestris catus, при этом было оговорено, что если в какой-либо классификации домашняя кошка будет описываться как отдельный вид, то в этом случае для названия соответствующего таксона следует использовать комбинацию, предложенную Линнеем, — Felis catus.
На основании данных, полученных современной филогенетикой, домашняя кошка является одним из пяти подвидов дикой кошки Felis silvestris, и её правильное международное научное название — Felis silvestris catus. В 2017 году вышла крупная статья, в которой домашняя кошка была выделена в отдельный вид.

## Происхождение и историяодомашнивания

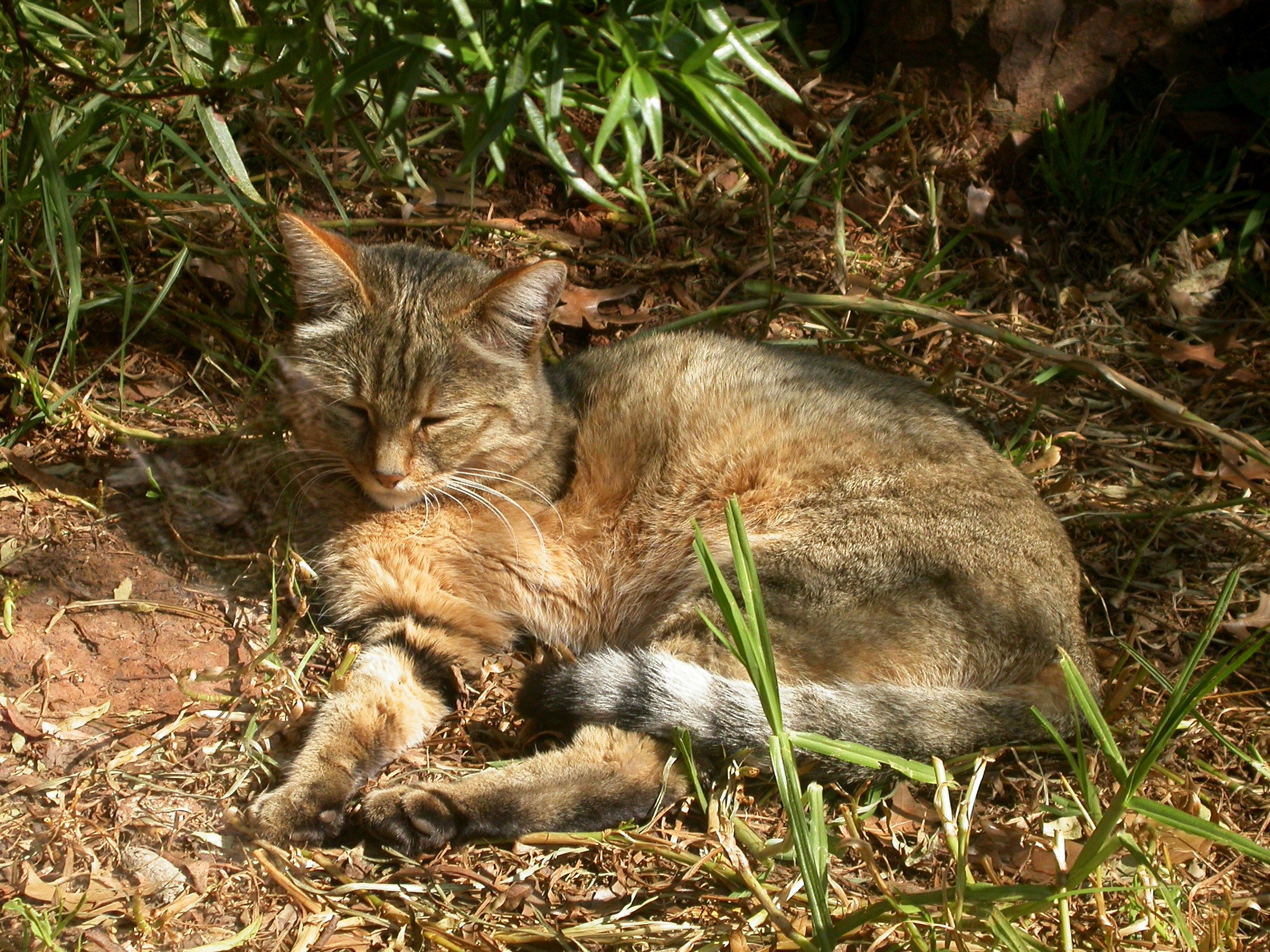
Степная кошка (Felis silvestris lybica), в результате одомашнивания которой возникла домашняя кошка

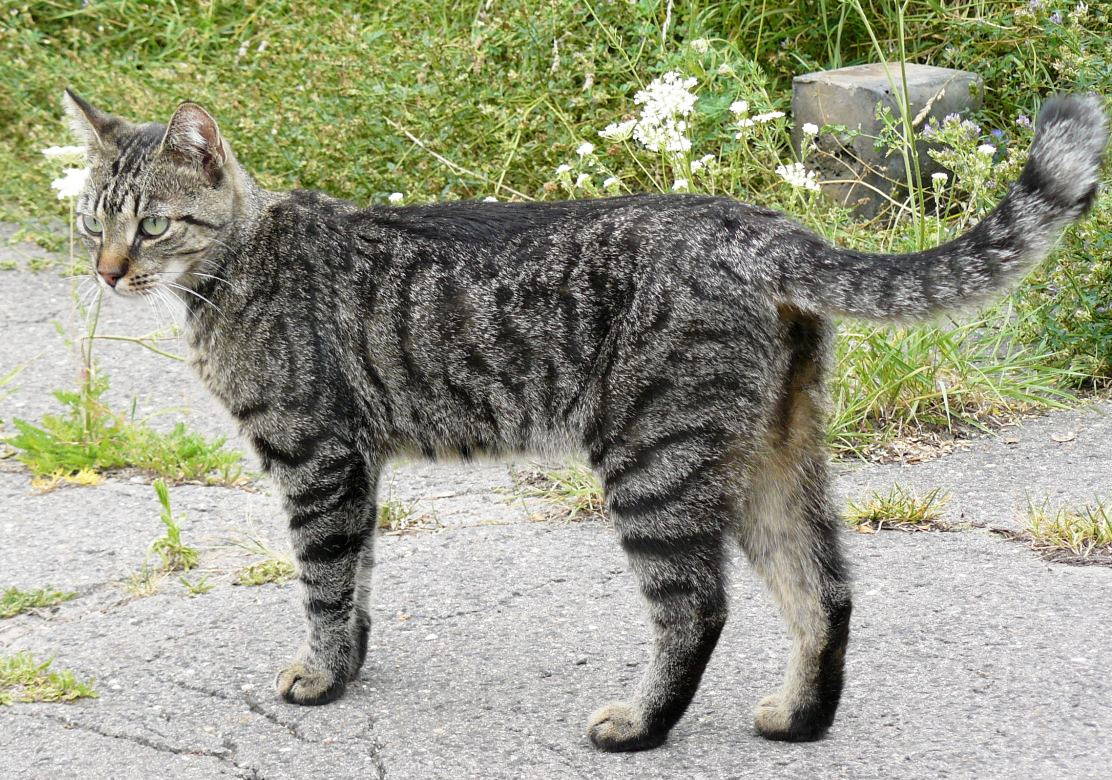
Домашняя кошка окраса табби-макрель (дикий окрас)

Согласно генетическому исследованию аутосомных маркеров и митохондриальной ДНК 979 домашних, диких и одичавших кошек с трёх континентов, в том числе барханных кошек (Felis margarita), все домашние кошки по материнской линии происходят как минимум от пяти представительниц подвида степная кошка (Felis silvestris lybica), имеющих разные гаплотипы митохондриальной ДНК. В митохондриальной гаплогруппе IV, специфической для ближневосточных и домашних кошек, идентифицировали 6 субклад и рассчитали время жизни общего предка — ок. 13 тыс. лет назад, что значительно превышает время предполагаемого одомашнивания ближневосточных кошек. Генетический анализ митохондриальной ДНК 209 кошек из 30 захоронений на территории Европы, Ближнего Востока и Северной Африки показал, что домашние кошки распространялись по миру двумя большими волнами. Первая волна имела место на заре сельского хозяйства 12—9 тыс. лет назад — в Плодородном полумесяце и его окрестностях домашние кошки расселились вместе с земледельцами по всему Ближнему Востоку. Несколько тысяч лет спустя вторая волна, вышедшая из Египта, охватила практически всю Европу и Северную Африку.
Обособление подвида Felis silvestris lybica произошло около 130 тысяч лет назад. Степная кошка до сих пор распространена по всей Северной Африке и в обширной зоне от Средиземноморья до Китая, где она обитает в зарослях саксаула в пустынях, в кустарниках возле водоёмов, в предгорьях и горах. Хотя мелкие дикие кошки разных подвидов могут скрещиваться между собой и давать потомство, результаты генетических исследований показали, что в филогенезе домашней кошки другие подвиды Felis silvestris, кроме степной кошки, участия не принимали.
Одомашнивание кошки произошло примерно 9500 лет назад на Ближнем Востоке в районе Плодородного полумесяца, где зародились и развивались древнейшие человеческие цивилизации. Одомашнивание кошки началось при переходе человека к оседлому образу жизни, с началом развития земледелия, когда появились излишки пищи и возникла необходимость их сохранения и защиты от грызунов.
Древнейшее археологическое свидетельство одомашнивания кошки было обнаружено на Кипре, где в ходе археологических раскопок было найдено совместное захоронение человека и кошки, которое датируется 7500 годом до н. э. Также было установлено, что остров Кипр был колонизирован выходцами из районов современных Анатолии (Турция) и Сирии.
Ранее учёные полагали, что первыми одомашнили кошек древние египтяне. Однако самые ранние свидетельства приручения кошек древними египтянами относились к 2000—1900 годам до нашей эры. А недавно было установлено, что в Древний Египет домашняя кошка попала, как и на Кипр, с территории Анатолии. В настоящее время кошка является одним из самых популярных домашних животных.
Несмотря на то, что кошки были одомашнены достаточно давно, большинство кошек способно выживать в условиях нахождения вне человеческого жилья, пополняя ряды вторично одичавших кошек, так как в условиях бродячей жизни кошки обычно быстро повторно дичают. Вторично одичавшие кошки часто живут уединённо и охотятся в одиночку, но иногда образуют небольшие колонии из нескольких самок с котятами.

### Вопрос о полном одомашнивании

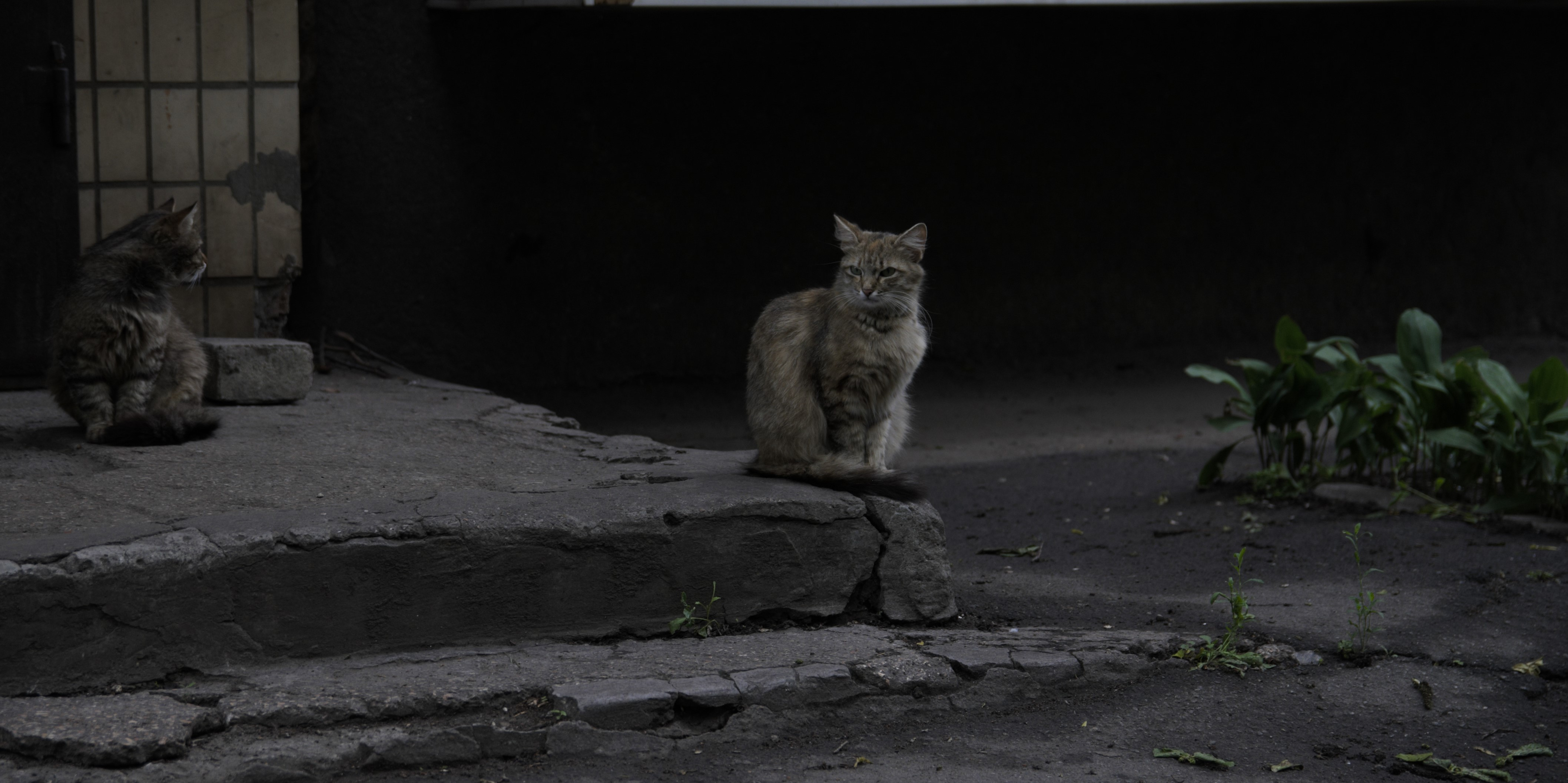
Бродячие кошки у подъезда дома

В наше время среди учёных нет общепринятого ответа, является ли кошка полностью одомашненным животным, так как, например, собака в процессе одомашнивания изменила свою модель поведения, сумев развить довольно сильную привязанность и преданность к человеку, и одновременно утратила множество способностей к охотничьему образу жизни и сигнальному общению, присущих своим предкам — волкам. Кошка же по поведению почти не отличается от своего дикого предка, демонстрируя высокую независимость и повадки «одинокого хищника».
Некоторые учёные считают, что кошка и вовсе не является одомашненным животным, а сама могла прийти к человеку, так как в селениях всегда в достатке водились синантропные животные или, проще говоря, многочисленные грызуны и птицы. Таким образом, кошка нашла для себя удобный источник пищи, закрепившись в «новой нише». Сосуществование человека и кошки было взаимовыгодным, так как человек избавлялся от грызунов, которые часто становились источником заболеваний и порчи хозяйства. Также весомым доводом противников идеи одомашнивания остаётся тот факт, что, по их мнению, кошка показывает любопытство к человеку только до тех пор, пока ей это выгодно, то есть маленький хищник не способен на верность. Другие же учёные продвигают иную точку зрения. По их мнению, тот факт, что кошки подвергались одомашниванию, подтверждается тем, что они способны на привязанность и игривое поведение и именно для установления эмоционального контакта с человеком научились мурлыкать. Многие кошки показывают свою привязанность, устанавливая физический контакт с человеком, например, забираясь ему на колени; известны случаи, когда преданность кошки хозяину была сильнее, чем у многих собак, и это на фоне того, что кошки произошли из «опаснейших и неприветливейших хищников в мире». На негативный образ кошки как дикого и подозрительного животного повлиял и продолжает влиять тот факт, что в средневековой Европе католическая церковь обвиняла кошек в связи с дьяволом и колдовством.
Несмотря на споры, большинство учёных сошлось во мнении, что кошка является полуодомашненным животным, то есть она способна на сосуществование с человеком, но, потеряв с ним контакт, легко возвращается к дикому образу существования. Хотя у кошки наблюдаются генетические изменения в сравнении с диким предком, эта разница в 10 раз меньше, чем у собак с волками. Учёные считают, что дикая кошка действительно могла сама прийти к человеку, чтобы питаться грызунами, а такие отношения характеризовались как соседские, и уже через несколько тысяч лет люди сами стали одомашнивать маленьких хищников. Это также, вероятно, объясняет, почему модель поведения кошки почти не изменилась; при одомашнивании собаки из волка человек изменил её образ жизни и среду обитания, кошка же претерпела минимальные изменения. Кошка сумела сохранить модель поведения, присущую своим диким предкам. Она почти так же хорошо охотится, как дикая кошка, но в то же время способна мирно сосуществовать с человеком, проявлять к нему эмоциональную привязанность, нежность или даже игривость.

## Биология

### Физиология
| Нормальные физиологические показатели | Нормальные физиологические показатели |
| ------------------------------------- | ------------------------------------- |
| Температура тела                      | +38,6 °C                              |
| Частота сердечных сокращений          | 110—140 ударов в минуту               |
| Частота дыхания                       | 16—40 вдохов в минуту                 |

Нормальная внутренняя (ректальная) температура тела взрослой кошки составляет +38…+39,5 °C, у котят она несколько выше. У бесшёрстных пород кошек внутренняя температура тела такая же, как и у всех кошек, однако из-за отсутствия шёрстного покрова на теле кошки температура кожных покровов у сфинксов или петерболдов человеком тактильно воспринимается как более высокая.
Частота пульса у взрослых кошек варьирует в зависимости от физической и психической активности и составляет от 120 до 220 ударов в минуту. Частота дыхания составляет в среднем 20—40 дыхательных движений в минуту.
У кошек выделены три группы крови — А, B и АВ. Кошки с группой крови А могут иметь антитела к группе крови В, и наоборот. Кошки с группой крови АВ не имеют антител ни к группе крови А, ни к группе В, поэтому они могут быть реципиентом обеих групп крови при переливании. Группа крови АВ самая редкая, она встречается у 1 % всех домашних кошек и поэтому остаётся малоизученной, однако учёным удалось установить, что АВ по своему происхождению не связана с группами крови А и В.
Механизм лакания жидкости кошкой состоит в том, что её язык вытягивается со скоростью 1 м/с, подгибается вниз и касается поверхности жидкости, но, в отличие от лакания собак, не проникает в неё. Затем язык устремляется вверх и увлекает за собой столбик жидкости. Кошка заглатывает жидкость в тот момент, когда вертикальная составляющая скорости жидкости замедляется гравитацией и становится равной нулю. В этот момент челюсти кошки смыкаются, и жидкость проглатывается. Этот процесс повторяется с периодичностью 4 раза в секунду.

### Анатомия

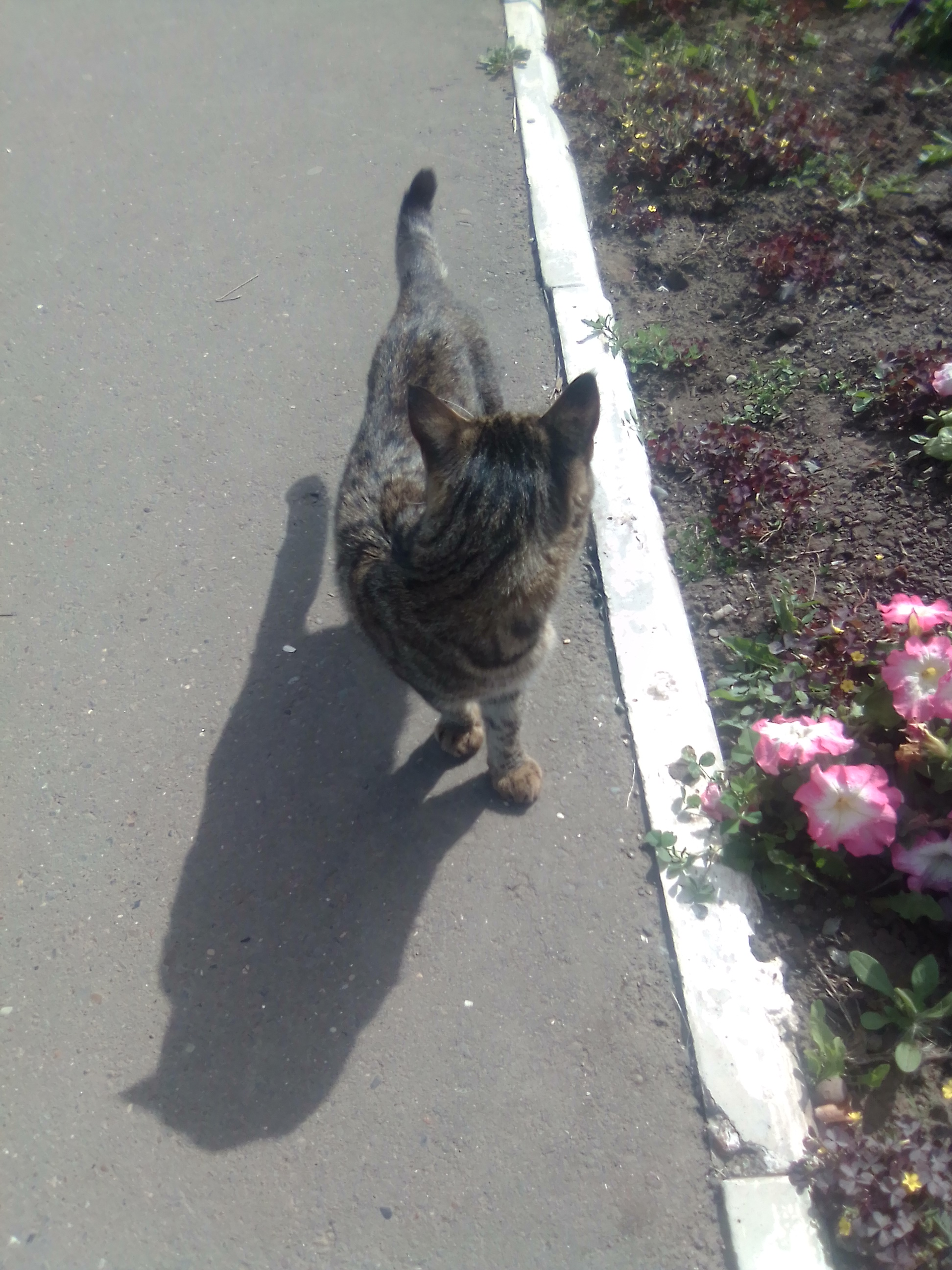
Кошка повернула голову на 180 градусов

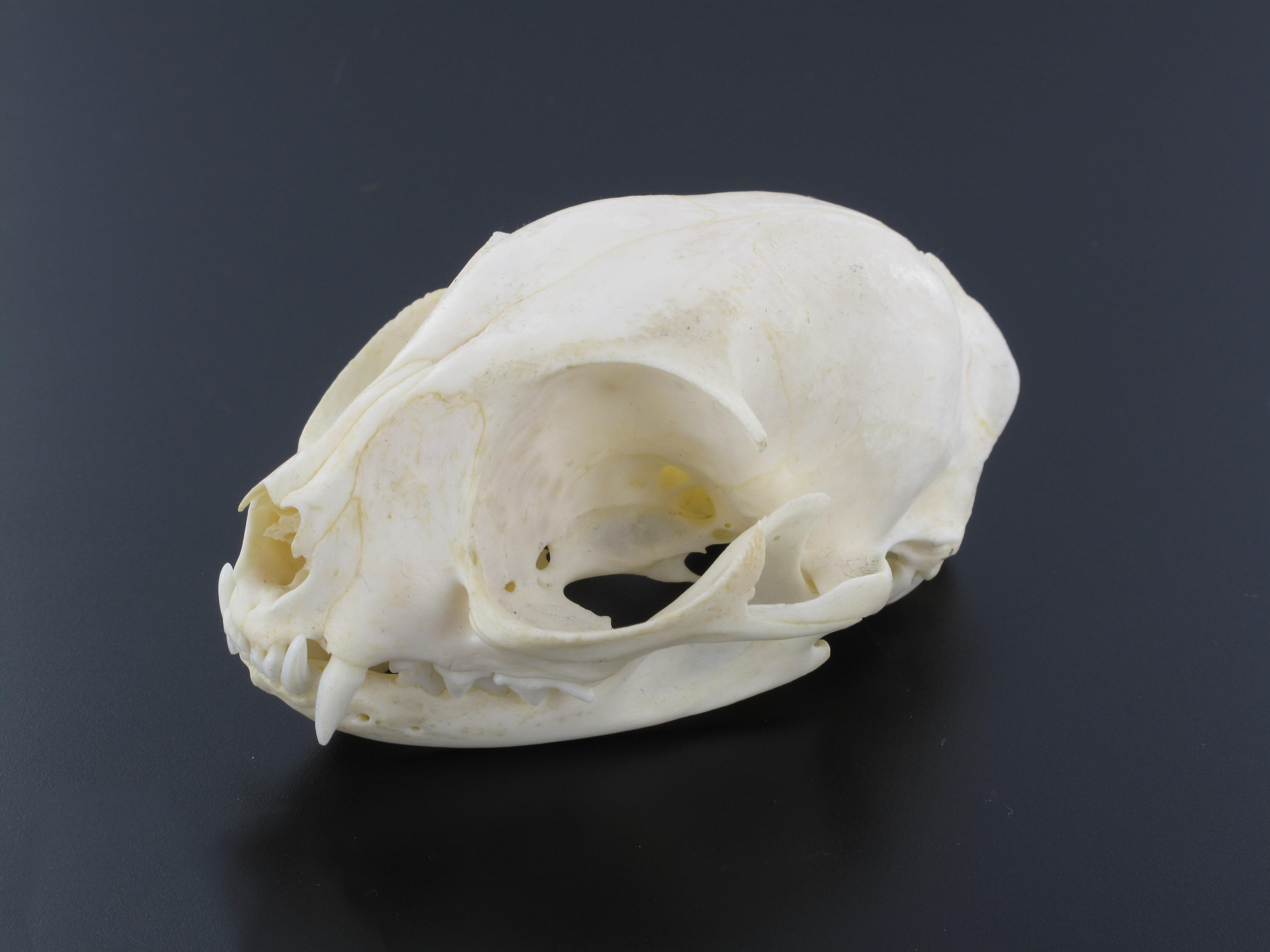
Череп кошки

Средняя длина тела кошки без хвоста 60 см, длина хвоста 25—35 см. Как правило, самки меньше самцов, как и у прочих млекопитающих (явление полового диморфизма). Самая крупная кошка, согласно «Книге рекордов Гиннесса», достигает в длину 121,9 см.
Вес средней здоровой кошки составляет 2,5—6,5 кг, но встречаются и более крупные экземпляры, вес которых достигает 7—9 кг. Коты пород сибирская кошка и мейн-кун могут достигать веса 11,5—13 кг. Кошки могут достигать массы 20 кг, а самый тяжёлый кот имел вес 21,3 кг. Обычно сравнительно большой вес кошки является следствием ожирения.
Кошка является типичным мелким хищником с характерными особенностями анатомии. Скелет кошки сформирован примерно из 240 костей и состоит из двух отделов: осевого и периферического. Осевой отдел скелета представлен черепом, позвоночником и грудной клеткой. Периферический скелет или скелет конечностей состоит из 2 грудных (передних) и 2 тазовых (задних) конечностей.
Череп и позвоночник предохраняют центральную нервную систему (головной и спинной мозг) от повреждений. Позвоночник кошки состоит из 7 шейных, 13 грудных, 7 поясничных позвонков, 3 сросшихся крестцовых и 20—26 хвостовых позвонков. К позвонкам прикреплены 13 пар рёбер. Рёбра вместе с грудными позвонками и грудиной образуют грудную клетку. Первые 9 пар рёбер соединены непосредственно с грудной костью, остальные 4 пары свободны. Кости передних конечностей соединены с грудной клеткой соединительной тканью и мышцами.
Череп кошки отличается от черепов других млекопитающих очень большими глазницами и мощными и специализированными челюстями, а также приблизительно одинаковым развитием лицевого и мозгового отделов. Мозговая часть черепа кошки состоит из 11 костей, а лицевая — из 13. Мозг средней кошки имеет размер 5 см в длину и весит 30 г.
У кошки 30 зубов (16 на верхней челюсти и 14 на нижней), из них 12 резцов, 4 клыка, 10 премоляров и 4 моляра. Зубы кошки приспособлены для убийства добычи и разрывания мяса. Поймав добычу, кошка наносит ей укус двумя длинными клыками, вонзая их между двумя позвонками жертвы, тем самым перерезая спинной мозг жертвы, что приводит к необратимому параличу и смерти. Зубная формула кошки типична для кошачьих {\displaystyle I{3 \over 3}C{1 \over 1}P{3 \over 2}M{1 \over 1}}.

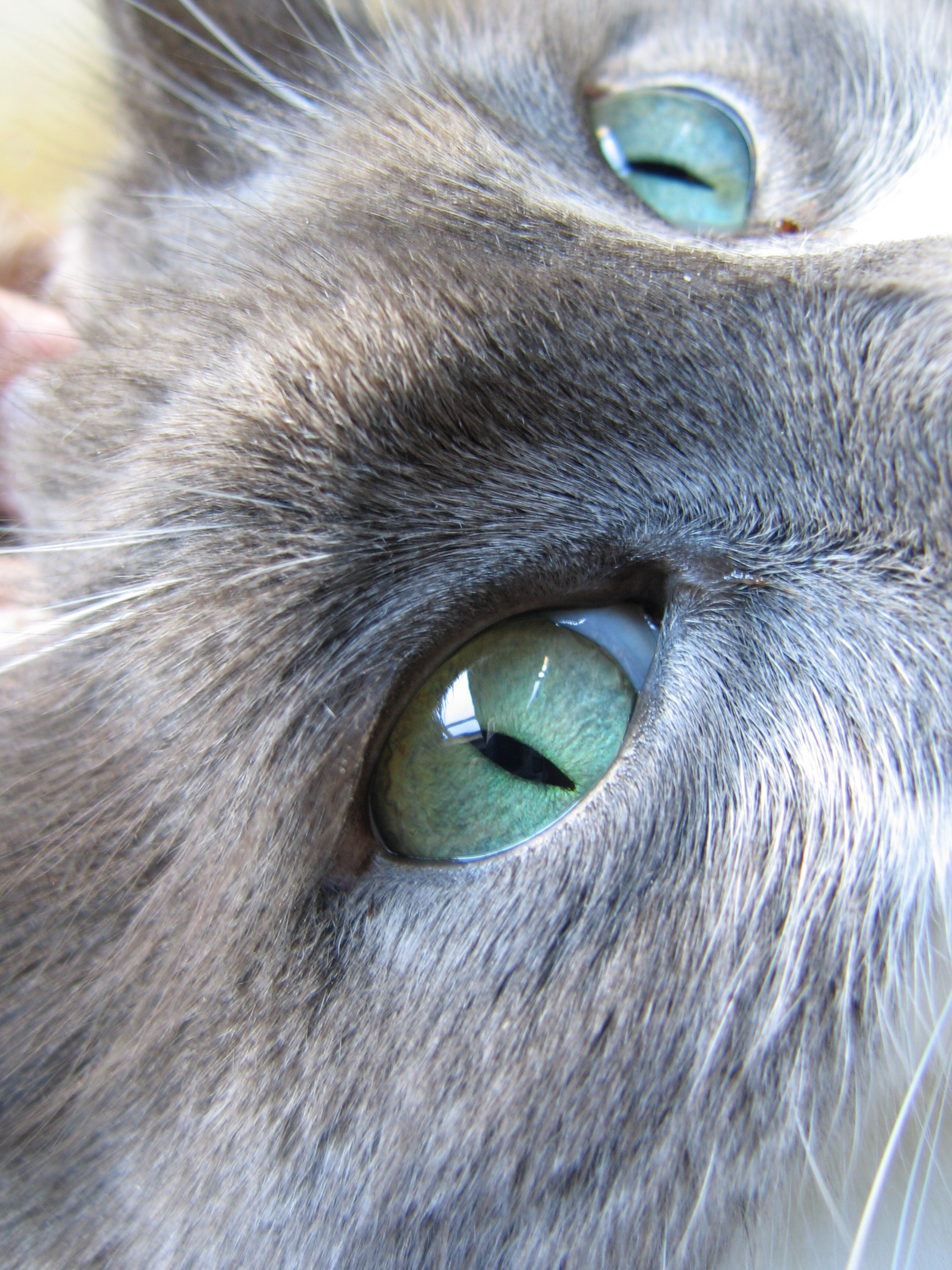
Глаза кошки с видимым третьим веком

Отличительная черта строения глаза кошки, характерная для многих млекопитающих, — наличие мигательной перепонки (так называемое третье веко) — тонкой складки конъюнктивы, которая выдвигается из внутреннего угла глаза и выполняет защитную функцию. Она очищает поверхность видимой роговицы глаза от пыли и смачивает её. Третье веко можно увидеть, когда кошка спит с приоткрытыми глазами или чувствует усталость. Если третье веко видно постоянно, в том числе когда кошка бодрствует, это в большинстве случаев может быть признаком болезни.
Шерсть кошки имеет свойство наэлектризовываться от трения, поэтому при чистке щёткой и расчёсывании слегка увлажняют шерсть или щётку. Накопление статического электричества может происходить постоянно при нахождении кошки в слишком сухой атмосфере, в таких случаях применяют увлажнители воздуха.

#### Неизученные области
Одной из неизученных областей анатомии кошек является карман Генри на их ушах. На данный момент его функциональное назначение неизвестно.

### Органы чувств
По мнению многих зоологов, среди млекопитающих органы чувств наиболее развиты у кошек. Хотя слух у них развит хуже, чем, например, у мышей, превосходные (по человеческим меркам) зрение, обоняние и слух в сочетании с тактильными и вкусовыми рецепторами делают кошек очень чувствительными животными.

#### Зрение

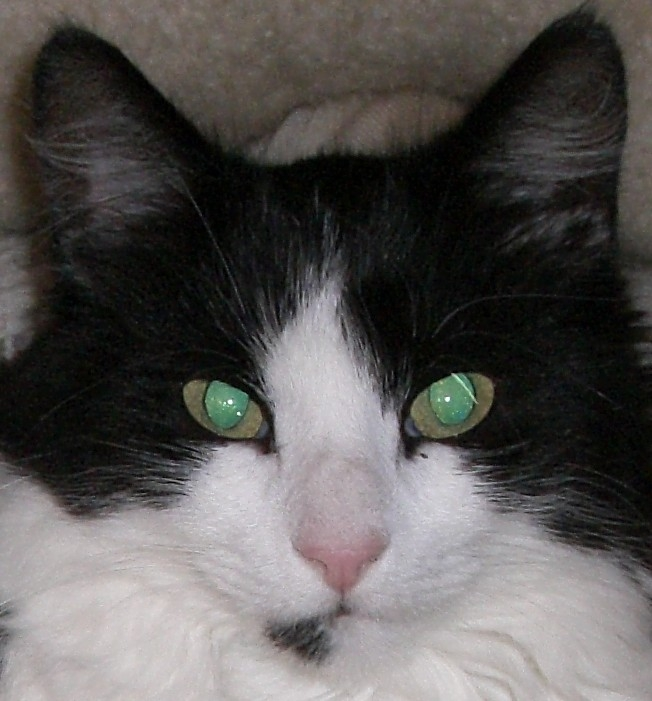
Глаза домашней кошки: тапетум отсвечивает зелёным светом

Среди домашних животных у кошки самые большие глаза относительно размеров тела. Как и у большинства хищников, глаза кошки направлены вперёд, и их зрительные поля перекрываются. Поэтому кошки обладают стереоскопическим зрением, позволяющим оценивать расстояние до предмета наблюдения. Около 60 % кошек способны к движениям глаз, при которых зрительные оси сходятся и расходятся. Поле зрения у кошек составляет 200°, против 180° у человека. В жёлтом пятне на сетчатке глаза у кошек отсутствует центральная ямка (fovea), а вместо неё имеется диск, где находятся колбочки. Палочек в сетчатке глаза в 25 раз больше, чем колбочек, это обусловлено тем, что кошка является ночным хищником, поэтому способность видеть при слабом освещении (за которую отвечают именно палочки в сетчатке) является для неё приоритетной.
Кошки умеют различать цвета, но по сравнению с человеком восприятие цвета у них слабее — менее контрастное и яркое. У кошек (как и большинства других млекопитающих, кроме приматов) есть два типа колбочек — чувствительные к более длинноволновому и коротковолновому свету. «Длинноволновые» колбочки кошки содержит опсин, имеющий максимум поглощения в области 553 нм. Считается, что у большинства млекопитающих отсутствуют «зелёные» колбочки (соответствующие средневолновым колбочкам приматов), поэтому их цветовое зрение напоминает таковое у человека при дейтеранопии (разновидность дальтонизма). Замечено, что неподвижные и близко стоящие предметы кошка воспринимает хуже, чем движущиеся. У кошек способность к фокусировке зрения на предметах в 2—3 раза меньше, чем у высших обезьян и человека.
Кошки превосходно видят в условиях слабого освещения. За сетчаткой глаза располагается особый слой — тапетум, который у кошек, как и у большинства животных, содержит большое количество люминесцентного пигмента (tapetum lucidum). Функция тапетума заключается в отражении обратно на сетчатку той части света, которая проходит сквозь полупрозрачный слой светочувствительных клеток и которая без тапетума безвозвратно терялась бы. Благодаря тапетуму и другим механизмам светочувствительность глаза кошки в 7 раз выше, чем у человека, и кошки могут хорошо видеть даже при слабом освещении, но при ярком свете они видят хуже человека. Из-за интенсивной пигментации тапетума кошачьи глаза при их освещении в темноте светятся жёлто-зелёным.

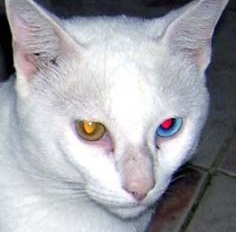
Цвет свечения зрачков зависит от цвета радужной оболочки и обусловлен разной степенью пигментации тапетума

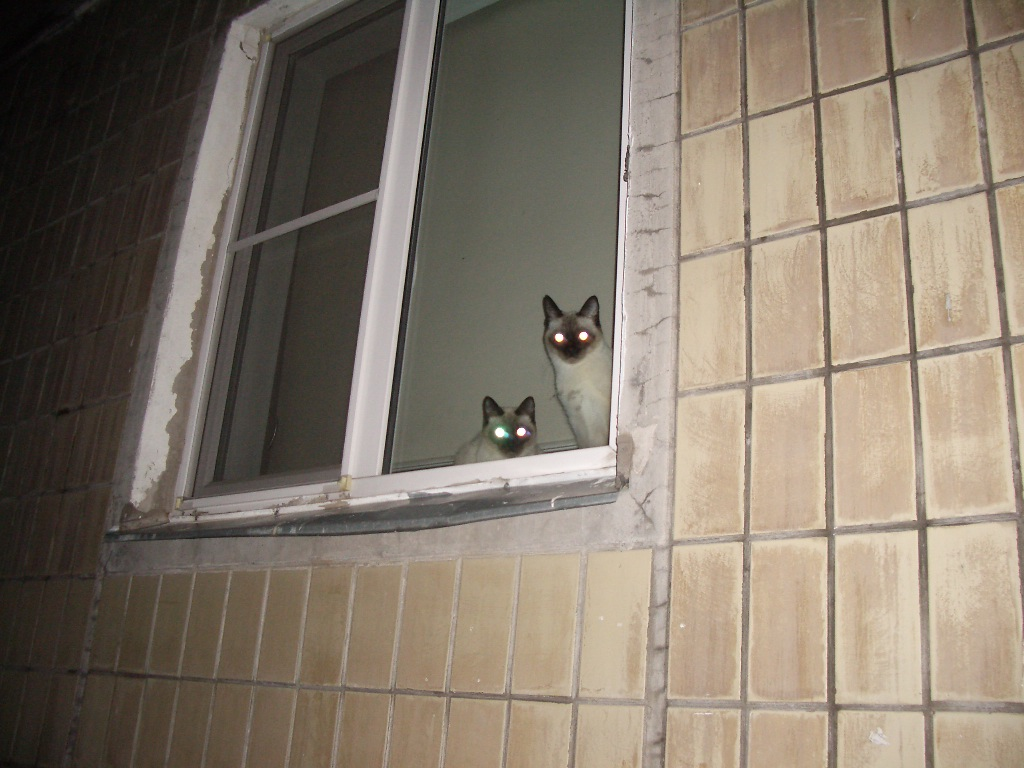
Сиамские кошки: заметно различие цвета. Отражение размыто из-за вторичного отражения на стёклах окна

Пигментация тапетума тесно связана с пигментацией радужной оболочки. У голубоглазых кошек (так же, как и у собак), независимо от цвета шерсти, тапетум пигментирован слабо и их зрачки отсвечивают красным цветом и менее ярко — как у человека (tapetum nigrum). Это позволяет предположить, что ночное зрение голубоглазых кошек такое же слабое, как у человека. Котята рождаются голубоглазыми, то есть со слабо пигментированной радужкой и, соответственно, со слабо пигментированным тапетумом. Примерно к 3-месячному возрасту, когда у желтоглазых и зеленоглазых кошек радужка насыщается пигментом, пигментируется и тапетум. Оттенок свечения зрачков также зависит от угла падения света, так как пигментация тапетума снижается по направлению от задней стенки глазного яблока к передней и его оттенок меняется градиентом: жёлто-зелёный, бирюзовый, голубой, синий, фиолетовый, красный, чёрный. Но при фронтальном ракурсе у кошек с хорошо пигментированной радужкой зрачки светятся жёлто-зелёным цветом.
Вопреки распространённому заблуждению, в абсолютной темноте кошки видеть не могут.
Чтобы уменьшить световой поток на сетчатке при ярком освещении, зрачок кошачьего глаза может изменять форму. Причём он не круглый, как у человека, а вертикально-овальный вплоть до щелевидного, так как радужная оболочка сжимается с помощью мышечных волокон неравномерно; такими же способностями обладают глаза у лис, относящихся к семейству псовых. Радужная оболочка служит диафрагмой, регулируя количество света, проникающего внутрь глаза.

#### Слух

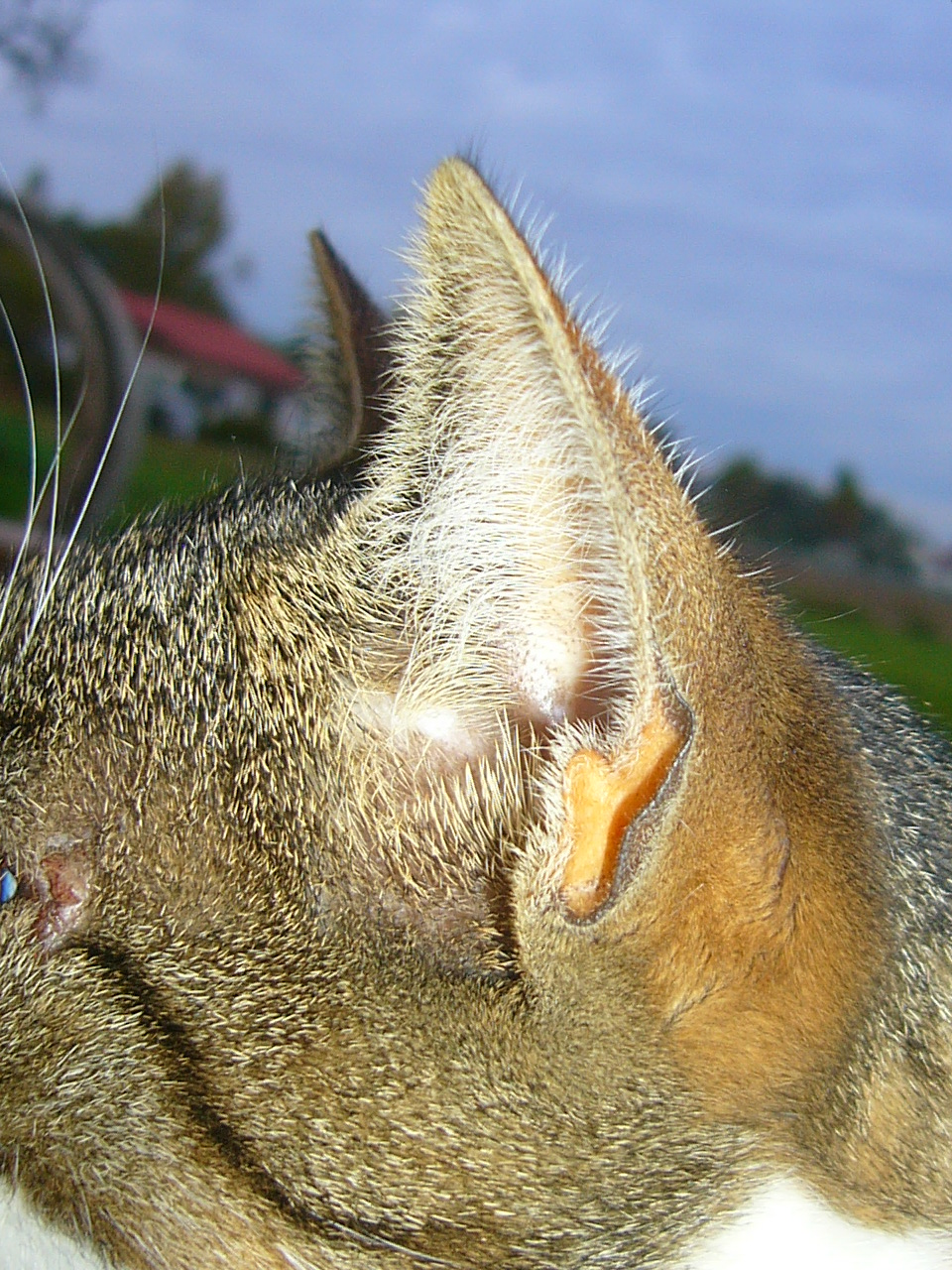
Кошачье ухо

Орган слуха домашней кошки подразделяется на три отдела — наружное ухо, среднее ухо и внутреннее ухо, откуда импульсы поступают в центры слуха в головном мозге.
Кошки обладают направленным слухом, то есть шумы сортируются по направлению. Кошки могут двигать ушной раковиной в сторону источника звука, причём каждой ушной раковиной независимо друг от друга, поэтому кошка может следить одновременно за двумя источниками звука. Этими движениями управляют более десятка мышц, благодаря чему ушная раковина может поворачиваться почти на 180°. При этом кошка обладает способностью пространственного слуха — может распознать силу звука, его удаление и высоту и на основании этих данных очень точно оценить месторасположение его источника. Слух кошек настолько хорошо развит, что они в состоянии с закрытыми глазами ориентироваться в пространстве на шорох и писк и ловить пробегающих мимо мышей; слух человека не в состоянии столь точно позиционировать месторасположение источника шума.
Кошки могут воспринимать ультразвуковые сигналы. Диапазон слышимых звуков у кошки ещё недостаточно изучен; по некоторым данным, он заключён между 45 Гц и 64 000 Гц, по другим данным — доходит до 100 000 Гц. У кошки нет органа, который производит ультразвук, поэтому кошки не используют для общения ультразвук, недоступный нашему восприятию, однако они способны слышать ультразвук, чем пользуются во время охоты, так как ультразвуковое общение грызунов происходит в промежутке 20—50 кГц, в то время как кошки способны слышать ультразвуки до 65—70 кГц. В ухе кошки около 13 тысяч воспринимающих клеток, что несколько меньше, чем у человека, однако у кошки около 52 000 передающих нервных окончаний в слуховом нерве, тогда как у человека их значительно меньше — 31 000.

#### Осязание

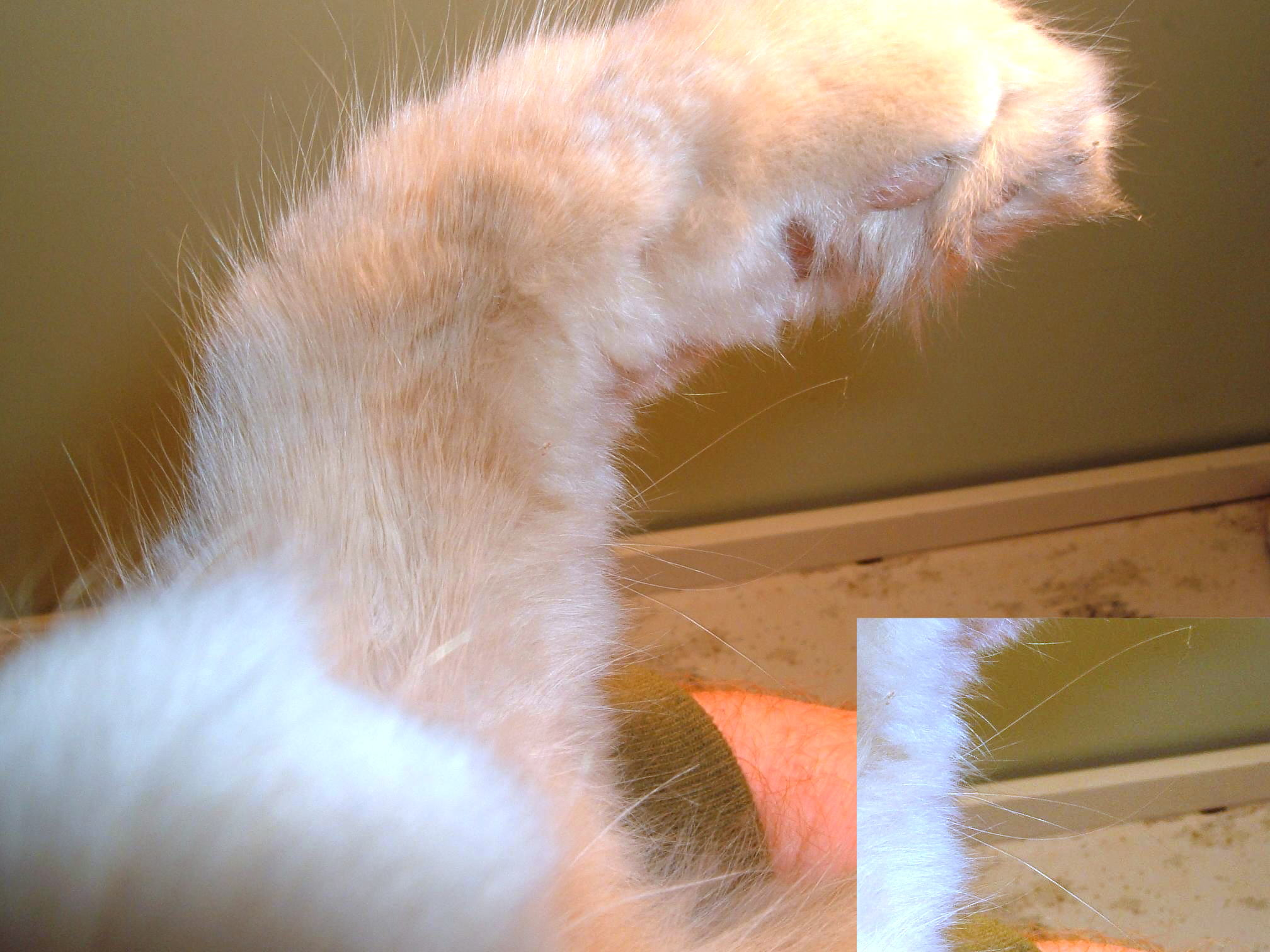
Вибриссы на передней конечности кошки

Осязательные функции у кошек выполняют особые тактильные (осязательные) волоски, расположенные с двух сторон в четыре ряда над верхней губой, над глазами, под подбородком — вибри́ссы (в обиходе — усы), а также чувствительные волоски на хвосте, на внутренней и тыльной стороне конечностей (запястные волоски), на подушечках лап, между пальцев, на кончиках ушей и в ушах. Ни в коем случае нельзя кошке удалять вибриссы, так как этим она фактически будет лишена своей «системы ориентации и навигации» в пространстве. Опытным путём было установлено, что, чем слабее зрение у кошки, тем длиннее и толще у неё вибриссы, а у кошек, которые родились с нарушением зрения, вибриссы превышают 8 см. Вибриссы также показывают настроение животного: направленные вперёд усы часто означают любопытство или настороженность, в то время как при агрессии кошка прижимает усы к морде, хотя и умиротворённая, мурлыкающая кошка тоже прижимает усы к щекам.
Кожное осязание у кошек сильно развито.

#### Обоняние

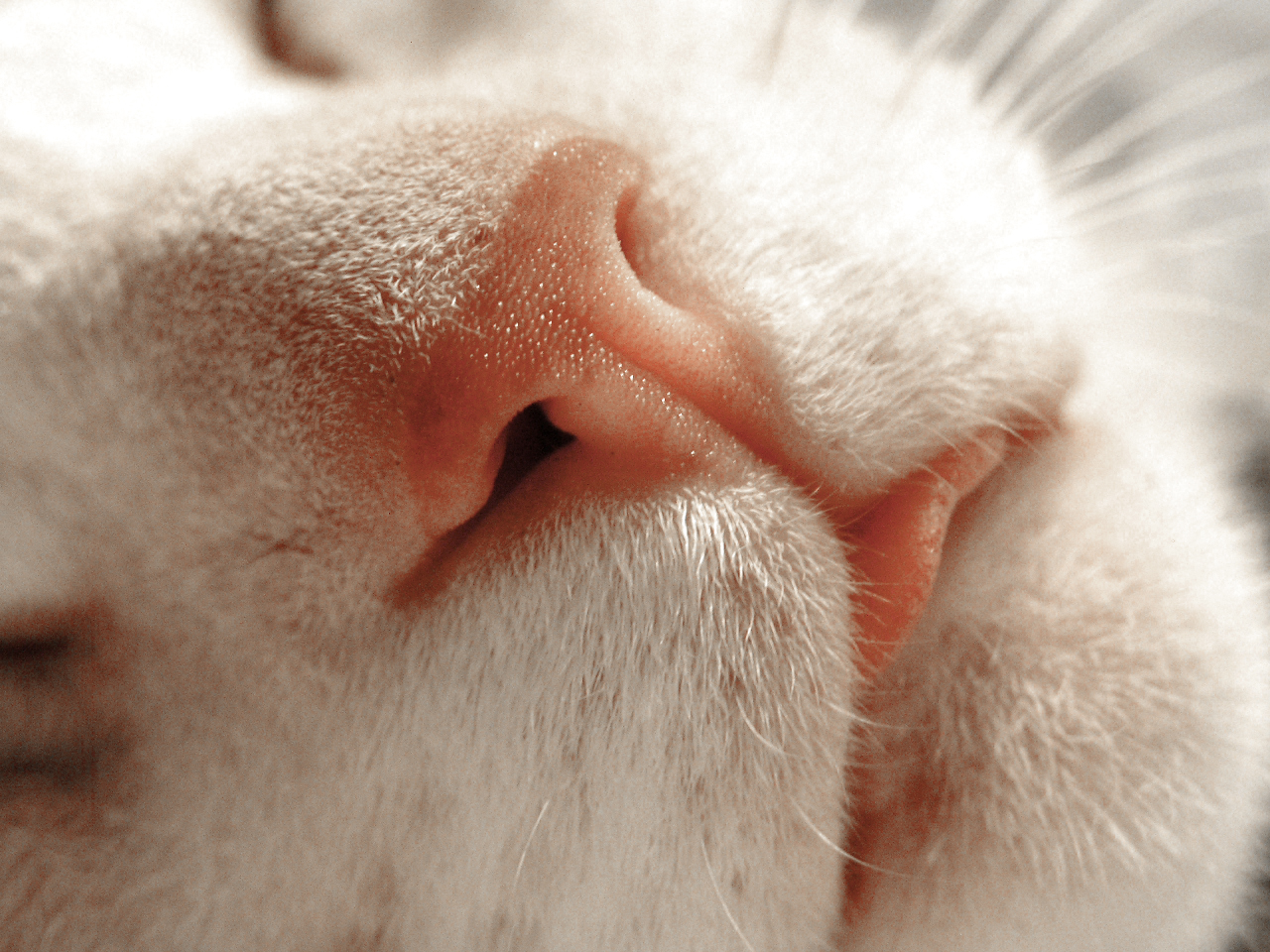
Нос кошки

У кошек сильно развито обоняние, что объясняется наличием у них хорошо развитой обонятельной луковицы и большого количества сенсорных клеток обонятельного эпителия носовой полости. У кошек поверхность обонятельного эпителия составляет 5,8 см², что в два раза больше, чем у человека, и только в 1,7 раз меньше, чем у средней собаки. Благодаря этому обоняние у кошек примерно в 14 раз сильнее человеческого, что позволяет им чувствовать запахи, о которых человек даже не подозревает. В верхней части полости рта у кошек расположен вомероназальный орган, который позволяет им чувствовать особо тонкие запахи при вынюхивании. При этом кошка приоткрывает пасть и втягивает губы, собирая кожу на голове в своеобразную гримасу, демонстрируя т. н. реакцию флемена, присутствующую также у собак, лошадей и некоторых других млекопитающих.
Кошки также очень чувствительны к кошачьим феромонам, таким как образующийся при деградации синтезируемой кошками аминокислоты фелинина 3-меркапто-3-метилбутан-1-ол, которые они используют для общения между собой, разбрызгивая мочу и метя свою территорию с помощью выделений из пахучих желёз. Пахучие железы котят начинают производить пахучие вещества с возраста трёх месяцев. Также кошки вместе с экскрементами выделяют небольшое количество пахучей жидкости из анальных желёз. Такие железы есть у многих хищных, в частности у скунсов они используются для самообороны.

#### Восприятие вкуса
Кошки хорошо ориентируются во вкусах, различают кислое, горькое и солёное. Разборчивость эта обусловлена, прежде всего, хорошим нюхом и развитыми вкусовыми рецепторами на языке. Долгое время считалось, что в отличие от большинства млекопитающих кошки не воспринимают сладкое, поскольку соответствующий ген у них повреждён, однако последние исследования опровергли эту информацию.

#### Вестибулярный аппарат

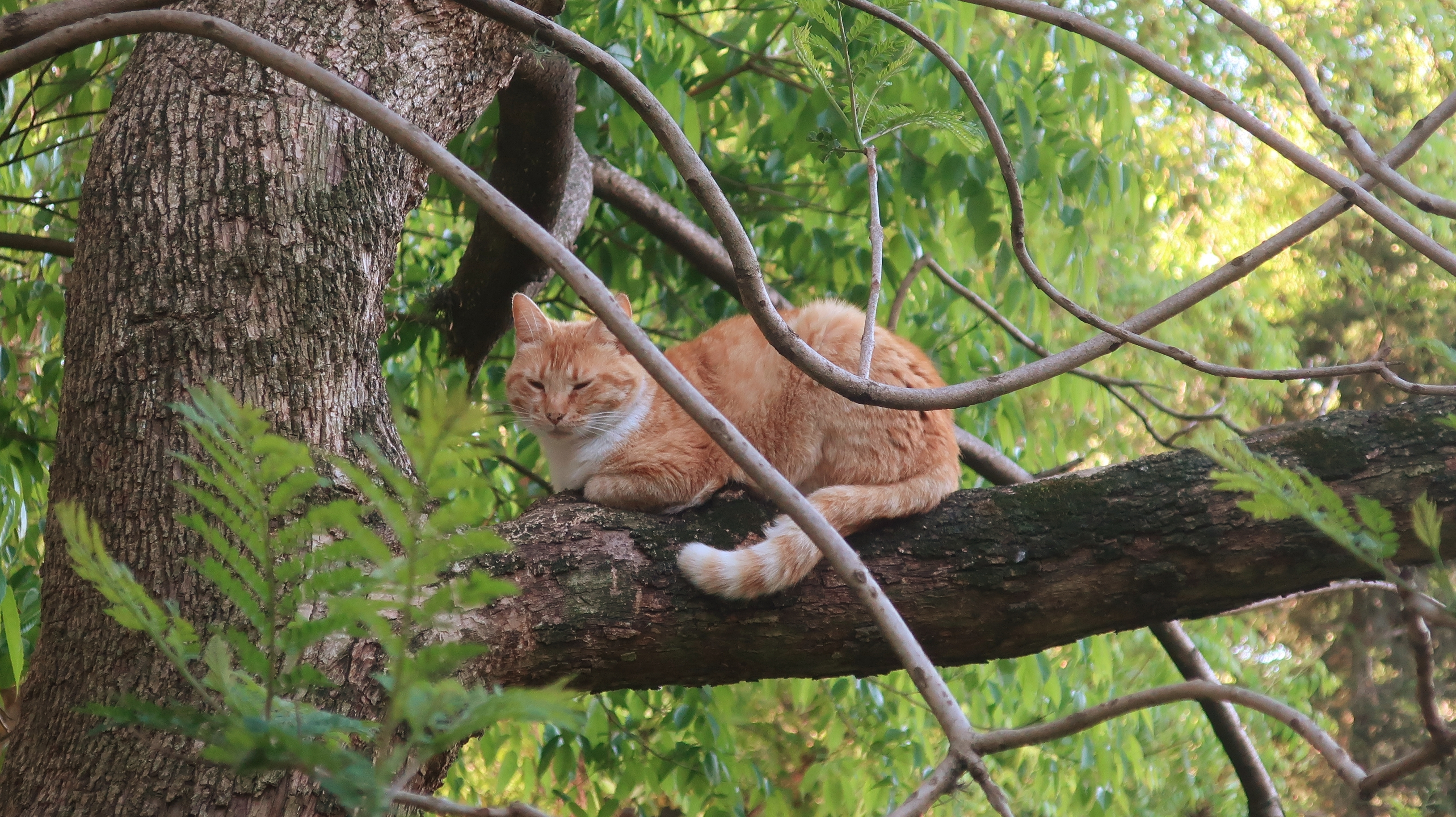
Кот сидит на дереве

За чувство равновесия у кошек отвечает хорошо развитый вестибулярный аппарат, расположенный во внутреннем ухе. Кошки могут безбоязненно передвигаться по конькам крыш, заборам и сучьям деревьев. При падении они могут рефлекторно принять в воздухе положение, нужное для приземления на лапы. При этом функцию стабилизатора выполняет очень подвижный хвост (у бесхвостых кошек стабилизатором выступает всё тело). Дополнительным предохраняющим средством служит рефлекторное расставление лап в стороны, в результате чего поверхность тела кошки увеличивается и срабатывает «эффект парашюта». Однако в случае падения с большой высоты (из окон многоэтажных домов) этот рефлекс не всегда срабатывает, и животное может разбиться, что связано с эффектом «шока» при выпадении из окна. При падении с малой высоты (например, с рук ребёнка) времени на разворот может быть недостаточно, и кошка также может травмироваться. Как показали новые исследования, при падении с большой высоты кошки приземляются не на лапы, а скорее, на живот. В 1976 году ветеринарным врачом из Нью-Йорка Гордоном Робинсоном был описан так называемый «высотный синдром кошек»
, согласно которому: «чем выше здание, с которого упала кошка, тем меньше повреждений получит животное. То есть, как ни парадоксально, 15-й этаж безопаснее 2-го». Математиком Ричардом Монтгомери была разработана теория, получившая название «теоремы падающей кошки», согласно которой, кошка, падающая спиной вниз, переворачивается спиной вверх, даже если кинетический момент равен нулю.

### Размножение

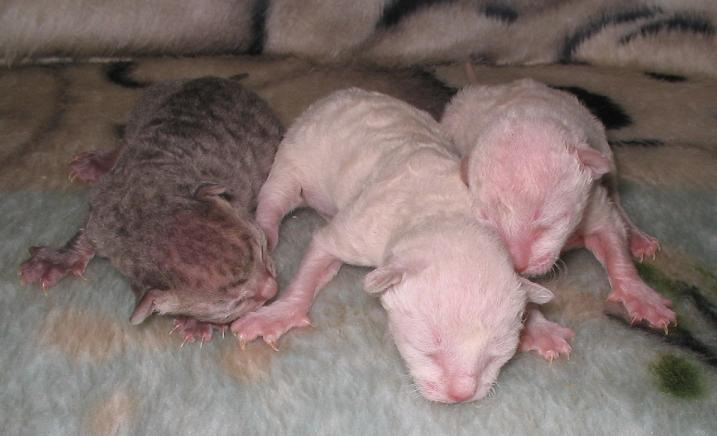
Новорождённые котята

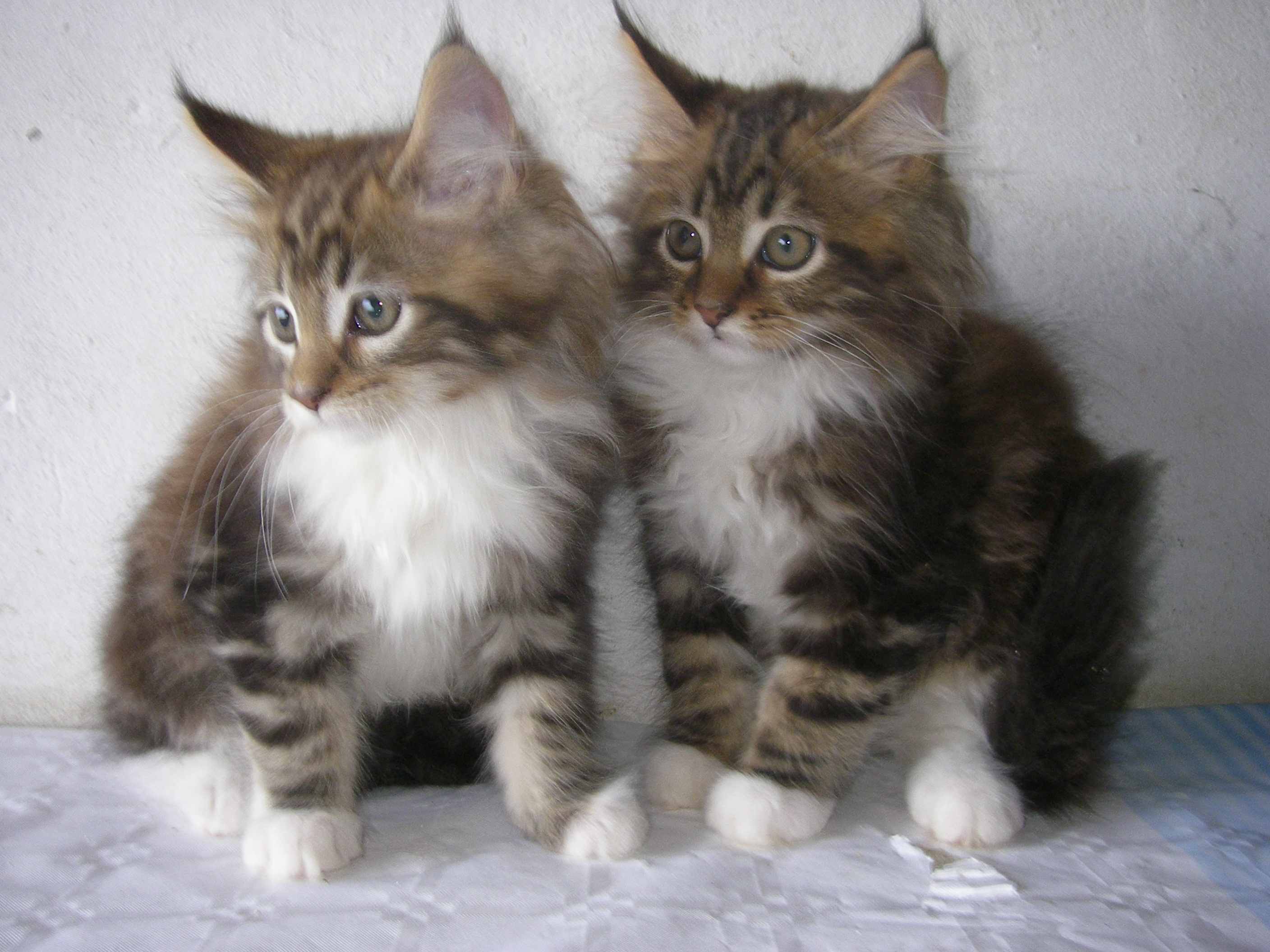
Котята породы мейн-кун в возрасте 2—3 месяцев

Кошки являются полиэстральными животными, то есть периоды течки у них случаются несколько раз в году и длятся от 4 до 7 дней. В северных широтах начало эстрального цикла приходится на период с февраля по апрель с последующим повтором в июле-августе. Если во время первой течки не произошло оплодотворение, через 14—21 день течка может повториться. Коты в брачный период начинают метить свою территорию. На стадии проэструса кошка жалобно мяукает, трётся мордочкой о предметы, других кошек или других животных в доме, начинает кататься на спине по полу. При появлении кота на этой стадии эструса кошка может фыркнуть на него и отогнать от себя. Стадия проэструса длится от 12 часов до 3 дней. Хотя проэструс наблюдается не у всех кошек столь выраженно. Стадия эструса, когда кошка готова к спариванию, длится 4—7 дней. На стадии эструса кошка начинает громко мяукать и звать кота. На этой стадии кошки могут ставить метки.
Овуляция происходит у кошек в момент спаривания и требует стимуляции. Поэтому оплодотворение у кошек редко происходит во время первого спаривания. При спаривании у кошек часто происходит суперфекундация, то есть оплодотворение двух яйцеклеток во время одного периода течки, поэтому в одном помёте у котят могут быть разные отцы. Если на стадии эструса произошла овуляция, то наступает стадия диэструса, если овуляция не произойдёт, то наступает стадия интерэструса. Диэструс длится 35—100 дней, после чего вновь наступает стадия преэструса и т. д. В северных широтах с октября по январь у домашних кошек длится стадия анэструса — сексуального спокойствия.
Домашние кошки-самки проявляют первые признаки течки уже в 6—8-месячном возрасте. Коты-самцы достигают половой зрелости к 8—10 месяцам. Коты и кошки сохраняют способность к спариванию всю жизнь, однако у старых кошек роды могут закончиться гибелью матери. Беременность у кошек длится 55—60 дней, в помёте обычно от трёх до восьми котят (у первородящих — меньше) размером около 12 см. Котята рождаются глухими и слепыми: способность видеть появляется на 5—10 день после родов, а слышать котята начинают только в возрасте 9—11 дней. Кормление молоком у кошек заканчивается после 8—10 недель после рождения котят, после чего они уже в состоянии питаться мясом.
Кошки считаются идеальными матерями, но ни одна кошка не будет выхаживать больное потомство, в таком случае кошка бросает неполноценных котят и уходит из гнезда. Считается, что коты, обнаружив гнездо с беззащитными котятами (если мать-кошка, например, на охоте), душат их. Однако такое поведение более присуще бродячим и деревенским котам, в ситуации, когда неизвестен отец. Если животные содержатся в условиях, когда у потомства один определённый отец, поведение кота совершенно иное: он является для своих потомков защитником и ухаживает за своим потомством вместе с кошкой. Некоторые коты могут взять на себя обязанности по уходу и защите котят в случае гибели матери-кошки.

## Здоровье кошки

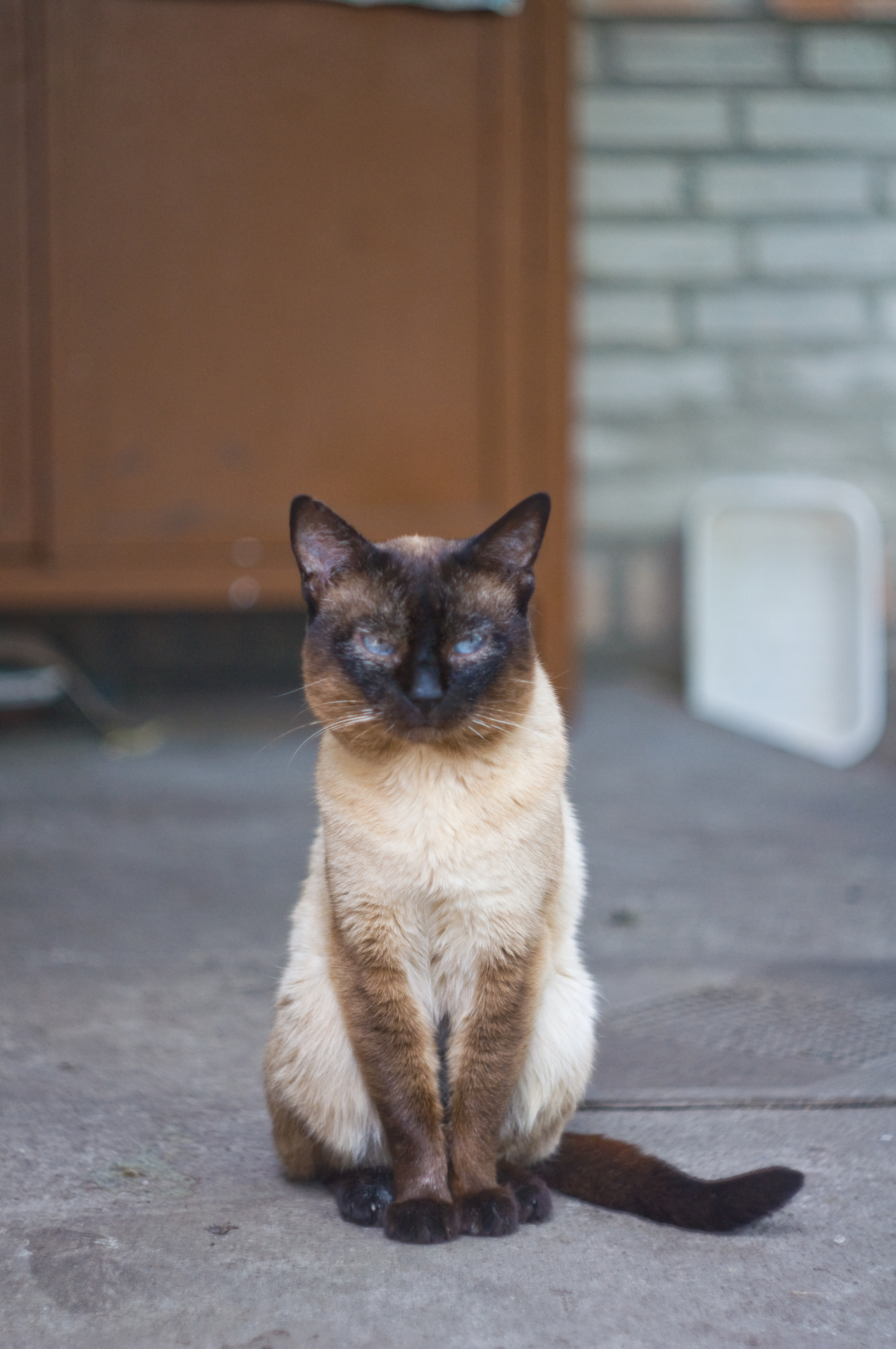

### Длительность жизни

#### Домашние кошки
Средний срок жизни кошек составляет 14 лет.
Учёные из Королевского ветеринарного колледжа в Лондоне исследовали продолжительность жизни разных пород кошек и пришли к выводу, что бурманская короткошерстная кошка — настоящая рекордсменка. Согласно их исследованию эти элегантные кошки живут в среднем 14 лет, значительно опережая другие породы. На втором месте по продолжительности жизни оказались мейн-куны, регдоллы и норвежские лесные кошки (10 лет), а на третьем — персидские кошки (11 лет), пишет The Telegraph.
Вместе с тем известен случай, когда кошка по кличке Крим Пафф дожила до 38 лет. На январь 2011 года самой старой считалась кошка Люси. Она жила в британской семье и отметила своё 39-летие. Как рассказал владелец животного Билл Томас, кошка появилась на свет в 1972 году. Представители Книги рекордов Гиннесса официально признали, что кошка Люси — самая старая представительница своего вида в мире.
Кастрация котов и стерилизация кошек благоприятно сказывается на их здоровье, так как у котов-кастратов не может развиться рак семенников, а у стерильных кошек — рак матки или рак яичников, кроме того и у котов и у кошек снижается риск заболевания раком молочных желёз. Стерилизация кошек до первой течки является профилактикой рака молочной железы. Однако кастрированные коты часто страдают мочекаменной болезнью и подвержены ожирению. Ранняя кастрация (в возрасте меньше 8—9 месяцев) может приводить к развитию мочекаменной болезни.

#### Бездомные кошки
Срок жизни бездомных кошек трудно определить точно. Однако, согласно одному исследованию, средний возраст таких животных составляет 4,7 года, притом что часть бродячих кошек погибает, ещё будучи котятами, хотя некоторые могут дожить и до 10 лет. В условиях современного города бродячие кошки живут обычно не более двух лет, однако в управляемых колониях бродячие стерилизованные кошки могут жить гораздо дольше. По сообщениям Британского кошачьего попечительского фонда (British Cat Action Trust), самой старой из известных бродячей кошке было 19 лет. Самым старым бродячим котом был 26-летний Марк, состоявший на попечительстве у Благотворительного союза защиты кошек.

### Болезни кошек
У кошек могут быть различные проблемы со здоровьем, включая болезни различного характера, наличие паразитов, травмы и генетические расстройства. Среди болезней кошек выделяют инфекционные (в том числе респираторные) и внутренние неинфекционные, а также хирургические и акушерско-гинекологические болезни кошек. Отдельную группу составляют инвазионные (паразитарные) болезни кошек, к которым относятся различные гельминтозы кошек. По данным специалистов, в частности Колледжа ветеринарной медицины Корнеллского университета, кишечные паразиты являются общей проблемой здоровья у кошек, 45 % кошек, как правило, заражены гельминтами, такими как Ollanulus tricuspis, Physaloptera, Ancylostoma и Uncinaria, а также паразитическими простейшими — Giardia (лямблии), Isospora (кокцидий). Круглые черви Toxascaris leonina и Toxocara cati по оценкам специалистов имеют распространённость от 25 % до 75 %, а зачастую и выше, у котят. Некоторые виды ленточных червей, которые заражают кошек, могут вызывать заболевания и у людей, если не соблюдается гигиена.
К наиболее распространённым заболеваниям кошек относят: калицивироз, микроспорию, панлейкопению, ринотрахеит, сахарный диабет, токсоплазмоз и кошачий хламидиоз. Одним из наиболее опасных заболеваний у кошек, которым может инфицироваться и человек, является токсоплазмоз. «Профилактика токсоплазмоза затруднена, так как меры, обеспечивающие предотвращение заражения кошек и человека, сложно применимы на практике. Животные, которые охотятся на мышей или получают в рационе сырое мясо (25 % продаваемого мяса заражено токсоплазмозом), наверняка окажутся инфицированными».
Кошки, как и многие другие млекопитающие, могут болеть бешенством, а также инфицировать им человека. Кошке заболевание передаётся через укус больного животного (например, лисы). Инкубационный период длится от 2 до 24 недель, но в большинстве случаев симптомы появляются на 4—6 неделе, животное погибает на 3—4 день их проявления.
Профилактическая вакцинация способна снизить риск заболевания бешенством и другими инфекционными болезнями кошек. Однако в последнее время специалисты пришли к выводу, что вопросы правильного выбора вакцины и протокола её введения нуждаются в дальнейших исследованиях. С одной стороны, профилактическая вакцинация кошек может предотвратить многие из инфекционных болезней, а также не дать заразиться опасными инфекциями владельцу животного и членам его семьи. С другой стороны, было установлено, что в некоторых случаях вакцинация, особенно вакцинами против вируса лейкемии кошек и вируса бешенства, провоцирует заболевание кошек саркомой, в связи с чем предлагается снизить их вакцинацию до необходимого минимума, использовать вакцины без адъювантов и делать инъекции в конечность или хвост животного.

## Питание
Кошки являются облигатными плотоядными животными. В отличие от псовых — собак, волков, шакалов, лис, койотов, — которые являются всеядными, в силу чего часто разнообразят животную пищу растительной и могут легко становиться вегетарианцами, кошки обычно потребляют только мясную пищу, к которой приспособлен их пищеварительный тракт. Прежде всего, развитые клыки позволяют разжёвывать пищу; длинный и подвижный кошачий язык оснащён по бокам особыми бугорками, которые позволяют отделять мясо от скелета жертвы. Также эти бугорки выделяют кератин и помогают кошке при умывании. При жевании голова кошки опускается в сторону челюсти, которой кошка жуёт. Так как оба жевательных мускула слабо развиты, кошка часто меняет сторону челюсти, которой жуёт.
Кишечник у кошки, как и у многих плотоядных животных, достаточно короток и не превышает в длину 1,8 м. Кошачий желудок выполняет функцию пищеварения, причём кошке необходимо периодически очищать его от неперевариваемых частиц пищи: костей, сухожилий и собственной шерсти. Очищение желудка обеспечивается рвотой, которая является обычным защитным рефлексом, но также может быть симптомом болезни. Желательно для предотвращения закупоривания желудка кошки волосяными шариками давать кошке зелень специально пророщенной пшеницы.
Вторично одичавшие кошки, а также кошки, имеющие доступ за пределы дома, питаются мелкой добычей, преимущественно грызунами и птицами. Даже кошки, которым владельцы предоставляют полноценное питание, охотятся на мелких млекопитающих, птиц, амфибий, рептилий, рыб и беспозвоночных, если имеют выход за пределы дома. Кошки предпочитают питаться небольшими порциями несколько раз в день.

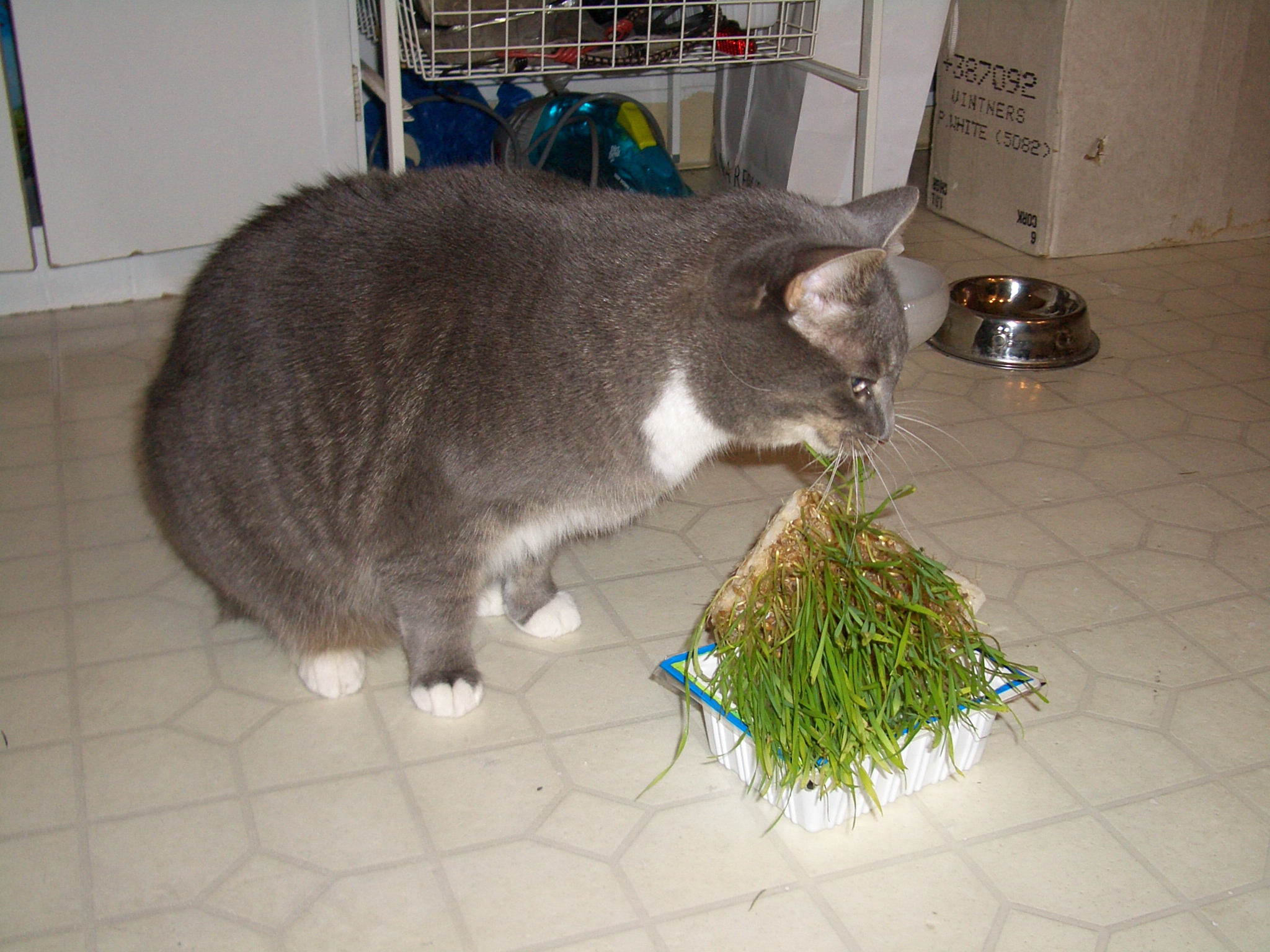
Кошка ест зелень пророщенной пшеницы

Кошек нельзя лишать мясной пищи, поскольку из растительной пищи невозможно синтезировать все необходимые им аминокислоты. Одним из наиболее важных веществ для кошек является таурин, отсутствие которого в рационе приводит к ухудшению здоровья и может вызвать слепоту из-за деградации центральной области сетчатки. Коровье молоко является плохим источником таурина, кроме того, большинство кошек страдают непереносимостью лактозы, а потребление молока приводит к расстройству пищеварения у кошек.
Кошке необходим витамин A, содержащийся в животной пище, поскольку, в отличие от многих других животных, она не способна синтезировать его из бета-каротина (также называемого провитамином витамина А), — для этого необходим фермент, который в организме кошки отсутствует. Как и у многих других млекопитающих, витамин C синтезируется в организме кошки из глюкозы.
Иногда кошки приспосабливаются к некоторым видам человеческой еды, однако такая пища вредна для кошки и может спровоцировать ряд заболеваний (например, мочекаменная болезнь, хроническая почечная недостаточность), а употребление шоколада, какао, кофе может даже привести к тяжёлому отравлению и гибели животного.
Также некоторые кошки могут есть в незначительном количестве овощи, фрукты, хлеб. Желательно наличие в рационе[уточнить] 1—2 чайных ложек творога или кефира.
Для улучшения работы пищеварительной системы и для того, чтобы вызвать рвоту для очищения желудка от шерсти, кошки периодически заглатывают траву, листья и молодые побеги растений. При отсутствии подходящей травы кошки могут объедать, к примеру, лепестки роз. Иногда, в случае недостатка микроэлементов в пище, кошки могут есть землю.

## Гигиена

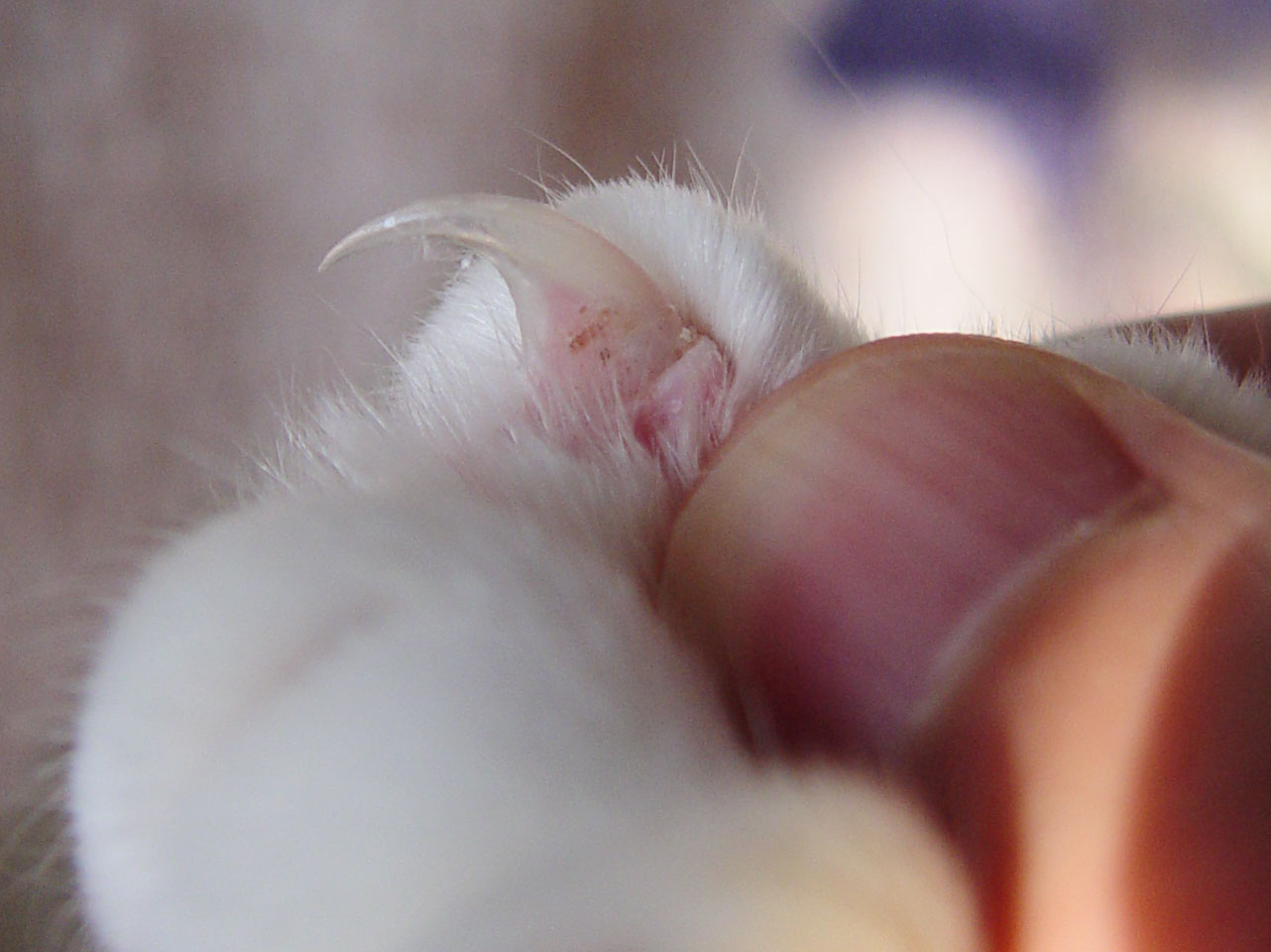
Кошачий коготь

Кошки являются очень чистоплотными животными. Они умываются, вылизывая себя (то есть проводят языком по шерсти, покусывая её резцами, и трут себя передними лапами) для удаления наружных паразитов и грязи, а также для регулировки температуры тела примерно один час в день. Кошки часто любят вылизывать своих сородичей и человека, однако компоненты их слюны вызывают у некоторых людей аллергию. Многие кошки часто отрыгивают трихобезоар — шерсть, скопившуюся в желудке в результате вылизывания. Длинношёрстные кошки более подвержены этому, чем короткошёрстные. Профилактика образования трихобезоаров состоит в кормлении кошки специальными кормами и лекарствами, способствующими выведению шерсти из желудка посредством дефекации.
Кошки также регулярно ухаживают за своими когтями. В обычных условиях слишком длинные когти стачиваются при лазании по деревьям и от бега, а затем верхний, старый отмерший роговой слой снимается с когтя в виде пустой оболочки. В неволе кошка точит когти о подручные предметы. В некоторых случаях когти необходимо стричь, но при этом важно не задеть пульпу — кровеносный сосуд, доходящий практически до кончика когтя.

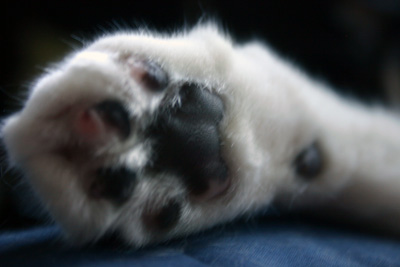
Лапа кошки после онихэктомии

При определённых условиях может быть рекомендована онихэктомия, в результате которой ампутируется концевая целая фаланга пальцев вместе с когтями, или тендонэктомия — операция по подрезанию сухожилия пальцевого сгибателя, который является своеобразным механизмом для втягивания и выпускания когтей. Онихэктомия без медицинских показаний запрещена в десятках стран мира. В ряде европейских странах она не разрешается в рамках Европейской конвенции по защите прав животных-компаньонов, которая действует в Австрии, Азербайджане, Бельгии, Болгарии, Германии, Греции, Дании, Испании, Италии, на Кипре, в Латвии, Литве, Люксембурге, Норвегии, Португалии, Румынии, Сербии, Турции, Украине, Финляндии, Франции, Чехии, Швейцарии и Швеции. В России онихэктомия широко распространена, однако в связи с многочисленными осложнениями её выполнение по личному желанию не рекомендуется, за исключением случаев, когда это действительно необходимо животному.
Согласно правилам всех международных фелинологических организаций, кошки с удалёнными когтями не допускаются к участию в выставках кошек.

## Психология
Некоторые растения, например валериана или кошачья мята, выделяют вещества, которые обычно оказывают на кошек (особенно на котов) воздействие, близкое к наркотическому. Впрочем, не все кошки реагируют на их запах, и не на всех кошек они оказывают одинаковое воздействие. У некоторых кошек валериана может вызвать отравление.

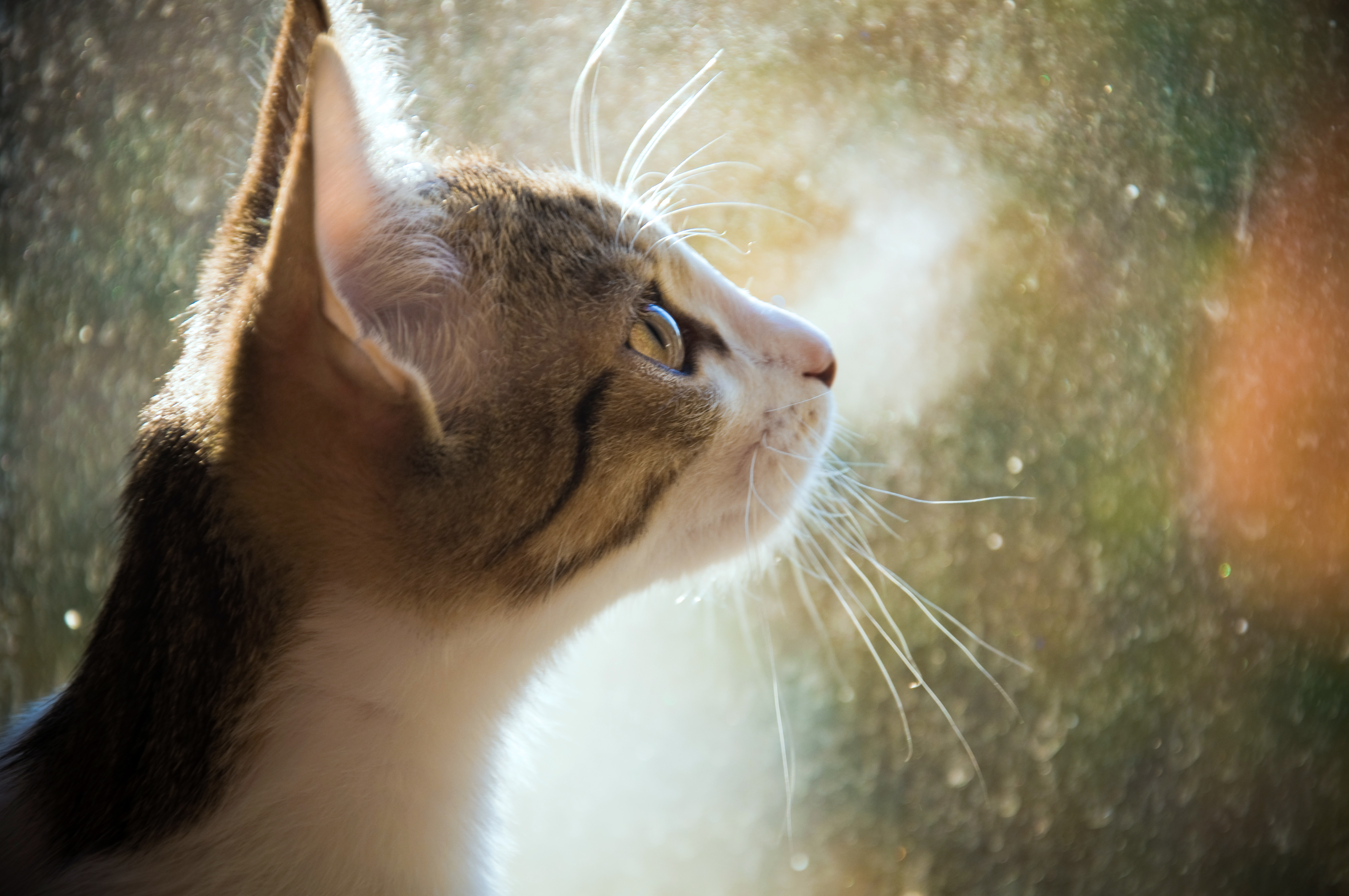
Котёнок, сфотографированный в дождь у окна

Как и остальные плацентарные, кошка имеет выраженную склонность к приобретению условных рефлексов и хорошо поддаётся отдельным видам дрессуры, например, обучению умению пользоваться стандартным унитазом. Было доказано, что кошки обучаются методом проб и ошибок, посредством наблюдения и имитации. Кошки сохраняют информацию более длительное время, чем собаки. В течение одного эксперимента было обнаружено, что кошки обладают зрительной памятью, сравнимой со зрительной памятью обезьян. В другом эксперименте по определению способностей краткосрочной рабочей памяти собаки показали количественно (но не качественно) лучшие способности к использованию запомненной информации, чем кошки. Кошки, перед которыми ставили поочерёдно простые и сложные задачи, быстрее решали сложные задачи, чем кошки, перед которыми ставили только сложные задания. Так, одна кошка, перед которой ставили для решения только сложные задачи, так и не научилась решать ни одну из них, несмотря на 600 попыток. Если кошкам давать для выполнения только сложные задания, с чем кошки не могут сталкиваться в природе, то они теряют мотивацию.

### Особенности сна
Кошки сохраняют энергию посредством сна в большей мере, чем большинство животных. Согласно исследованию 2000 года, домашние взрослые кошки без наружных паразитов спят или отдыхают 50 % своего времени. Некоторые кошки спят по 20 часов в сутки, но средняя продолжительность сна составляет 13—14 часов в сутки. В процессе сна у кошек периодически наступает фаза быстрого сна, сопровождающаяся быстрыми движениями глаз и сокращением мускулов, это свидетельствует о том, что кошки имеют способность видеть сны.

### Система знаков и самовыражение в поведении
Домашние кошки используют много разнообразных звуковых сигналов для общения, включая несколько различных видов мяуканья, мурлыканье, шипение, завывание, свист, ворчание и другие.
В зависимости от значения интонация мяуканья изменяется. Кошки обычно мяукают для того, чтобы привлечь внимание человека (например, для того, чтобы её накормили или с ней поиграли). В Англии мяуканье кошки воспроизводят как «мяу» (англ. meow), в Японии — как «ня» и т. д. Также мяуканье кошки может обозначать приветствие или болезненные ощущения. Некоторые кошки очень разговорчивы, другие же редко подают голос. Кошки способны придавать своему голосу около сотни различных интонаций (собаки, к примеру, только около десяти). Некоторые из них являются очень резкими и неприятными для человеческого слуха: особенно во время боёв между котами за самку или во время спаривания. Вместе с тем для общения между собой кошки редко используют мяуканье, зато общаются через систему знаков, которая имеет обширный диапазон звуков, телодвижений, взглядов.
Котята при рождении издают тонкий писк, причём известно, что обычно котята зовут мать ультразвуковыми сигналами. Некоторые взрослые коты, особенно те, кто редко тренирует свой голос, могут тоже издавать писк вместо мяуканья.
Как и другие малые кошки, домашние кошки могут мурлыкать (иначе говоря, «урчать» или «мурчать») — это обычно означает, что животное довольно. Кошки часто мурлычут среди сородичей: например, когда кошка встречает своих котят. До недавних пор выдвигались различные теории о том, как мурлычут кошки: биение крови об аорту, колебания связок при вдохе и выдохе или колебания в самих лёгких. Сегодня считается, что мурлыканье — результат ритмичных колебаний в кошачьей гортани. Кошки могут мяукать и мурлыкать одновременно; впрочем, это характерно только для разговорчивых особей. В добавление к мурлыканью довольная кошка может наполовину прикрыть глаза. Известно, что кошки могут мурлыкать для самоуспокоения. Иногда мурлыканье может быть признаком болезни у кошки — например, при болезни сердца, когда кошка «рассказывает» хозяину о своей болезни.

Кошка угрожающе выгибает спину и шипит

В состоянии испуга и агрессии кошки могут фыркать, шипеть или в редких случаях выть. При этом животное обычно выгибает спину и хвост, вздыбливает шерсть и прижимает уши к голове. Некоторые коты и кошки способны издавать угрожающее рычание, напоминающее собачье, которое служит признаком чрезвычайного гнева и раздражения.
Кошки также могут издавать отрывистые «чирикающие» звуки при наблюдении за добычей либо для выражения заинтересованности к чему-то при общении с людьми. Иногда данный звук бывает обращён к недосягаемой добыче, и неизвестно, является ли он звуком угрозы, выражением досады или попыткой подражать птичьему пению. Однако такие звуки характерны скорее для вторично одичавших кошек, которые живут колониями. Такие звуки издают, например, курильские бобтейлы и анатолийские кошки, за что их прозвали «чирикающими». В некоторых научно-популярных передачах утверждается, что эти звуки являются следствием преувеличенного челюстного рефлекса (то есть кошка заранее пытается совершать движения челюстью, которые она должна совершать, когда добыча уже у неё в пасти).
Хвост также является важным выразительным средством у кошек: спокойный завёрнутый вокруг тела или вытянутый прямо хвост означает миролюбивое настроение. Кошка высоко поднимает хвост («хвост трубой») и может подёргивать кончиком хвоста в случае возбуждения или заинтересованности. В состоянии злости хвост кошки начинает биться.
Когда ласкаемая кошка довольна, она может совершать поочерёдно поступательные движения передними лапами, выпуская и втягивая когти. Это движение называется «молочный шаг» — таким движением котята стимулируют выделение молока из сосков матери при кормлении. Иногда «молочный шаг» сопровождается отчётливым причмокиванием кошки. Некоторые кошки совершают «молочный шаг», когда их ласкают, другие могут делать это самостоятельно, уткнувшись мордой в какую-нибудь пушистую вещь, но в любом случае он означает, что кошка очень довольна. У некоторых кошек можно спровоцировать «молочный шаг» подражанием при помощи собственных пальцев кисти — если кошка в благоприятном расположении духа, она может ответить взаимным движением. «Молочный шаг», как правило, сопровождается мурлыканьем. Кроме этого, если кошка спит, вытянувшись и раскинув лапы, то при поглаживании многим кошкам свойственно вытягиваться ещё сильнее, выпуская при этом когти и подчас издавая звуки, похожие на мурлыканье. Однако мурлыканье само по себе не всегда означает, что кошка довольна.
Известен ряд народных примет о способности кошек к предсказанию погоды: старательно вылизывает шерсть — ненастье; лижет хвост — непогода; лижет лапу — к дождю; прячет мордочку — мороз или ненастье; лежит клубком — мороз; скребёт когтями пол — метель; царапает когтями стену, встав на задние лапы — вьюга; крепко спит на полу — тепло.

### Охота
Домашних кошек часто называют совершенными хищниками. Являясь видом, который очень легко приспосабливается к изменяющейся окружающей среде и обладает хорошим зрением, домашние кошки — умелые охотники. Как показали исследования, которыми были охвачены как кошки, живущие в доме, так и бродячие, в среднем одна кошка в течение одного года ловит 57 мелких животных. До сих пор кошки считаются лучшим средством борьбы с грызунами, о чём свидетельствует история знаменитого британского кота Хамфри, который официально состоял на службе при резиденции премьер-министра Великобритании. На крыс кошки охотятся редко. Серые крысы, которые пришли в Европу из Азии, отличаются крупным размером, агрессивностью и ловкостью, поэтому большинство кошек их боится. Тем не менее есть кошки — признанные крысоловы.
В отличие от львов, которые живут и охотятся в прайдах, кошки охотятся в одиночку и никогда не охотятся группами, за исключением охотничьих игр котят и кошки-матери. В отличие от собак и волков, которым нужно поддерживать сильный запах своего тела, чтобы охотиться сообща, кошки постоянно вылизывают свою шерсть для того, чтобы не спугнуть своим запахом добычу. Каждая кошка контролирует свою территорию: активные самцы завоёвывают большую территорию. В сельской местности под контролем животного состоит весь хозяйский двор. Тем не менее всегда существует «нейтральная территория», на которой кошки могут встретиться без конфликта и агрессии. Тем не менее с контролируемой территории кот решительно прогоняет пришельцев, при этом свою территорию отстаивают не только самцы, но и самки. Будучи голодной, кошка сразу же бросается на убитую добычу и съедает её; иначе кошка играет с добычей, прежде чем съесть: подбрасывает её, ловит, сопровождая данный «ритуал» прыжками. Кошка обычно поедает добычу в укрытии: мелких животных поедает с кожей и шерстью, крупных птиц сначала ощипывает, выплёвывая в сторону перья, застревающие во рту.
Всего в число жертв кошек входит около тысячи различных видов, в то время как большие кошки (львы, тигры и т. д.) охотятся только на крупных млекопитающих. Исключение составляет леопард, который часто охотится на зайцев и даже мелких грызунов. Тактические приёмы во время охоты у кошек такие же, как у тигров и леопардов: кошка подстерегает жертву и атакует внезапным прыжком, стараясь поразить длинными клыками шею, нанося смертельный удар по шейным позвонкам, или, повреждая дыхательное горло, вызывает асфиксию. Кроме того, кошки умеют передними лапами ловить рыбу в проточной воде. В случае успеха кошки (и даже маленькие котята, видящие рыбу впервые в жизни) кусают рыбу за голову и поедают после того, как она перестаёт биться.

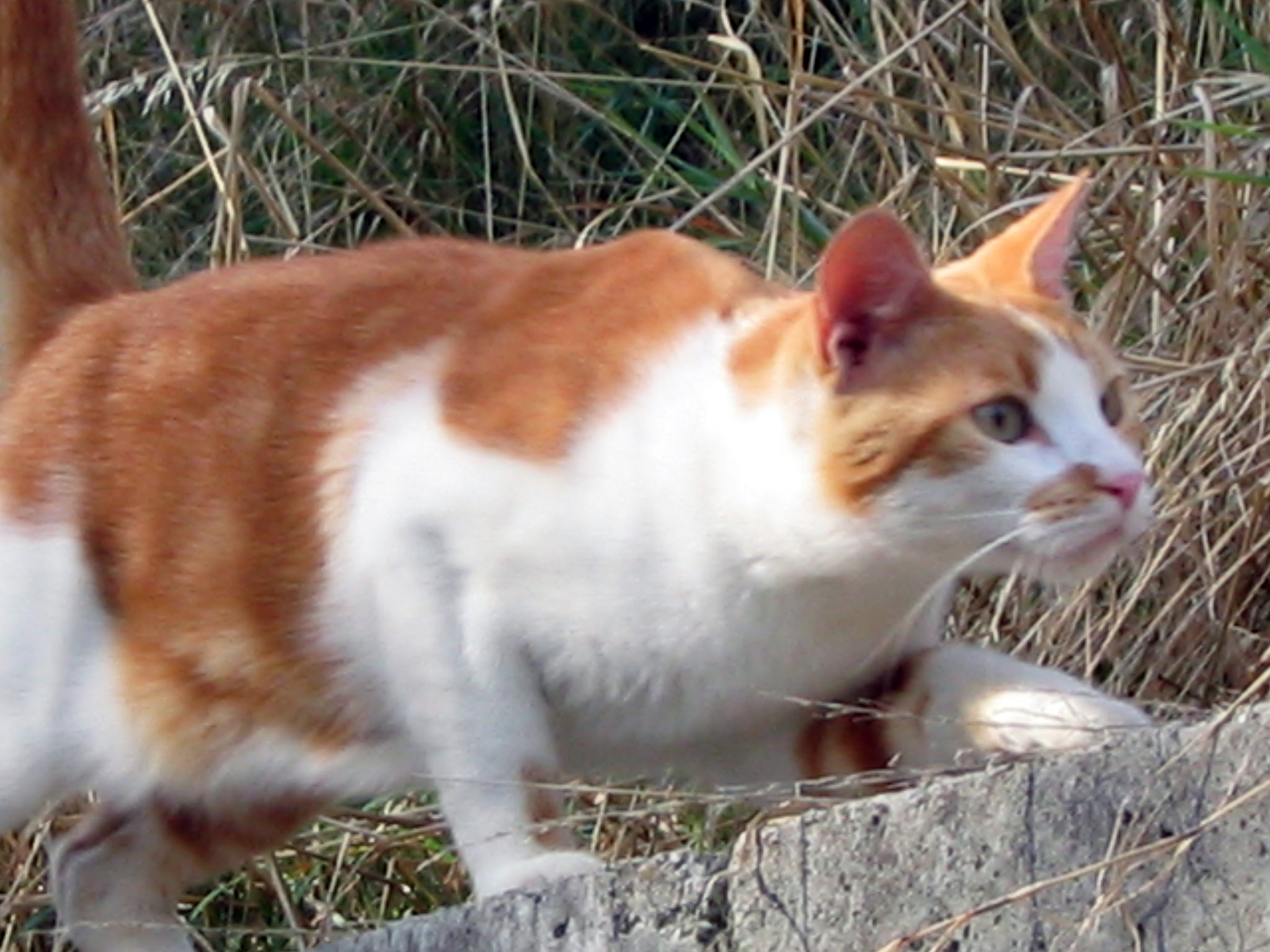
Кошка в засаде
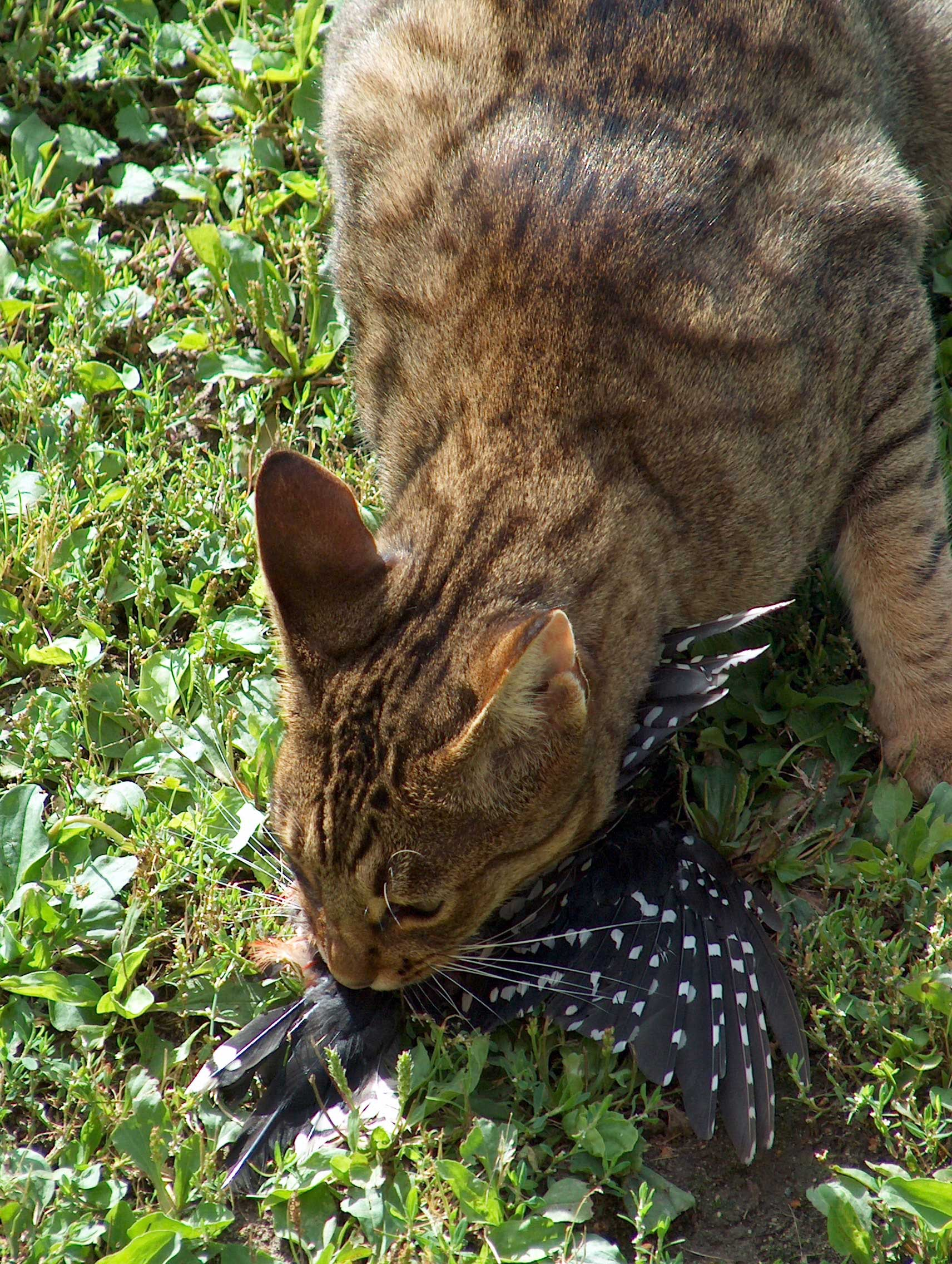
Кошка, поймавшая дятла
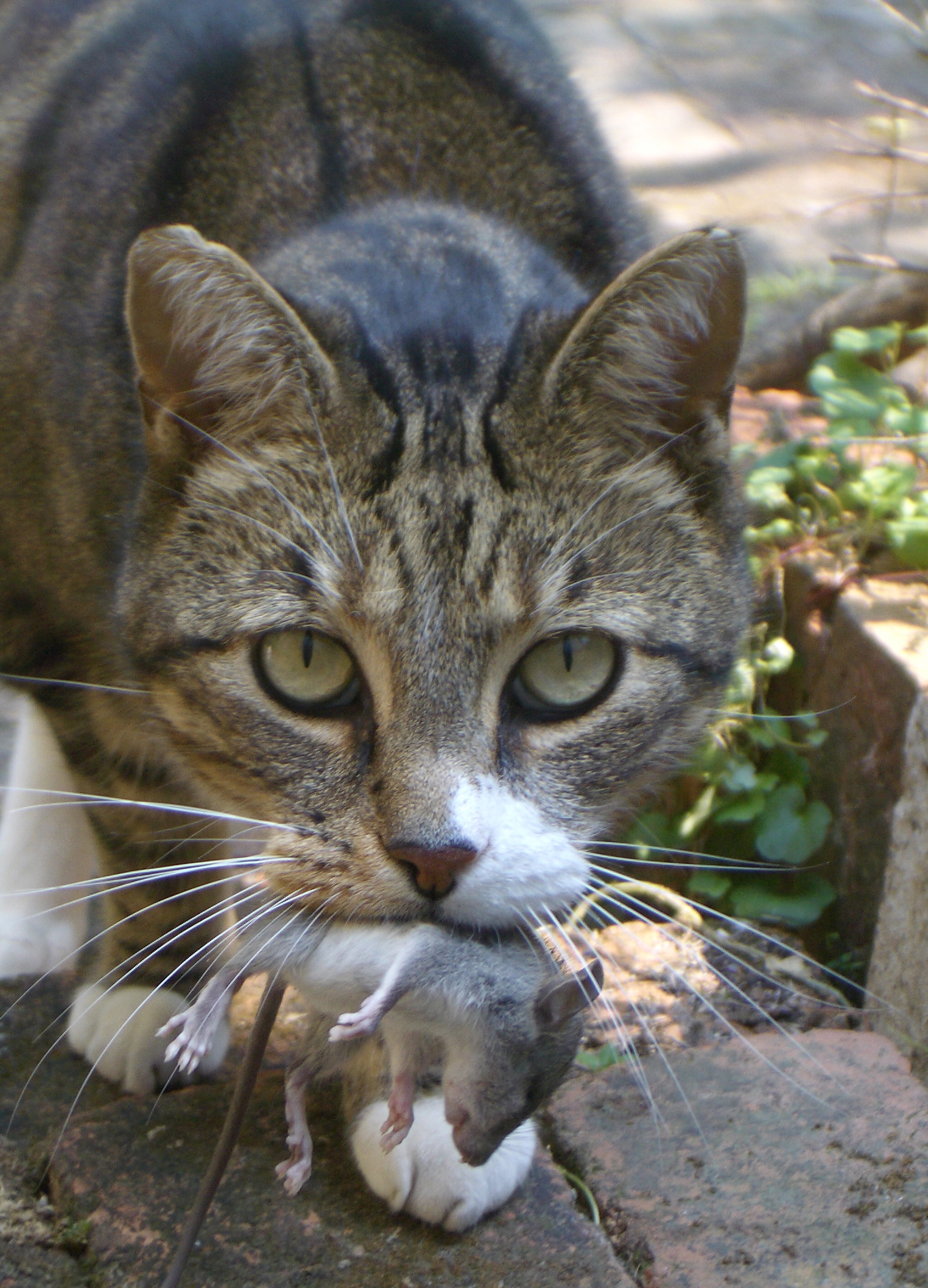
Кошка, поймавшая мышь
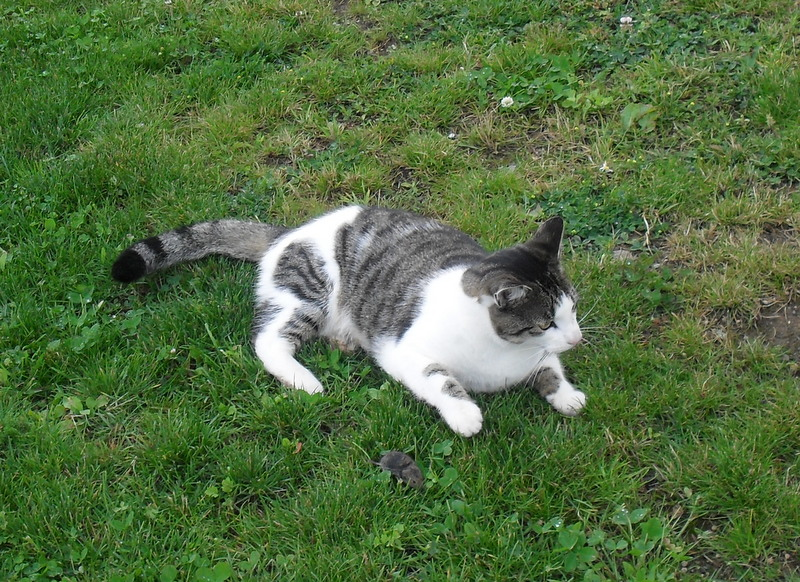
Кошка после охоты
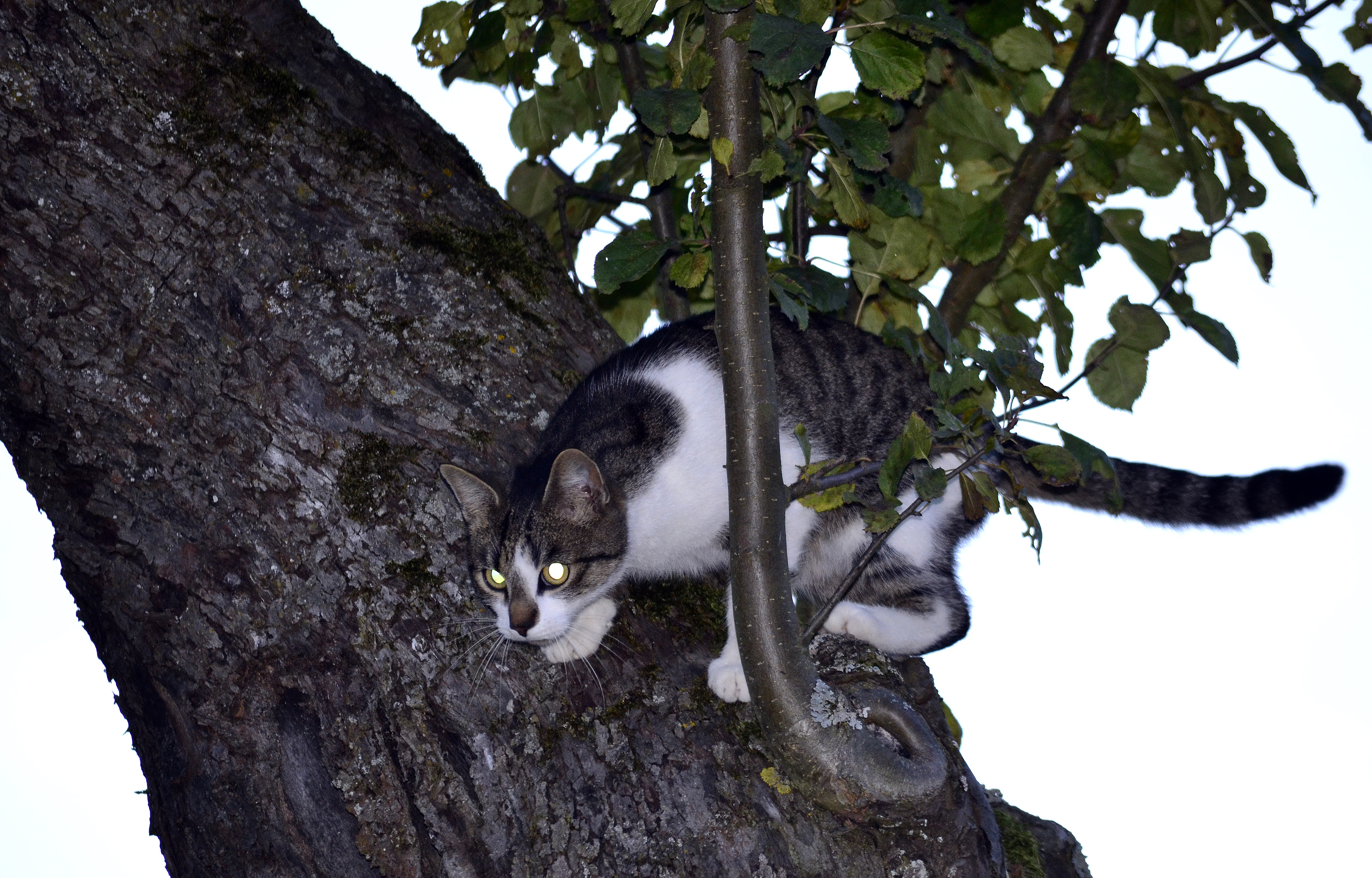
Кошка в засаде на дереве

### Игра
В домашних условиях кошки любят играть с небольшими предметами: мячиками, палочками, скомканной бумагой, специальными игрушками для кошек. Нередко кошек привлекают болтающиеся и подвешенные предметы, так как они обладают способностью двигаться в воздухе, чем имитируется охота кошки на птиц. Особенно склонны к играм котята, у которых уже есть охотничьи инстинкты, но ещё нет навыков охоты и точной координации движений. Домашние кошки играют в любом возрасте, но котята бывают гораздо более игривыми, чем взрослые кошки, и могут играть с любым предметом: с колокольчиком, катящимся по полу шариком, бечёвкой, телефонным проводом, даже со своим хвостом и т. д. Любовь кошек к играм объясняется явлением неотении (детскости), что обусловлено самим процессом одомашнивания кошки. На самых ранних стадиях одомашнивания человек отбирал животных с признаками неотении, когда ювенильные (инфантильные) характеристики превалируют над взрослыми, в частности в поведении, что способствует зависимости от человека.

### Взаимоотношения с другими животными

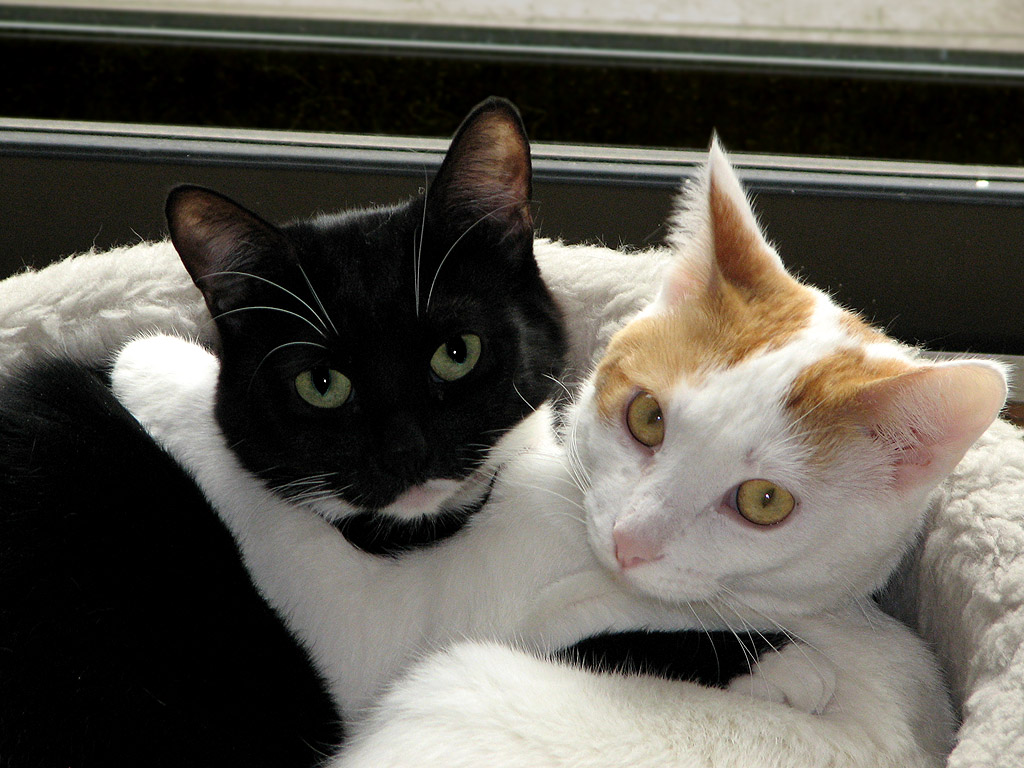
Пример социального поведения

Кошка одного любителя птиц принесла хозяину пропадавшую несколько дней канарейку, не причинив ей никакого вреда: она не только узнала её, но и поймала, с явной целью обрадовать своего хозяина.
Кошки, живущие в доме, могут мирно сосуществовать как с другими кошками, так и с другими домашними животными и животными-компаньонами, которые в природе являются их жертвами. Так, если к котёнку в возрасте нескольких недель принести мышь, они могут на долгое время сохранять дружеские отношения, однако всегда существует опасность, что во время совместных игр может сработать охотничий инстинкт. Крайне редко куры на деревенском дворе становятся их жертвами, если курятник и двор входят в территорию кошки, так как кошка охраняет эту территорию от других кошек и мелких хищников.
Трудные взаимоотношения кошек и одомашненных собак обусловлены охотничьими инстинктами: каждый пёс видит в убегающей кошке объект преследования и гонит её до тех пор, пока не настигнет или та не убежит, чаще забравшись на недоступный для пса предмет. Сторожевые и бойцовские собаки часто убивают кошек; убивают кошек и бродячие собаки, но причина этого остаётся неизвестной — бродячие псы убивают кошек даже без нужды в пропитании.
Домашние кошки, как и любые интродуцированные хищники, могут нанести серьёзный вред эндемичным экосистемам, особенно если кошки были интродуцированы (завезены) относительно недавно и другие виды ещё не приспособились к их присутствию. Согласно опровергнутой в настоящее время легенде, в 1894 году кот смотрителя маяка на острове Стивенс у берегов Новой Зеландии в одиночку уничтожил всю популяцию нелетающего стефенского кустарникового крапивника.
Для уменьшения вреда от охотящихся домашних кошек используется колокольчик на ошейник.

### Взаимоотношения с человеком

«Великая Принцесса Магдалена» (с кошкой породы шартрез)

Являясь одним из самых популярных животных-компаньонов, кошка находится в постоянном общении с человеком, в связи с чем её поведение подвержено его сильному воздействию. Но, несмотря на это, кошки любят делать всё по-своему, «бродить, где вздумается» и «улизнуть в сумерки и порыскать по задворкам».
Как и некоторые другие домашние животные, кошки и люди состоят в мутуалистических отношениях друг с другом. Несмотря на то что кошки давно живут рядом с человеком, степень их одомашнивания является предметом спора. Первоначально дикому животному было предоставлено относительно безопасное существование в человеческом поселении в обмен на то, что кошка уничтожала крыс и мышей в зернохранилищах. В отличие от собак, которые также могут уничтожать грызунов, кошке не требовались овощи, фрукты и другая растительная пища.
Часто люди держат кошек в качестве домашних питомцев и иногда заботятся о них, как о маленьких детях. Кошки могут привязываться к людям, а владельцы кошек иногда отличаются фанатичной привязанностью к своим питомцам. Если кошка очень привязана к своему хозяину, она может перенимать некоторые человеческие привычки, например — спать ночью, а не днём. Известны многочисленные примеры случаев, в которых кошки ожидают возвращения хозяина домой.
Кошки могут выражать чувства и эмоции посредством мимики и взгляда. Методик опознания подобных мимических значений в настоящий момент не существует. Как правило, кошки хуже, нежели собаки, поддаются дрессировке, однако многие любители кошек учат своих питомцев различным трюкам, например прыжкам по команде. Кошки часто выступают в цирке. Самым известным дрессировщиком кошек в России является Юрий Куклачёв.
Из-за малых размеров в большинстве случаев кошки не представляют опасности для человека, за исключением аллергии или инфекции (иногда бешенства), попадающей через расцарапанную кожу или со слюной при укусах. Из заразных для человека инфекций следует отметить токсоплазмоз, которым кошка может заразиться от мышей и крыс либо от других кошек: это заболевание хотя и неопасно для здоровья человека, однако влияет на поведенческую психологию, вызывая положительные эмоции при взаимодействии с кошками. Токсоплазмоз у животных, особенно у грызунов, снижает их инстинктивный страх перед кошками и тем самым облегчает кошкам охоту на таких животных. Около 35 % людей заражены им (в разных странах — от 6 до 90 процентов). В массовой культуре такое влияние токсоплазмоза на человека и животных описывается как механизм кошачьего «управления миром».
Аллергия на ферменты, содержащиеся в кошачьей слюне, является наиболее распространённой причиной, по которой люди не могут содержать кошек. Для снижения эффекта от воздействия кошачьей слюны ветеринары рекомендуют ежедневно вычёсывать кошку и купать раз в шесть недель. Также помогают частая уборка в доме и установка воздухоочистителя.
При игре с человеком кошки обычно втягивают когти и дотрагиваются до человека только подушечками лап, однако иногда при игре кошка может неумышленно выпустить когти и нанести повреждение коже человека. Царапины от когтей могут легко воспалиться, особенно если кошки имеют доступ на улицу, и в отдельных случаях привести к так называемой болезни кошачьих царапин (доброкачественный лимфоретикулёз). Поэтому нанесённые кошкой царапины нуждаются в немедленной обработке дезинфицирующим средством.

## Генетика кошки
Домашняя кошка и её ближайший дикий предок являются диплоидными организмами и имеют 38 хромосом и около 20 000 генов. У кошек было выявлено 250 наследуемых генетических расстройств, многие из которых схожи с человеческими. Высокий уровень сходства в метаболизме млекопитающих позволяет диагностировать эти наследственные болезни кошек, используя генетические тесты, которые были первоначально получены для диагностирования наследственных болезней человека, а также использовать кошек в исследованиях человеческих болезней.
Наиболее изученными являются гены окраса шерсти кошек. Кодоминантный ген, определяющий красную и чёрную окраску у кошек, находится в женской половой хромосоме X, поэтому кошки красного окраса (XX) встречаются реже, чем коты красного окраса (XY), а черепахового (красно-чёрного или кремово-голубого) окраса бывают только кошки, но не коты (до сих пор было описано несколько случаев трёхцветных котов, черепаховый окрас которых был обусловлен набором половых хромосом ХХҮ).

### Окрасы домашних кошек

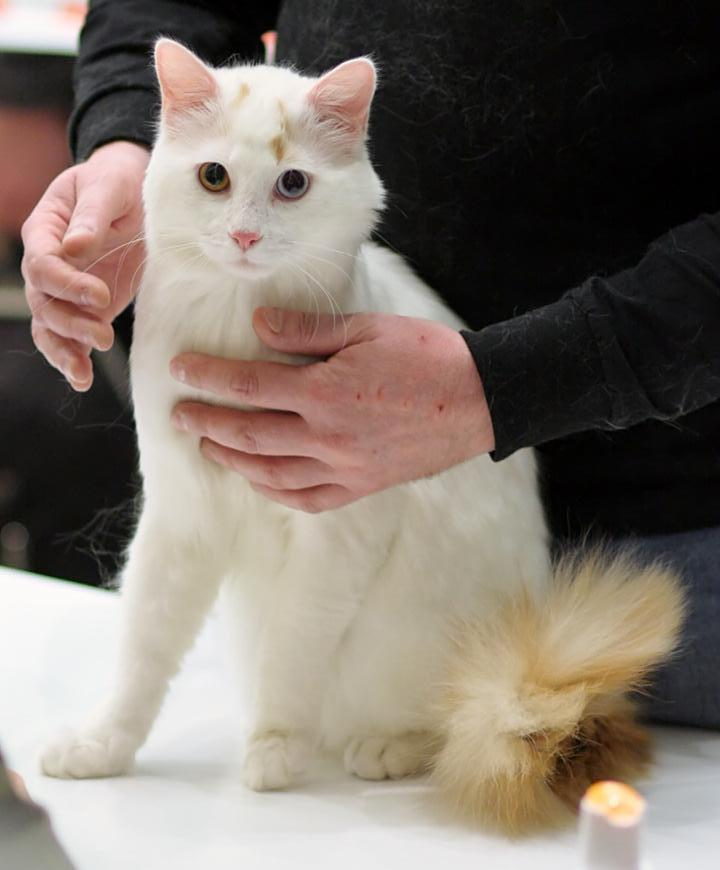
Разноглазая ванская кошка классического красно-белого ванского окраса Verdian Cihangir

В русском языке понятие окраса шерсти кошки объединяет как сам цвет шерсти животного, так и «рисунок» из полос или пятен. У пегих кошек, на шёрстном покрове которых располагаются неокрашенные пятна белого цвета, различают и соотношение расположения белых и цветных пятен. Также понятие окраса описывает степень окрашенности каждого отдельного волоса шерсти кошки. Кроме того выделяются кошки с разными формами альбинизма, что отражается на окрашенности шёрстного покрова и также охватывается понятием окраса.
Окрас кошки определяется набором генов, от которых зависит содержание и тип меланина в шерсти. Сероватый цвет шерсти обычно называют «голубым» (например, порода «русская голубая»), а рыжий — «красным».
По окрасу кошки подразделяются на:
- Табби (полосатый и/или пятнистый) — напоминает окрас диких кошек. Встречается в виде узких полос, мелких пятен по всему корпусу или особому рисунку. Среди этой группы окрасов кошек выделяют: абиссинский табби, табби-макрель (он же тигровый), пятнистый табби и мраморный (классический) табби.
- Одноцветный, или сплошной окрас, когда цвет шерсти одинаков по всему телу кошки.
- Дымчатый окрас, когда окрашены только кончики волос шерсти. Окрас кошки называется шиншилловым, если у неё окрашена 1/8 волоса.
- Колорпойнт[196] (от англ. colour «цвет» и point «пятно»), или акромеланические окрасы. Для этой группы окрасов характерны слабо окрашенное, светлое (от белого до кремового) тело и более тёмные лапы, хвост, морда и уши. Для сиамского окраса характерны ярко-голубые, кобальтового цвета глаза, а у кошек бурманского окраса глаза жёлтого цвета.
- Би-колорные — на шёрстном покрове по всему корпусу на белом фоне расположенные окрашенные пятна без определённого соотношения.
- Черепаховый окрас, а также голубокремовый, ситец — кошка раскрашена сочетаниями чёрного (голубого) и рыжего (кремового) цветов. Такие кошки, как правило, всегда являются самками[197], так как этот окрас является следствием неполного доминирования сцепленного с полом гена в генотипе самок. Наличие черепахового окраса у кота свидетельствует о генетических нарушениях. Также считается, что такие коты бесплодны. На сегодняшний день известен один черепаховый кот, от которого родился котёнок. Однако при медицинском обследовании у кота была обнаружена тератозооспермия, которая является причиной бесплодия[193].

#### Белый окрас у кошек и глухота

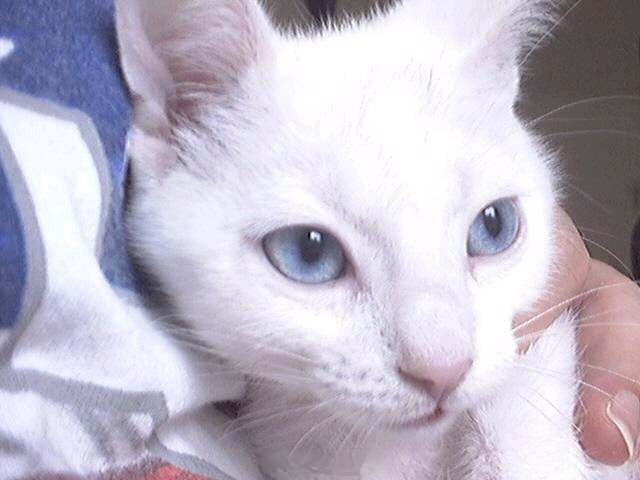
Полностью белая голубоглазая кошка

Среди кошек полностью белого окраса встречаются кошки с голубыми глазами или разноглазые кошки. Причина этого заключается в присутствии в генотипе кошки доминантного эпистатического гена W. Такие кошки с вероятностью 40 % рождаются глухими. Это объясняется тем, что под воздействием гена доминантного эпистатического окраса W у полностью белых кошек происходит дегенерация улитки внутреннего уха. Глухота может быть на оба уха (тогда кошка будет полностью глухой) или может быть односторонней (тогда кошка будет слышать). Около 5 % всех кошек имеют белый окрас, среди полностью белых неголубоглазых кошек 17—22 % рождаются глухими. Среди полностью белых кошек количество глухих кошек возрастает до 40 %, если у кошки один глаз голубой, и до 65—85 %, если у полностью белой кошки оба глаза голубые. Некоторые белые кошки глухи только на одно ухо, при том, что глухота у полностью белой кошки бывает со стороны голубого глаза. Глухие кошки нормально живут в домашних условиях, и даже могут иметь нормальное потомство, однако в одичавшей популяции или на улице такие животные редко выживают. В любительской фелинологии глухота считается пороком, поэтому глухие кошки исключаются из программ разведения. Иногда белый окрас является определяющим признаком породы. Например, до 1978 года фелинологические организации не признавали полноценными представителями породы турецкая ангора кошек небелого окраса.

## Разведение
В разведении домашних кошек используются основные принципы наследственности с учётом доминантных и рецессивных признаков. Именно в Англии разведение кошек впервые стало настолько серьёзным, что так называемые «чистокровные» кошки выставлялись на выставках кошек. В Англии также была начата система подтверждения генетического происхождения кошки путём выдачи свидетельства о родословной. Были созданы специальные ассоциации для регулирования родословных кошек и спонсирования выставок кошек.

## Породы кошек

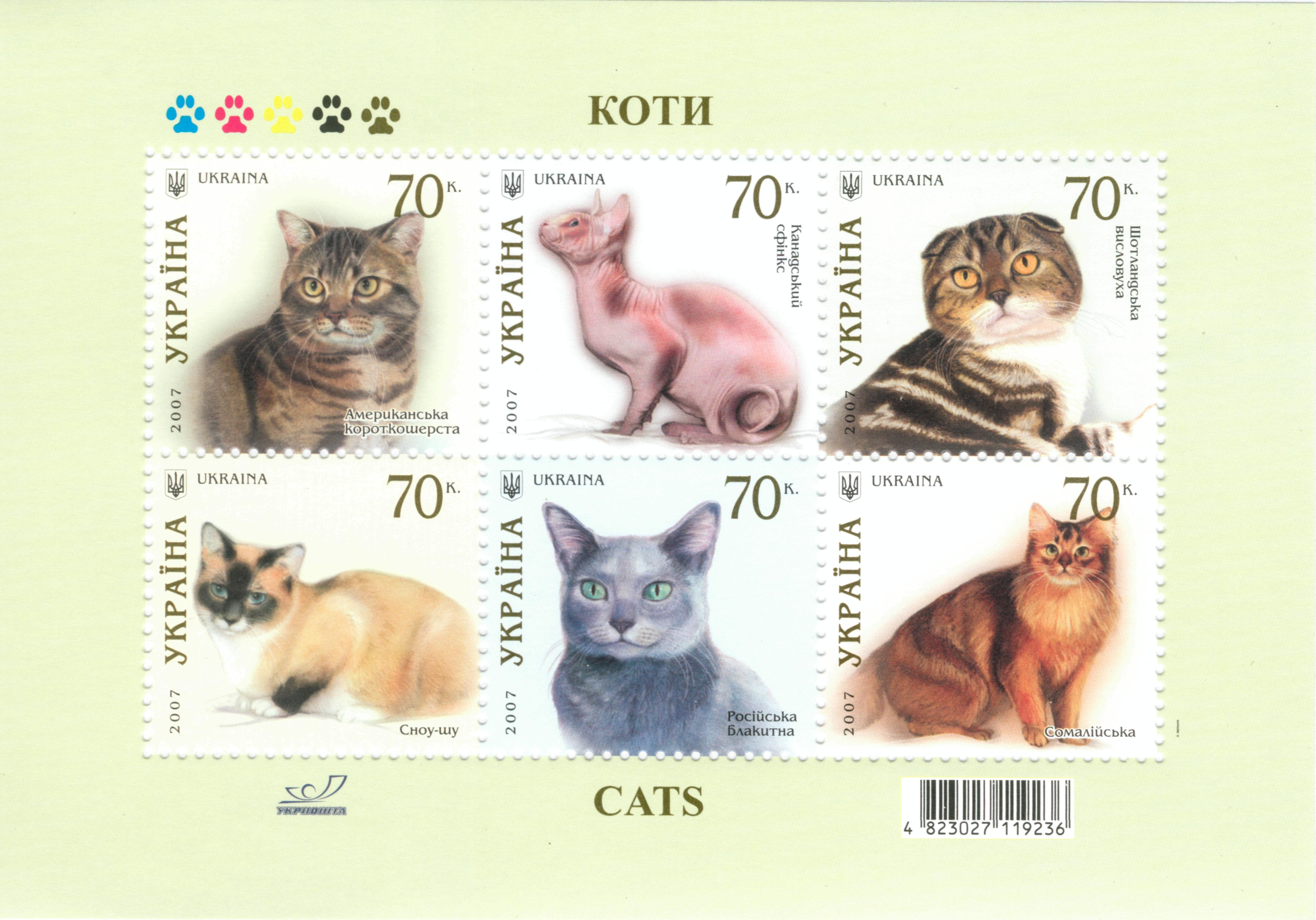
Породы кошек на почтовых марках («Укрпочта», блок «Кошки»: Американская короткошёрстная кошка; Канадский сфинкс; Шотландская вислоухая кошка; Сноу-шу; Русская голубая; Сомали, 2007 г.)

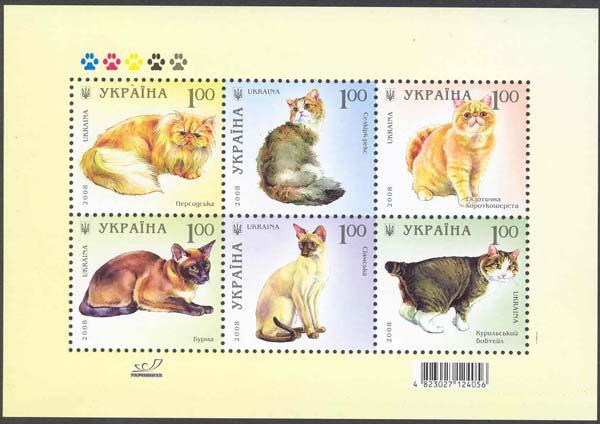
Породы кошек на почтовых марках («Укрпочта», блок «Кошки»: Персидская; Селкирк-рекс; Экзотическая короткошёрстая; Бурма; Сиамская; Курильский бобтейл, 2008 г.).

Породы кошек можно разделить на длинношёрстные и короткошёрстные. Внутри каждой группы форма и размер головы и ушей, строение тела, цвет и длина волос, цвет и форма глаз, а также особые отметины, такие как полосы и цветовые вариации на лапах, хвосте, морде и шее, отличают породы друг от друга.

### Длинношёрстные
Персидская кошка, высоко ценимая любителями кошек, имеет круглое тело, морду, глаза и голову с коротким носом и ногами. У обладателей данной породы шерсть длинная и пушистая, хвост пушистый. Персы варьируются от чёрного до белого, кремового, голубого, красного, голубо-кремового, черепахового, дымчатого, серебристого, полосатого, ситцевого, оловянного, шоколадного и сиреневого. Другими популярными длинношёрстными кошками являются балийцы, рэгдоллы, турецкие ангорцы и мейн-куны.

### Короткошёрстные
Среди короткошёрстных кошек популярны мэнская, британская короткошёрстная, американская короткошёрстная, абиссинская, бирманская, сиамская.

### Бесшёрстные
К данному виду относятся сфинксы, получившие начало выведения от котенка-мутанта в 1966 году, как правило не имеют даже усов. Породы так называемых «голых кошек», таких как канадский сфинкс, донской сфинкс, петерболд, также появились в результате генетических мутаций, закреплённых заводчиками в ходе многолетней племенной работы. По статистике, бесшёрстные котята рождаются один раз в несколько лет. К примеру, современная популяция канадских сфинксов основывается на котятах беспризорной кошки, появившихся в 1976 г. Донской сфинкс берёт начало от кошки Варвары, найденной на улице в Ростове-на-Дону. В отличие от канадского сфинкса, механизм наследования бесшёрстности у донского сфинкса доминантный. При создании бесшёрстного украинского левкоя использовались кошки следующих пород: донской сфинкс, петерболд, ориентальная, скоттиш-фолд, персидская. Некоторые породы кошек, такие как тайская или ангорская, считаются естественными или аборигенными породами домашней кошки, так как были выведены на основе кошек изолированных популяций из районов их происхождения.
Во всем мире признано более 100 различных пород кошек, которые подразделяются на пять больших групп:
- персидские длинношёрстные;
- остальные длинношёрстные кошки;
- британские короткошёрстные кошки;
- американские короткошёрстные кошки;
- ориентальные короткошёрстные кошки[200].

Породистыми считаются кошки, обладающие определёнными чертами или свойствами, присущими одной из зарегистрированных пород, которая признаётся одной из фелинологических организаций. Различные фелинологические организации признают разное количество пород кошек. Так, «Livre Officiel des Origines Félines» признаёт 74 породы кошек, «The Governing Council of the Cat Fancy» — 35, «Cat Fanciers’ Association» — 50, «The Cat Association» — 63, «World Cat Federation» — 62, а «Fédération Internationale Féline» — 42. Каждая фелинологическая организация имеет своё представление о признанной ею породе, что закреплено в специальном описании, которое называется стандартом породы. Как правило, у породистой кошки имеется документ о происхождении (родословная), выданный фелинологическим клубом, который подтверждает принадлежность родителей данного животного к определённой породе и их соответствие стандарту этой породы. Среди общего числа кошек менее одного процента животных являются породистыми и могут участвовать в выставках кошек — показах-соревнованиях по выставочным классам, предусмотренным для породистых кошек. Беспородные кошки также могут участвовать в выставках, но по классу домашних любимцев. Запрещаются вязки кошек одной породы с кошками другой породы (ауткроссы), за исключением тех пород, процесс образования которых ещё не завершён.
Разнообразие пород домашней кошки — результат многолетней селекции и, в меньшей степени, случайных генетических мутаций. К примеру, экзотическая кошка на начальных этапах формирования породы была создана в результате вязки длинношёрстной персидской и британской короткошёрстной кошки, в то время как такие породы, как бесхвостый мэнкс или коротконогий манчкин, являются результатом генетических мутаций.
Так, например, для пород девон рекс, корниш рекс и селкирк рекс характерным признаком является вьющаяся шерсть, для пород мэнкс, японский бобтейл, курильский бобтейл и карельский бобтейл — короткий хвост в форме помпона. Шотландская вислоухая кошка является породой, у которой уши загнуты вперёд и вниз. А американский кёрл отличается тем, что у него уши загнуты назад.
Некоторые гибридные породы (например, бенгальская кошка или хауси), являющиеся гибридами домашней кошки и мелких диких кошек, произошли в результате вязки домашней кошки и особью одного из диких видов. Гибриды домашней кошки отличаются тем, что коты, являющиеся гибридами первых 3-5 поколений, не имеют потомства. Порода бенгальская кошка выведена путём скрещивания дикой бенгальской кошки и домашней. Порода домашних кошек саванна является результатом скрещивания сервала и домашней кошки.

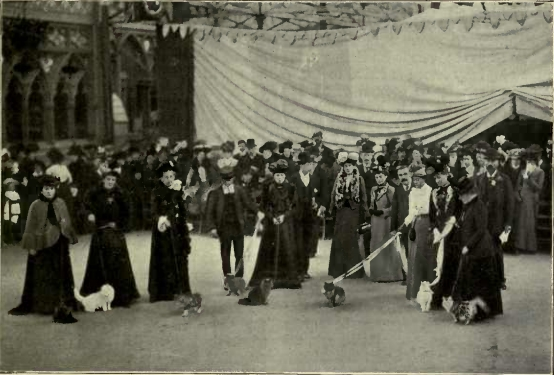
Выставка кошек в Хрустальном дворце, Лондон, 1903 г.
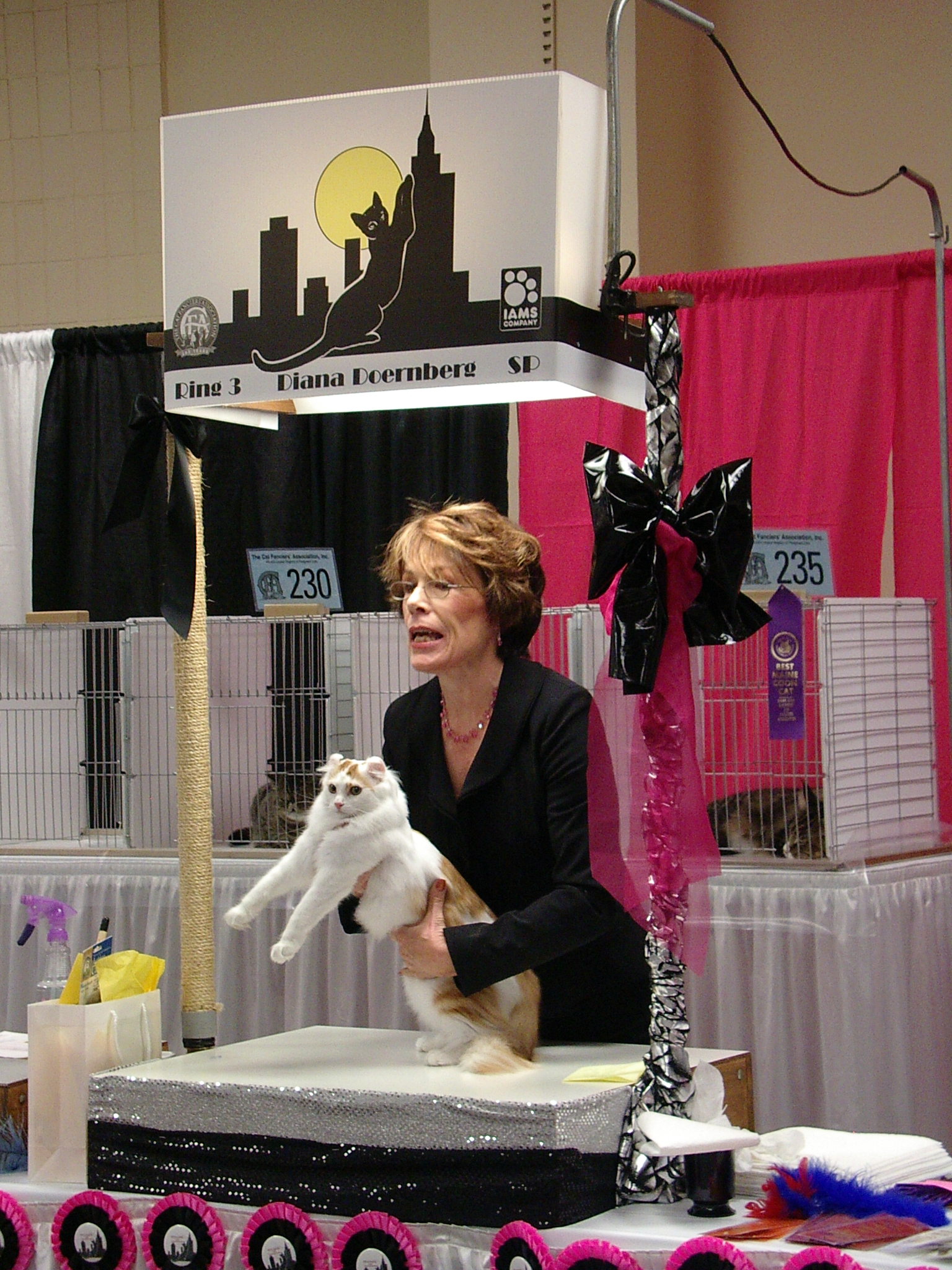
Судейство на выставке кошек (Американский кёрл)
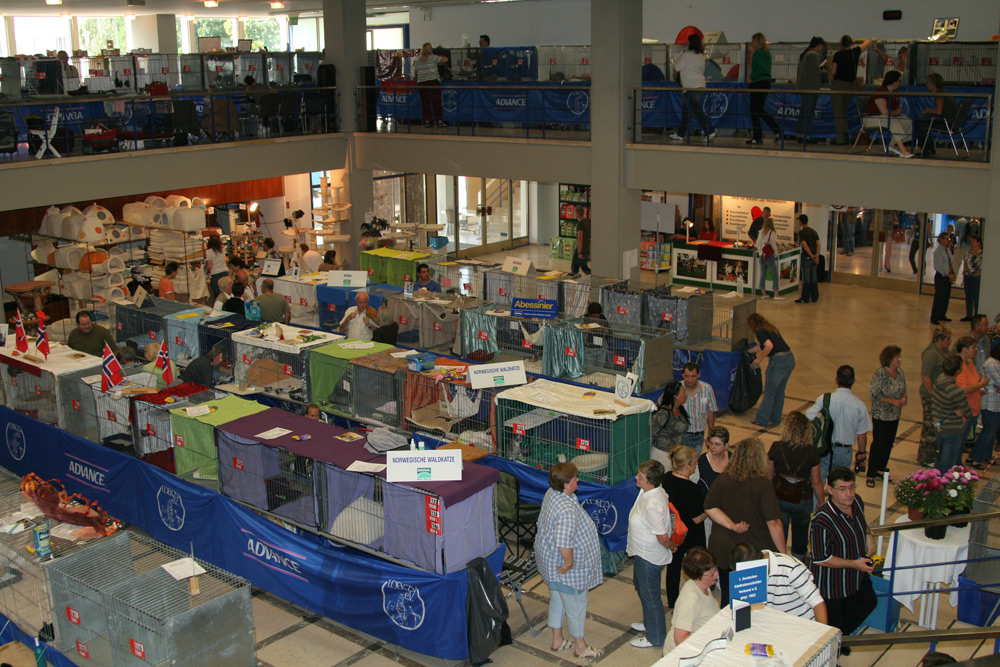
Выставка кошек, 2007 г.

### Фелинологические организации
Основными фелинологическими организациями, составляющими списки пород кошек, проводящими международные выставки и занимающимися выведением новых пород, являются:
| - FIFe (Международная федерация кошек); - CFA (Ассоциация любителей кошек); - ICU (International Cat Union); - TICA (Международная кошачья ассоциация); | - WCF (Всемирная федерация кошек); - МФА (Международная фелинологическая ассоциация); - WACC (World Association of Cat Clubs). |

См. также: Список кошачьих пород (англ.)

## Среда обитания

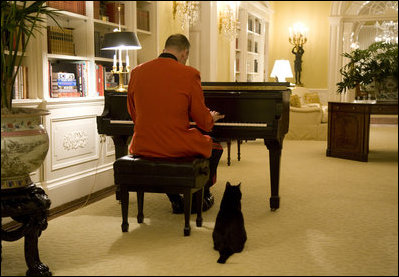
Кошка по кличке Индия слушает игру на рояле во внутренних покоях Белого дома

Средой обитания кошки как домашнего животного является жилище человека. В зависимости от условий содержания, избранных для кошки её хозяином, кошки делятся на тех, которые никогда не покидают жилище человека, и тех, которые имеют доступ за пределы дома.
Известны многочисленные примеры случаев, когда кошки находят дорогу и возвращаются в родной дом, даже если их увезти за сотни и даже тысячи километров.
В северных широтах домашние кошки любят спать, греясь под лучами солнца, причём начинают чувствовать дискомфорт, когда температура поверхности кожи достигает отметки в 52 °C. Вместе с тем домашние кошки плохо переносят постоянную жару, а полностью белые кошки и кошки с белыми ушами подвержены онкологическим заболеваниям в большей степени, чем их более тёмные собратья, в связи с чем для них опасно долгое пребывание на солнце.
Кошки хорошо чувствуют себя в умеренном климате, но не во всех условиях — плохо переносят туман, дождь и снег. Большинство кошек не любят купания в воде, за исключением кошек некоторых пород и популяций (например, ванские кошки и курильские бобтейлы, бенгальские кошки). Однако мышечный аппарат кошки делает её хорошим пловцом, а умеет плавать любая кошка, даже впервые попавшая в воду, потому что положение и движения кошки при плавании те же, что и при ходьбе. Многие котята любят играть со струйками воды, текущей из крана, но даже ванские кошки, любящие плавать, делают это на мелководье и в тёплой чистой воде, хотя известны случаи, когда ваны плавали в ванне или в небольшом бассейне.
Кошки могут очень быстро взбежать на дерево, обращённые назад когти выдерживают вес тела, а мышечный аппарат позволяет кошке бежать вверх. Однако в обратную сторону когти кошку не держат, и, сбегая с дерева, кошка рискует разбиться. Кошки это понимают и не решаются спуститься, «снять кошку с дерева» — обычная причина вызова спасателей. Однако умные кошки умеют спускаться с любого дерева самостоятельно. Для этого кошка разворачивается хвостом вниз, повисает на когтях и, по одной перецепляя лапы, медленно спускается хвостом вперёд.

## Вторично одичавшие кошки
Домашние кошки могут существовать в городской экосистеме без прямого участия человека. В условиях города бродячие кошки часто образуют целые колонии, в которых потомство воспитывается сообща. Более популярным способом существования является жизнь в некоем укрытии, неподалёку от которого существует источник пропитания (например, место кормления людьми). В городах средней полосы России кошки часто обустраиваются в подвалах домов. Кошке трудно выживать в городских условиях, поскольку бродячие кошки сталкиваются с нехваткой пищи и белка; особую угрозу для них представляют собаки. В условиях города кошка редко удаляется от основного места обитания далее чем на 200 метров. Тем не менее во многих городах существуют большие кошачьи колонии: в числе наиболее крупных — колония, расположенная в римском Колизее. На японском острове Тасиро, где до наших дней сохранилось не менее 10 святилищ, посвящённых кошкам, и 51 статуя кошек, численность одичавших кошек превышает численность местного населения.
Дикие кошки обычно не даются в руки человеку и убегают, если он приближается к ним на небольшое расстояние.
В настоящее время в Европе, Австралии и США существуют программы по регулированию численности вторично одичавших кошек методом отлова, стерилизации, вакцинации и последующего возвращения в среду обитания. Так, в США существует множество организаций и добровольцев, которые отлавливают вторично одичавших кошек, стерилизуют или кастрируют их, прививают от панлейкопении и бешенства, обрабатывают средствами от паразитов. Перед тем как вернуть животное обратно на улицу, ветеринары подрезают ему кончик уха или делают другую отметку, чтобы не ловить его вновь. Так определяется численность кошачьей колонии; живущих в ней кошек регулярно кормят.
Особенно проблематично выживание на улицах городов породистых кошек, которые никогда не были на улице. Кошки, которые никогда не выходили за пределы человеческого жилья, не имеют навыков поведения в этих незнакомых для них условиях.
После истребления бездомных кошек в городах наблюдается резкий рост популяций крыс и мышей. В Киеве комиссия мэрии по вопросам ЖКХ поддержала петицию о признании бездомных кошек частью городской экосистемы и предоставлении им необходимой защиты.

## Кошки в истории, религии и мифологии

### Древний мир

#### Плодородный полумесяц и Кипр
Расселение кошек из центра одомашнивания в районе Плодородного полумесяца связано с расселением древних земледельческих племён, которые в поисках новых плодородных земель, переселяясь на новые места, брали с собой одомашненные виды растений и животных, включая кошку. В 1983 году на Кипре рядом с деревней Шиллоурокамбос было обнаружено захоронение останков человека и кошки, дикие виды которой никогда не жили на этом острове. Судя по расположению останков, восьмимесячное животное было умерщвлено, чтобы быть захороненным вместе с хозяином. В Анатолии были найдены терракотовые статуэтки, датированные VII тыс. до н. э. и изображающие женщин, которые играли или держали на руках, судя по пятнистому окрасу, детёныша леопарда или кошку такого же окраса.

#### Древний Египет

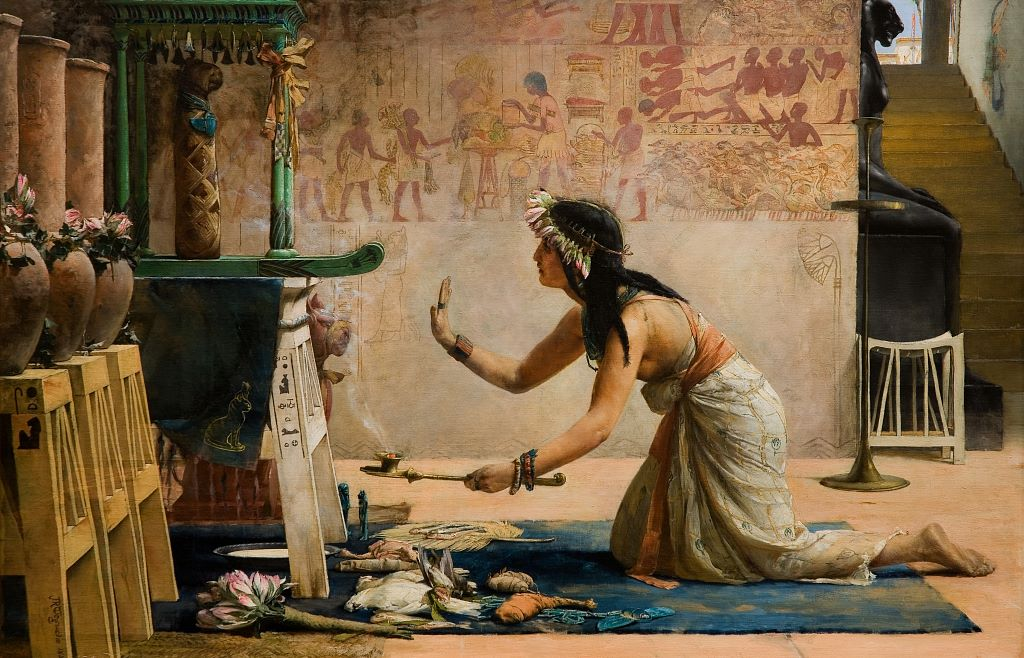
Погребение священной кошки. Худ. Джон Р. Вегелин (1886)

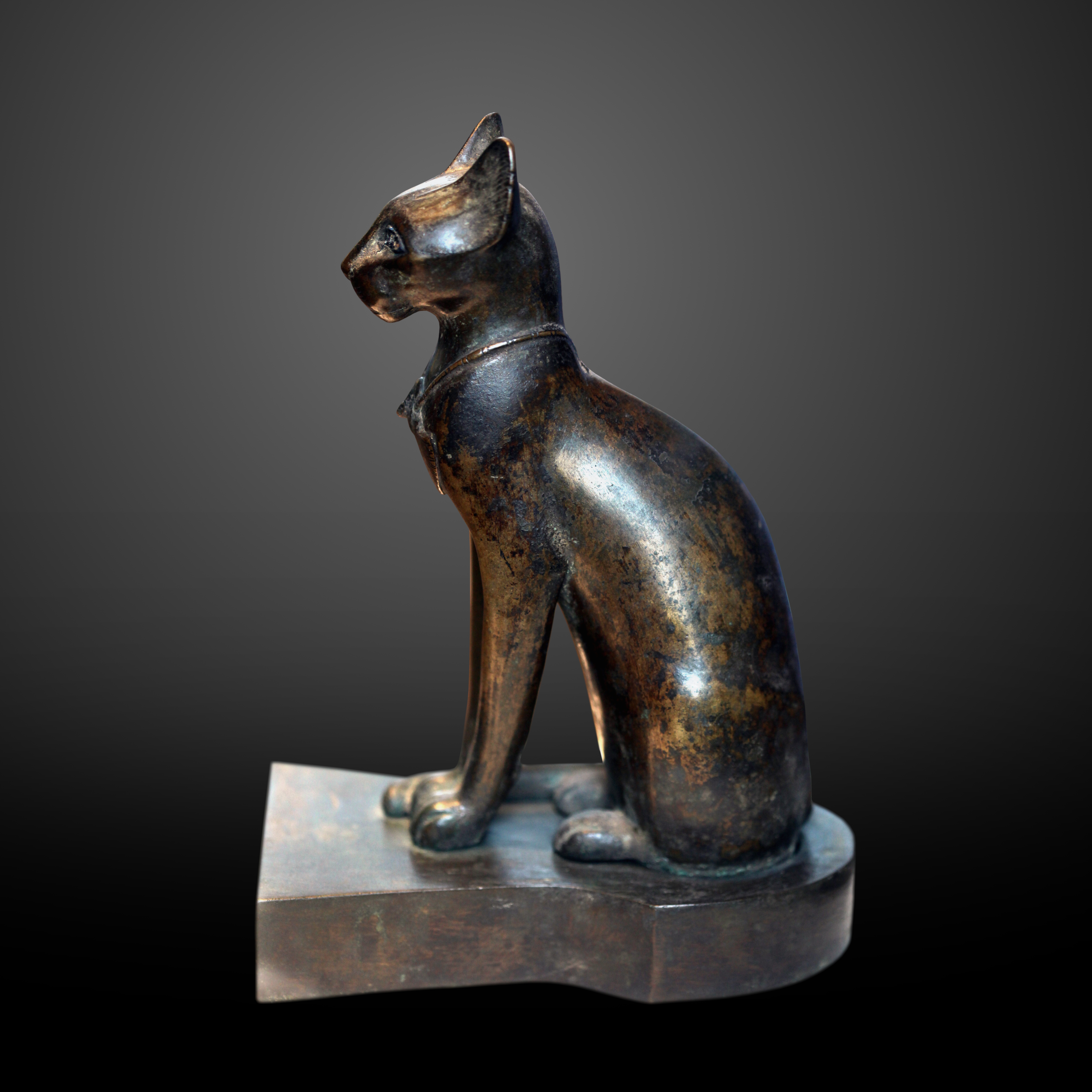
Древнеегипетская статуэтка кошки. Лувр

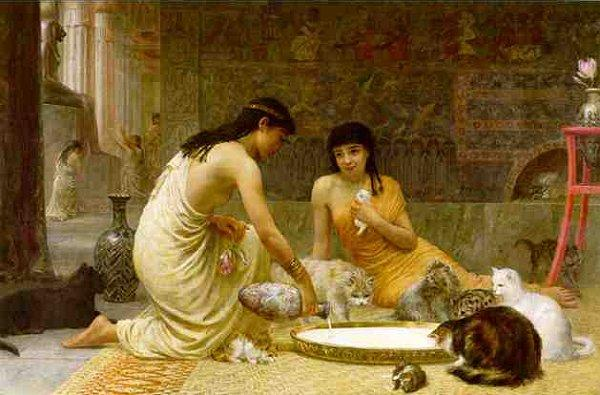
Священнодействие в честь Баст. Худ. Эдвин Лонг (1888)

Первое письменное упоминание о домашних кошках относится ко II тысячелетию до н. э., когда в Древнем Египте для охраны зернохранилищ от грызунов стали широко применяться кошки. В Древнем Египте кошки считались воплощением богини плодородия Баст и почитались как священные животные; наказанием за убийство кошки служила смертная казнь. Существует много статуэток и изображений кошек этого периода. Часто кошки мумифицировались тем же способом, что и люди — в XIX веке около храма богини Баст в Бубастисе было обнаружено самое большое захоронение — около 19 тонн кошачьих мумий. Кошки были настолько популярны в Древнем Египте, что в мумиях их формы хоронили и других животных. Кошки в древнеегипетской мифологии были стражами потустороннего мира (нижнего мира, мира мёртвых) и защитниками от его порождений.
Рентгеновские исследования некоторых мумий показали, что у животных была сломана шея. Существуют теории о том, что кошки приносились в жертву богине Баст, однако данное предположение не является доказанным. Культ Баст сохранялся в Древнем Египте вплоть до его запрещения в 390 году н. э. Есть предположение, что первоначально культ бога Беса был связан с почитанием кота, который считался защитником дома от мышей. Красный кот почитался древними египтянами как персонификация верховного бога Ра. В 17-й главе свода сакральных текстов, «Книги мёртвых», бог солнца Ра выступает как «великий кот», который каждую ночь сражается со змеем Апопом, олицетворяющим силы зла, тьмы и хаоса, и на рассвете побеждает его. Однако не каждый красный кот или кошка считались священными. Для этой роли жрецы храмов специально отбирали кошек по ряду характерных признаков. Считалось, что душа бога вселялась в ассоциированное с ним животное, а после его смерти переселялась в другое животное с соответствующими признаками. Именно этим кошкам оказывались особые почести, к ним были приставлены жрецы, жрицы и слуги. После смерти их погребали в больших каменных или деревянных саркофагах, в которые помещали украшения, амулеты и другие богатые подарки.

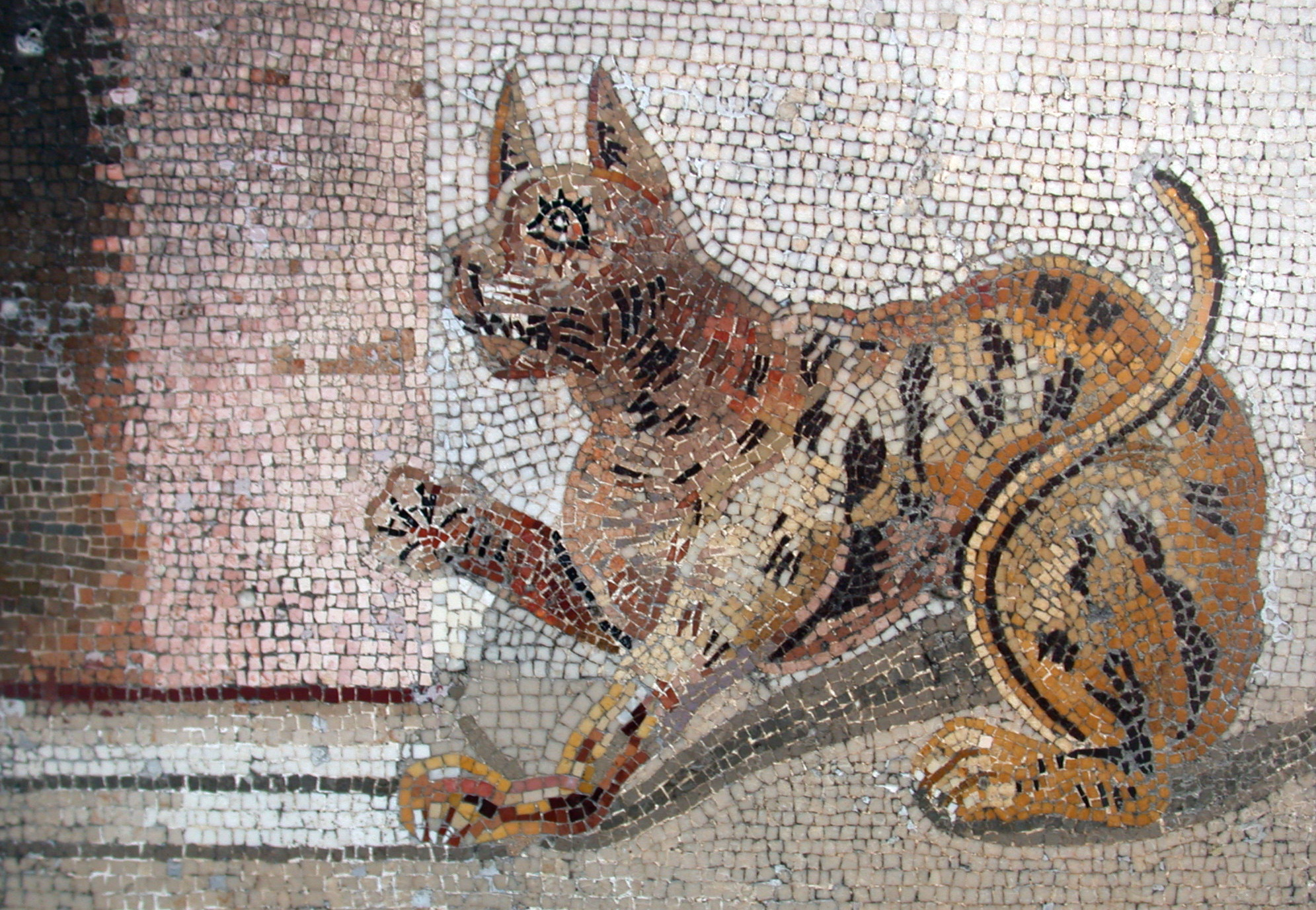
Кошка. Мозаика из Помпеи

Полиэн привёл анекдот о том, что персы овладели Пелузием — одним из египетских городов-крепостей — из-за преклонения древних египтян перед священными кошками, овцами, ибисами и собаками, когда в 525 году до н. э. персидский царь Камбис II атаковал войска фараона Псамметиха III. Персы поместили этих животных перед своим войском в виде живого щита, из-за чего египтяне, чтобы не причинить вред этим священным животным, не стали обстреливать из луков персидское войско. Сражение завершилось полным поражением египтян. Греческий историк Диодор Сицилийский, побывавший в Египте в 59 г. до н. э., наблюдал, как толпа местных жителей расправилась без суда с неким римлянином, случайно убившим кошку.

#### Древний Рим
Считается, что римляне узнали о кошках от египтян, однако кошки оставались в Древнем Риме довольно редкими домашними животными и ценились прежде всего как ловцы мышей. Впоследствии римляне распространили кошек по всей Европе. Но возможно, что ещё до появления Римской Империи кошки уже были известны в Европе. Существуют некоторые свидетельства того, что на Британских островах кошки существовали ещё в конце железного века, возможно, они были доставлены туда на кораблях древних мореходов.

### Кошки в Библии
Кошки дважды упоминаются в Библии: в Книге пророка Исаии (34:14) и в послании Иеремии (1:21). В Книге Исаии при описании запустения Идумеи масоретский текст содержит термин אִי (ийим), который в синодальном переводе, переводе архимандрита Макария (Глухарёва), современном русском переводе и современном переводе ERV передан как «дикие кошки», а в других переводах использованы такие варианты как «шакалы», «дикие звери острова», «домовые» (ср. Коргоруши), «онокентавры». В Послании Иеремии при описании ничтожности языческих идолов упоминается о том, что по ним лазают кошки. Послание Иеремии не входит в общепринятый библейский канон, однако признаётся душеполезной книгой, часто издаётся в составе Библии, а также признавалось канонической книгой Библии в прошлом (60-м правилом Лаодикийского собора, Киприаном Карфагенским, Иларием Пиктавийским, Афанасием Великим, Кириллом Иерусалимским, Епифанием Кипрским).

### Средние века

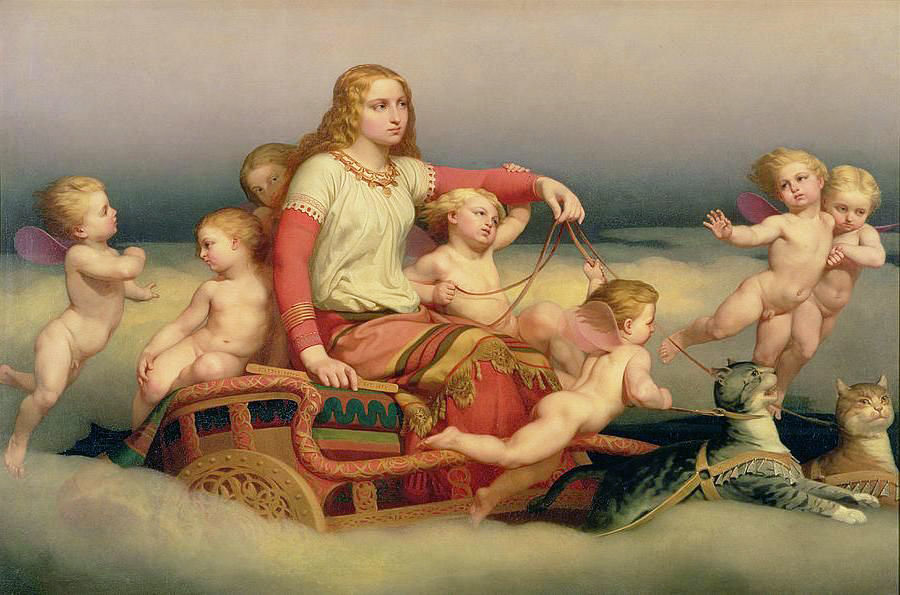
Богиня Фрейя на колеснице, запряжённой двумя котами

У викингов кошка была священным животным и олицетворением богини любви и плодородия Фрейи. В Младшей Эдде Снорри Стурлусона Фрейя путешествует на колеснице, запряжённой двумя котами. Главный герой скандинавской «Саги о Финнбоги Сильном» в детстве носил прозвище Урдаркотт (древнеисл. Urðarköttur) — «каменный кот».

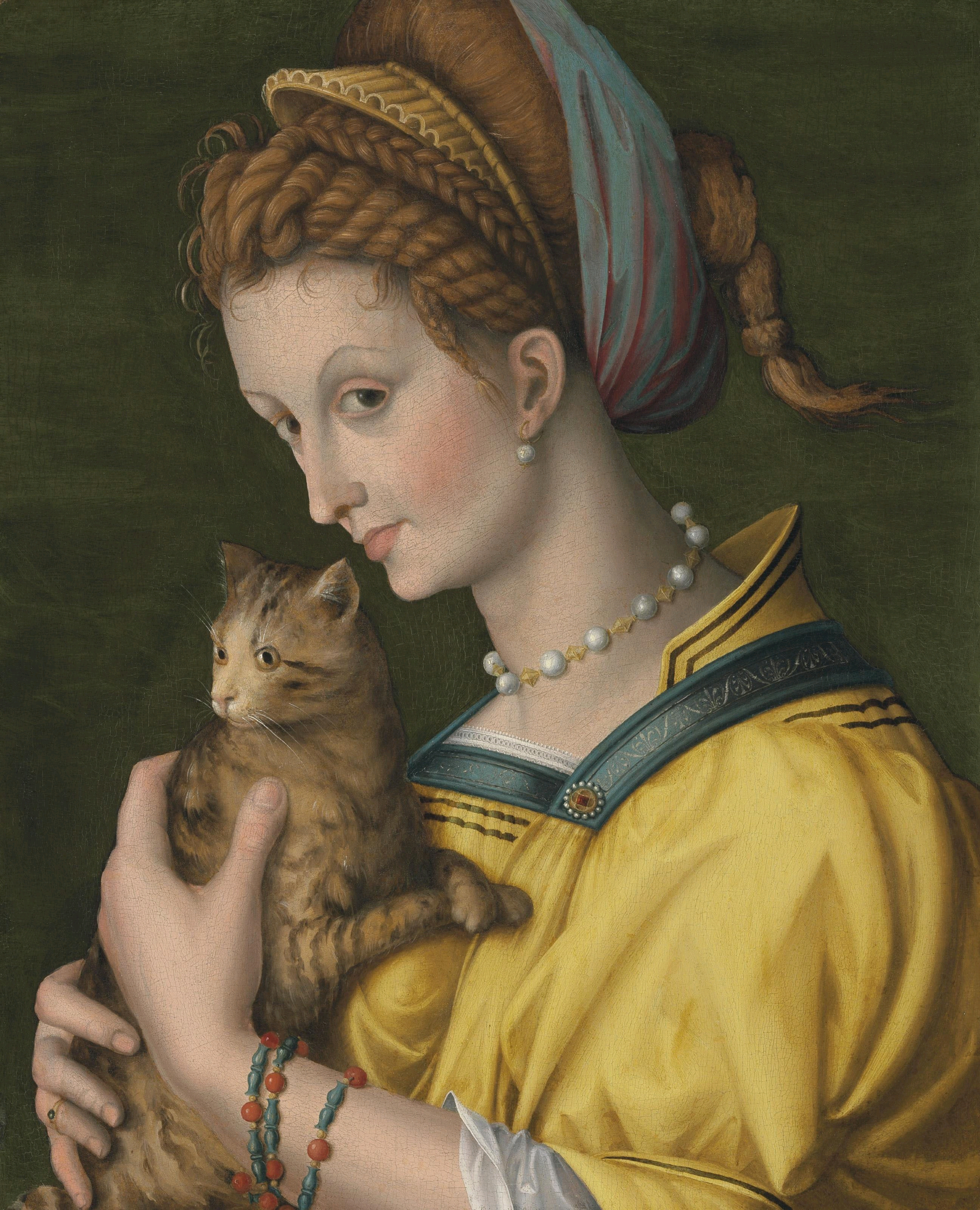
Франческо Убертини. «Дама с кошкой». 1525 г.

В средневековой Западной Европе отношение к кошкам было разным. Так, в католических странах кошка считалась спутницей ведьм и олицетворением нечистой силы. В Англии кошек традиционно считали спутницами королевы фей Маб. Из-за этого кошек, особенно чёрных, нередко заживо сжигали на кострах или сбрасывали с колоколен. У скандинавов бытовали поверья о Йольском коте, у кельтов — о кошке Палуге. Ирландская мифология, в частности, содержит предания о «кошачьем царе» Ирусане, чёрном, величиной с быка, обладавшим магическими способностями.
Впервые «воплощением сатаны» чёрную кошку официально объявил в 1234 году папа Григорий IX в булле Vox in Rama, изданной по поводу организации крестового похода против северогерманских общин штедингов. Французский историк-медиевист Робер Фоссье связывает средневековую неприязнь к кошке с тем, что тогдашнее общественное мнение, вслед за церковью, не только связывало это независимое животное с ведовством и магией, но и считало воплощением женского непостоянства, в противоположность его антагонисту, собаке, символизировавшей мужское начало.
Уничтожение кошек в Средние века стало одной из косвенных причин эпидемий чумы, так как истреблять крыс и других грызунов-переносчиков чумы стало почти некому. В противоположность этому, в православных странах Европы, испытавших влияние Востока, отношение к кошкам было практически противоположным. Кошка — единственное животное, которое может посещать православный храм (кроме алтарной части).
Несколько меняться отношение к кошкам стало лишь в эпоху Возрождения, в первую очередь в странах Южной Европы, вероятно, под влиянием мусульманской культуры, традиционно терпимой к этим животным. Так, итальянский хронист-францисканец Салимбене под 1285 годом специально отмечает случившийся в его родном городе Парме массовый кошачий мор, а в сборнике назидательных новелл средневекового кастильского писателя принца Хуана Мануэля «Граф Луканор» (1335) кот упоминается уже в качестве любимого домашнего питомца. В то же время в Англии, к примеру, держать дома кошек в те времена было не принято, народная же сказка о жившем в конце XIV — начале XV века в Лондоне Дике Уиттинггтоне, который добился успеха с помощью своего кота, записана была лишь в начале XVII столетия и в 1606 году включена в сюжет пьесы Томаса Хейвуда «Если Вы не знаете меня, Вы никого не знаете», а в 1612 году издана писателем Ричардом Джонсоном в сборнике «Гирлянда золотых роз».

### Россия

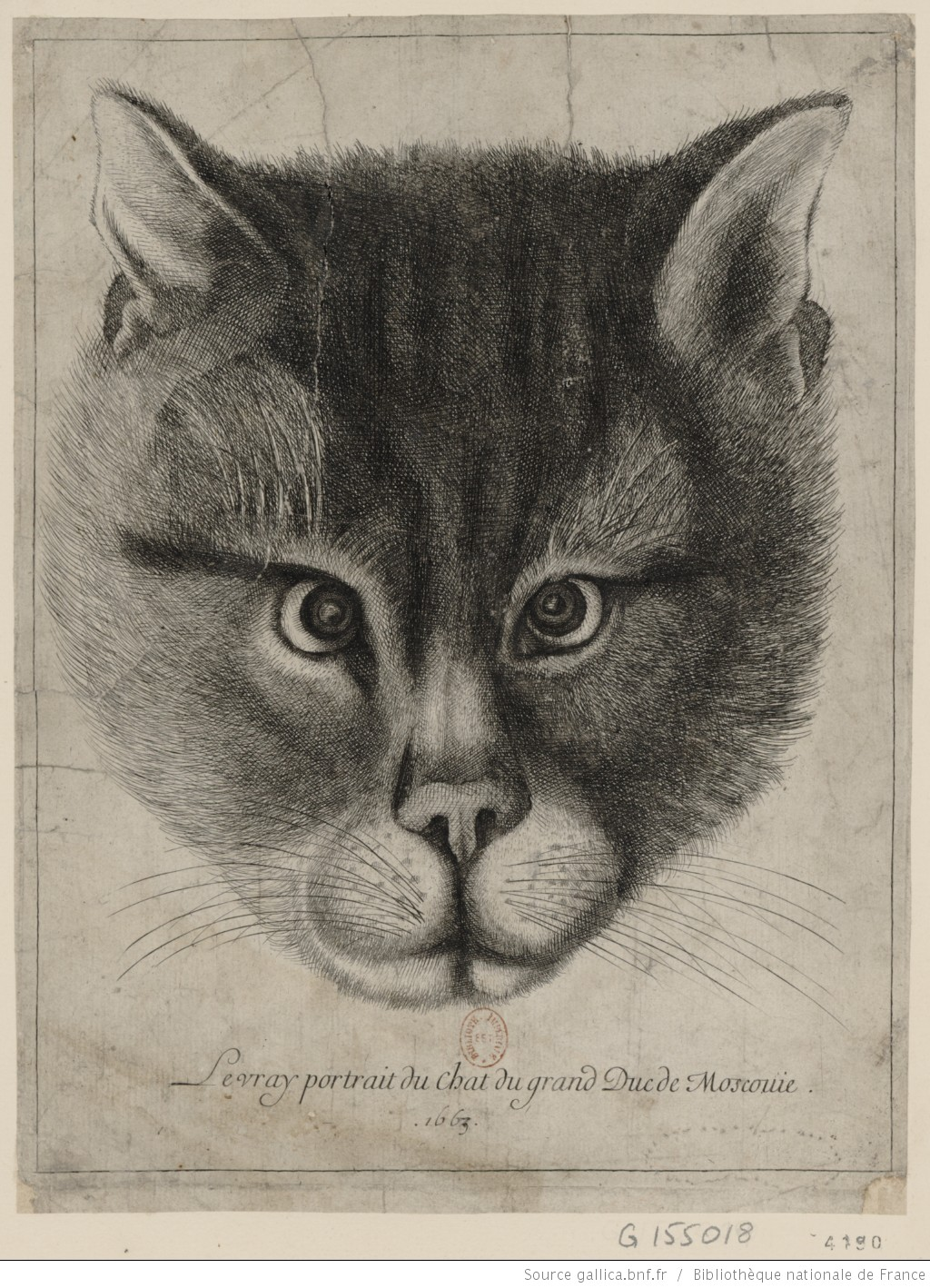
Вацлав Холлар. Подлинный портрет любимого кота великого князя Московского из БНФ, 1663 г.

В славянской мифологии кошка — любимый персонаж народных сказок, пословиц и суеверий.
На Руси домашняя кошка стоила дорого и могла служить ценным подарком, поскольку гарантировала защиту урожая от грызунов. Она была также символом мира и благополучия в доме, защищающим дом от нечистой силы. Считалось также, что кошки могли проникать в потусторонний мир и общаться с духами. До принятия христианства на Руси славяне почитали языческих богов. Всемогущим богом подземного царства был Велес — покровитель скота, богатства и всех животных. Вещий кот, которого звали «Баюн» (иначе Бай или Баюнок), был спутником Велеса, всемогущего бога подземного царства — покровителя скота, богатства и всех животных, с которым было связано немало обычаев и обрядов.
В русском фольклоре обширный пласт составляют народные сказки, пословицы и поверья, связанные с кошками и котами. Персонажем таких сказок был и вышеуказанный кот Баюн.
В популярном на Руси апокрифе «О потопе» (XI—XV вв.) рассказывается о том, как кот и кошка спасли человечество во время Всемирного потопа, когда семейство Ноя укрылось в ковчеге:

«Тогда окаянный Дьявол, желая погубить весь род человеческий, превратился в мышь и начал грызть дно ковчега. Ной же помолился Богу, и пришел в ковчег лютый зверь и чихнул, и из ноздрей его выскочили кот и кошка и удавили мышь ту. Повелением Божиим не сбылись козни Дьявола, и с тех пор начали водиться коты».
В памятнике древнерусской литературы — житии преп. Никандра Псковского (XVI в.) рассказывается:

«Прииде нѣкий мужъ именемъ Иосиф ко святому пользы ради душевныя. Преподобный же рече к нему: „Чадо Иосифе, нѣсть у меня кота, но сотвори ми послушание, сыщи ми кота“. Иосиф же рече: „Да гдѣ такову аз вещь обрящу тебѣ угодну?“ Он же рече ему: „Есть у Спаского дьякона в Заклиньи“… И по наносу дияволю возвратися Иосиф в дом свой, и пребысть в дому три дни, и посланное посади в темне мѣсте, и не даде ему ясти и пити, и забы посланное… Святый же прозрѣвъ и глагола ему: „Иосифе, почто кота сего в темницы смиряеши 3 дни и дома пребыл еси?“ Он же видѣв его прозорлива, и паде на ногу его, и плакася…»

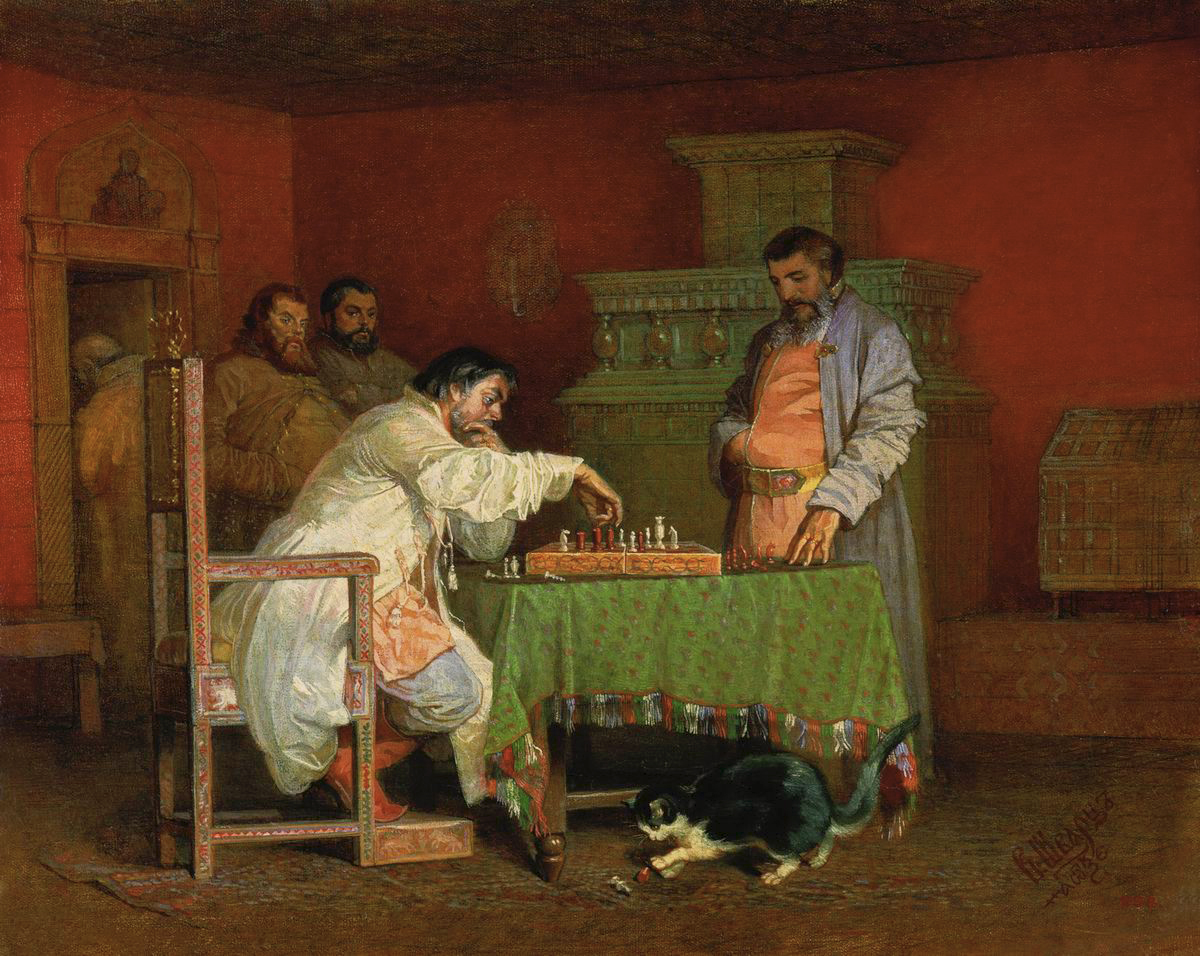
Шварц В. Г. «Сцена из домашней жизни русских царей». 1865 г.

Владимир Гиляровский в книге «Москва и москвичи» (1926) рассказывает, что вплоть до начала XX века среди купцов сохранялся обычай состязаться, чей кот толще и откормленней. В. И. Даль в 1853 году опубликовал двухтомник «Пословицы русского народа», где в разных разделах встречается около 75 пословиц о кошках.
Российские монархи также ценили кошек, в царском дворце всегда жили кошки. У отца Петра I, Алексея Михайловича, был любимый кот, портрет которого изображён на гравюре «Подлинный портрет кота великого князя Московии» Вацлава Холлара. А уже Пётр Великий издал указ, согласно которому в каждом хозяйстве следовало «иметь при амбарах котов, для охраны таковых и мышей и крыс устрашения». Самого Петра также часто сатирически изображали в виде кота, о чём свидетельствуют многочисленные сохранившиеся до наших дней лубочные картинки с надписями: «Кот казанской, ум астраханской, разум сибирской». На кошек не распространялся запрет животным входить в храм.

### Восточная Азия

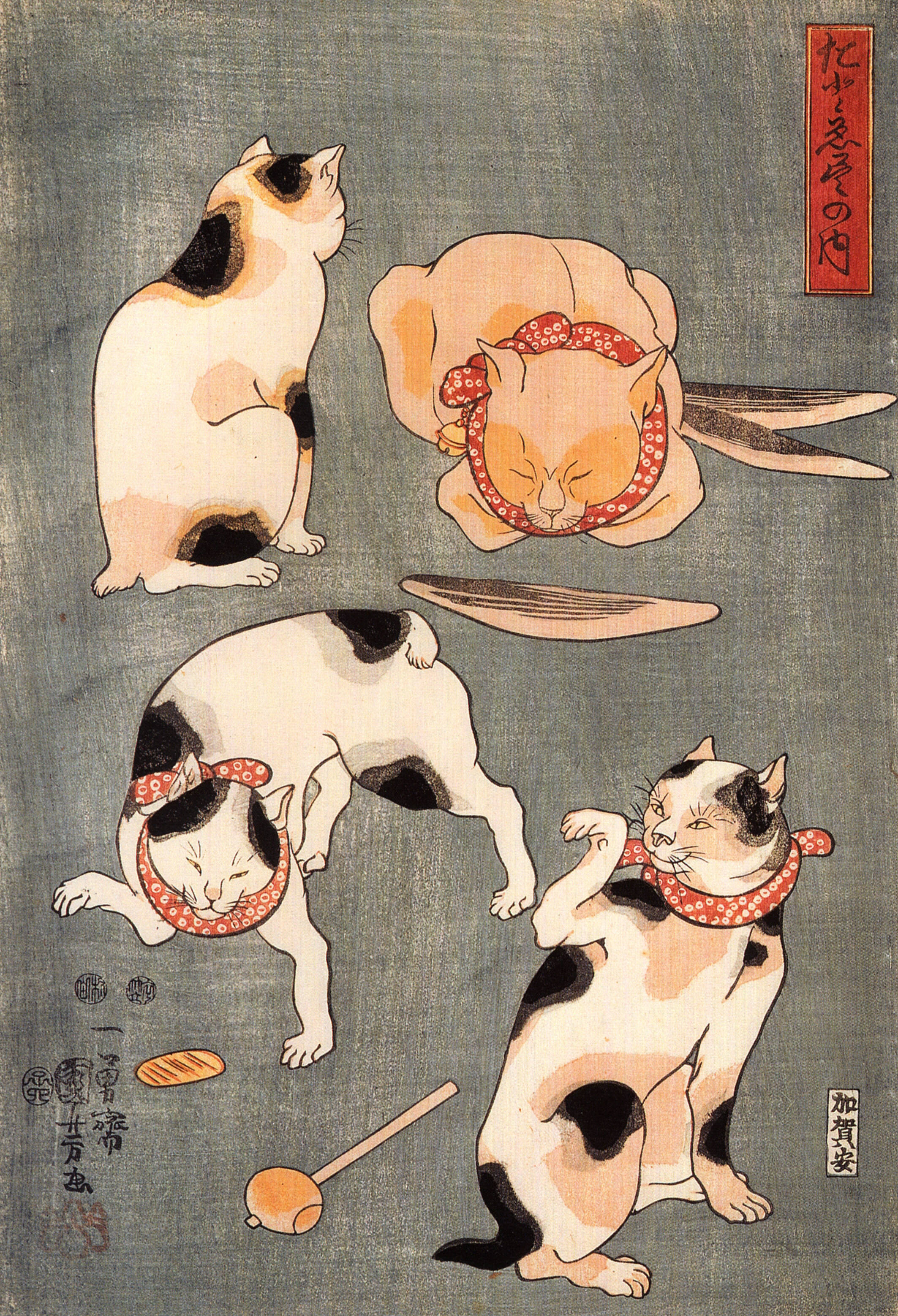
«Четыре кошки в разных позах». Гравюра Куниёси Утагавы

В традиционной китайской культуре образ кошки, изначально считавшейся, как и в Египте, животным священным, со временем претерпел трансформацию, сделавшись двойственным. С одной стороны, кошка как покровительница домашнего очага и истребительница грызунов-вредителей, пользовалась в Китае уважением, с другой, она считалась проводником в мир мёртвых и наделялась за свою ловкость и изворотливость инфернальными чертами, нередко подменяя собой в народной мифологии лисицу-оборотня.
В Японию кошки были завезены в VI веке и служили высшей наградой, которую мог дать император своим приближённым. Существует несколько вариантов легенды о кошке, помогающей своей хозяйке или хозяину. Фарфоровая или фаянсовая статуэтка кошки черепахового окраса с поднятой к правому уху лапой — Манэки-нэко — до сих пор считается привлекающей денежную удачу. До сих пор в Японии сохранился древний культ, согласно которому души умерших предков переселяются в пегих кошек. В то же время, японский фольклор знает и котов-оборотней, способных приносить вред, народные поверья о которых отразились в классической старинной литературе — например, «Записках от скуки» монаха-поэта XIV века Ёсиды Кэнко. В Сето существует Музей Манеки-нэко. Особенно ценятся в Японии короткохвостые кошки, изображения которых можно увидеть на многочисленных средневековых гравюрах. В некоторых областях Китая, Кореи и Вьетнама кошачье мясо употребляется в пищу для приготовления определённых блюд. Кошачий мех малопригоден для использования в качестве материала для одежды, однако иногда кошачьи шкуры используются для выделки дешёвых шуб и шапок.
В Индии существовала богиня материнства Сашти (иначе Састи), которая изображалась в виде женщины с ребёнком на руках и считалась хранительницей домашнего очага. Её ваханой являлась кошка. В Бенгалии и Западной Индии существует легенда о чёрной кошке, которая также ассоциируется с богиней Сашти.
Персидский историк Ат-Табари записал легенду, согласно которой Творец, создавая Вселенную, создал крыс, но забыл создать кошек. Но ему пришлось исправить это, когда во время Всемирного потопа крысы начали прогрызать отверстие в днище Ноева ковчега. Ной погладил спину льва, лев чихнул, и пара кошек выскочила из его ноздрей. Эта легенда была широко распространена в регионе. Существует персидская пословица, которая гласит: «Лев чихнул, и появилась кошка». Похожая легенда объясняет также происхождение ванской кошки и ванского окраса у кошек.

### Ислам

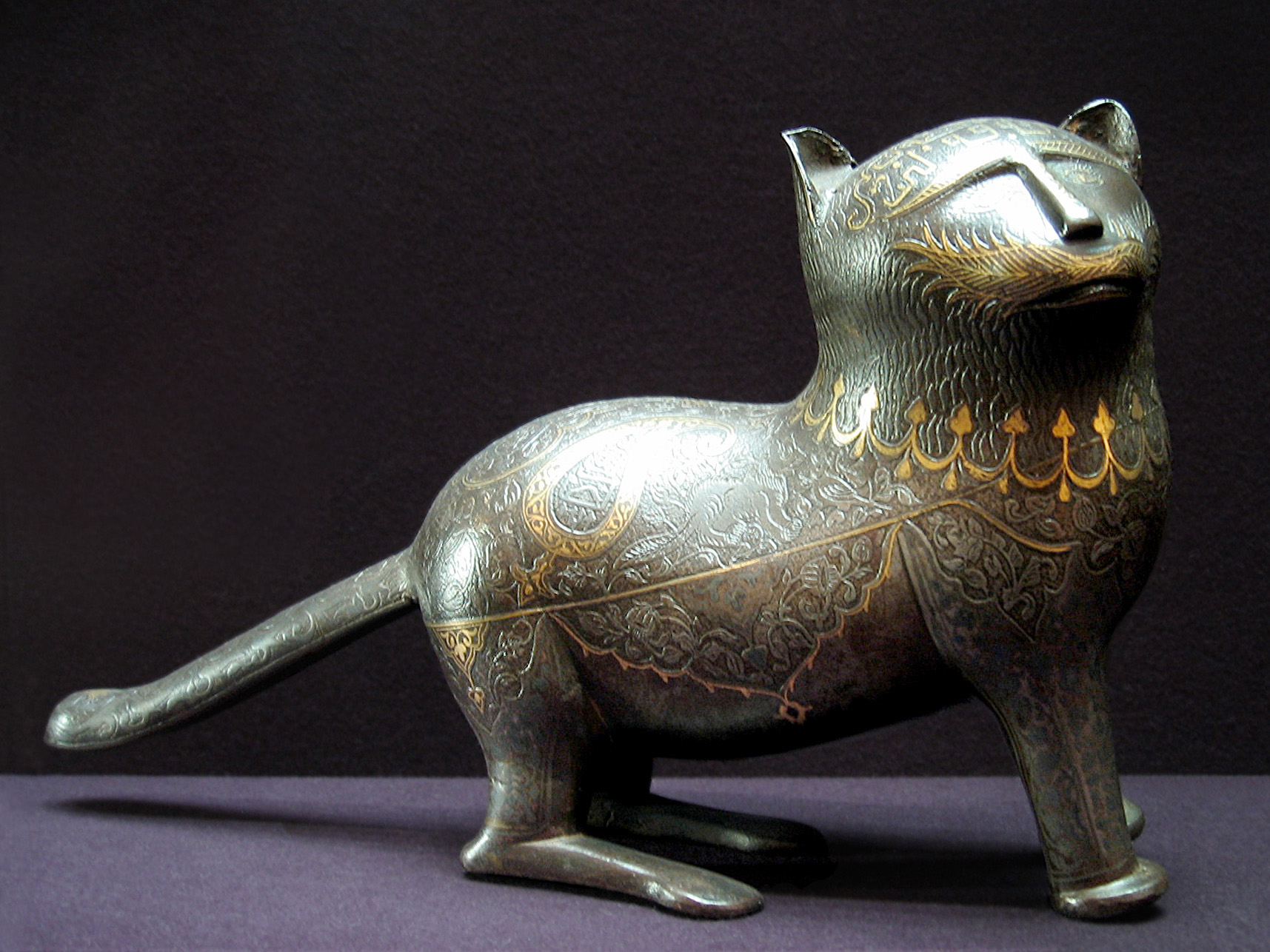
Статуэтка кошки, инкрустированная золотом и серебром. Иран, XIX век

В исламе существует множество преданий, которые связаны с кошками. Часть из них вошла в сборники хадисов. Согласно одному из них, кошки высоко почитаются в исламе, так как главного мусульманского пророка Мухаммеда кошка его сподвижника Абу Хурайры (его имя дословно переводится как «Отец кошек») спасла от укуса змеи. В исламе достойным похвалы считается поить кошек молоком. Как рассказывает одно из преданий, у пророка Мухаммеда была разноглазая белая кошка. Другое предание повествует о том, что однажды пророк Мухаммед после окончания молитвы обнаружил, что его любимая кошка Мусса (Муэца) уснула на рукаве сложенного рядом халата. Мухаммед предпочёл отрезать кусок от рукава, чтобы не тревожить сон Муссы. В иных случаях, если кошка спала на одежде, Мухаммед выбирал что-либо другое из своего гардероба.
Кошки являются единственными животными, которым разрешено входить в мечеть.

### Индуизм и буддизм
Существует легенда, что кошка была единственным животным, отсутствовавшим в тот момент, когда Будда был на пути к освобождению от своего человеческого тела. Все животные, кроме кошки и змеи, собрались вокруг его тела. Кошка же в это время была занята ловлей мышей. Такое небрежное отношение к Будде и стало причиной негативного отношения к кошкам. У этой легенды есть, однако, и другая трактовка. Согласно ей, находившаяся рядом с Буддой крыса принялась лизать масло из лампы, кошка же поймала её и съела. Это деяние было благом, так как кошка спасла благовонное масло. С тех пор кошка считается приносящей как добро, так и зло.
Ничто, даже дурное поведение, не мешает кошке, равно как и любому другому живому существу, достичь нирваны. На церемонии коронации нового короля Таиланда кошка обязательно должна присутствовать в качестве почётного гостя.
У буддистов Китая кошки пользуются большим уважением. Монахи занимались разведением священных кошек. Их часто называли «маленькими тиграми» и «грозой зла» и специально обучали охранять сокровища храмов. Буддисты приписывают кошке склонность к медитации, способность видеть в темноте и способность отгонять злых духов. Поэтому в буддийских храмах держали кошек.

## В искусстве и современной культуре

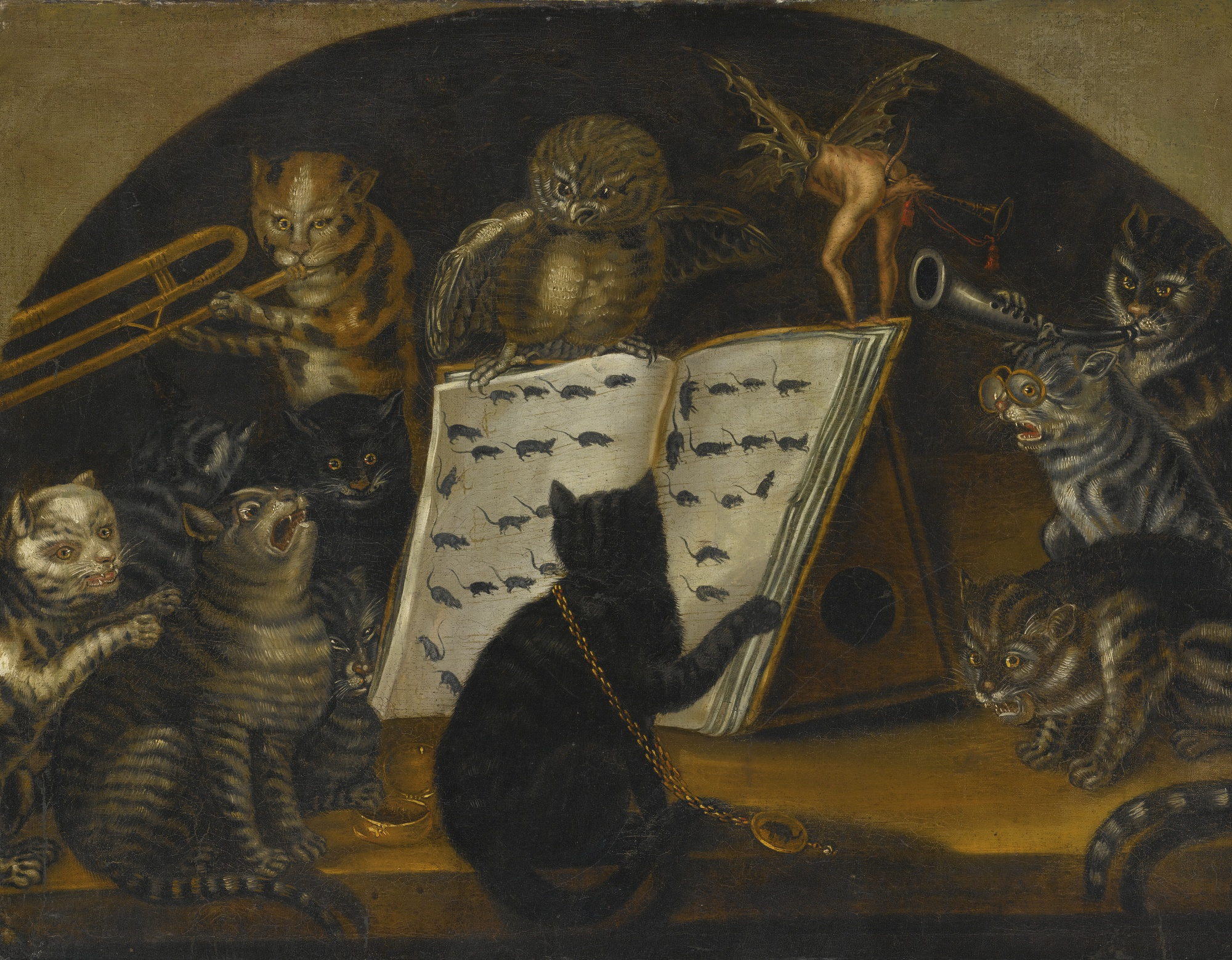
Кошачий концерт под управлением совы-дирижёра. Неизвестный художник Ломбардской школы, 1700 г.

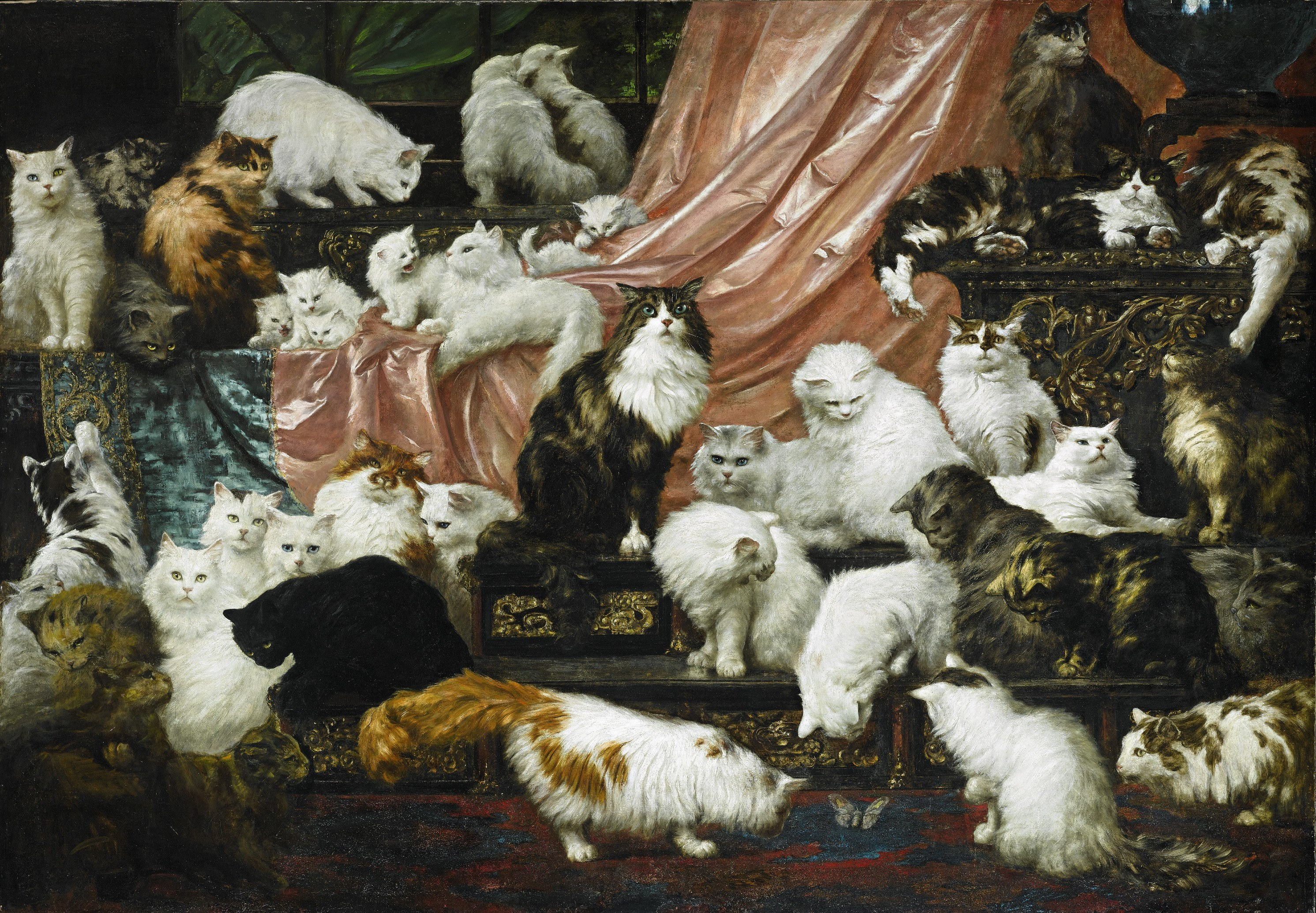
Карл Калер. «Возлюбленные моей жены» (1893)

Согласно сохранившимся до наших дней суевериям, кошки считаются хранительницами домашнего очага и уюта. На новоселье принято первой впускать в дом кошку. Из-за способности кошек приземляться на лапы при падении считается, что они обладают особым «шестым чувством» и что у них девять жизней. В России существует суеверие о том, что чёрные кошки являются предвестниками неудачи, особенно если кому-то такая кошка перебежит дорогу. Чехи же считают, что кошка, перебежавшая дорогу справа налево, наоборот, является предвестницей удачи.

Геральдическая кошка

Кошки часто изображались в виде статуэток и рисунков со времён Древнего Египта. Наиболее известными художниками, в чьём творчестве часто встречаются изображения кошек, являются Франц Марк, Генриетта Роннер-Книп и Луис Уэйн; последний известен своими рисунками человекоподобных кошек. Стилизованные изображения разноцветных кошек создаёт художница Розина Вахтмайстер.
В геральдике кошка — символ независимости и представляется в профиль и анфас. Она называется напуганной (фр. effarouché), если ползёт, и съёжившейся (фр. herissoné), когда спина и хвост подняты выше головы.
Символы кошки в Юникоде — 🐱 (U+1F431) и 🐈 (U+1F408). Также присутствует набор из 9 эмоций с кошачьей мордочкой вместо классического «смайлика» — 😸😹😺😻😼😽😾😿🙀 (U+1F638 — U+1F640).

### Памятники
Памятники котам и кошкам стоят в нескольких городах: Москва (скульптура кота Бегемота из романа Булгакова «Мастер и Маргарита»), Тюмень (Сквер сибирских кошек), Воронеж (композиция «Котёнок с улицы Лизюкова»), Йошкар-Ола (Йошкин кот на лавочке), Обнинск (Кот учёный), Санкт-Петербург (памятник коту Кузе и всем жертвам живодёров), Казань (памятник Коту Казанскому), Нижний Новгород, Барселона (7-метровый бронзовый кот весом около 2 тонн, высотой в 2,5 метра и длиной 7 метров), Киев (памятник коту Пантелеймону), Брест, Клайпеда, Харьков, Стамбул и другие.

Котёнок с улицы Лизюкова
Памятник Коту Казанскому
Сквер сибирских кошек
Кот учёный, Обнинск

## Знаменитые кошки

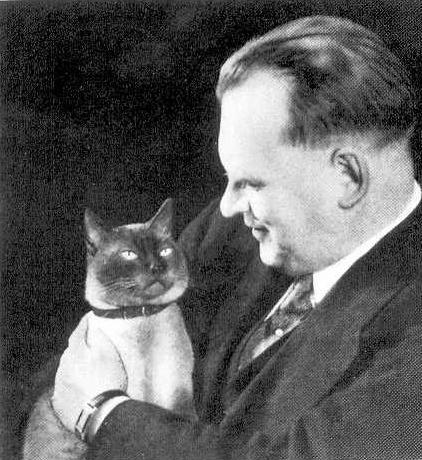
Александр Алехин и кот Чесс